# Thái Lan
Thái Lan, gọi ngắn là Thái, quốc hiệu là Vương quốc Thái Lan, là một quốc gia ở Đông Nam Á, phía bắc giáp Lào và Myanmar, phía đông giáp Lào và Campuchia, phía nam giáp vịnh Thái Lan và Malaysia, phía tây giáp Myanmar và biển Andaman. Lãnh hải Thái Lan ở phía đông nam tiếp giáp với lãnh hải Việt Nam ở vịnh Thái Lan, phía tây nam giáp với lãnh hải Indonesia và Ấn Độ qua biển Andaman.
Kinh tế Thái Lan phát triển nhanh chóng từ năm 1985 đến 1995. Thập niên 1990, quốc gia này từng được coi là một Hổ mới châu Á, nhưng kể từ sau cuộc khủng hoảng tài chính châu Á 1997 thì Thái Lan trở nên trì trệ với tốc độ tăng trưởng chậm chạp. Đầu thập niên 2020, Thái Lan bị mắc kẹt trong bẫy thu nhập trung bình bởi gánh nặng của già hóa dân số, hệ thống giáo dục suy thoái và nền nông nghiệp trình độ thấp.
Thái Lan tham gia sáng lập ASEAN và là thành viên của các tổ chức quốc tế như Liên Hợp Quốc, Tổ chức Thương mại Thế giới, Diễn đàn Hợp tác Kinh tế châu Á - Thái Bình Dương và Phong trào không liên kết. Thái Lan là nền kinh tế lớn thứ hai tại Đông Nam Á, thứ 26 thế giới theo GDP danh nghĩa, 23 theo sức mua (2024) và 28 về tổng giá trị thương hiệu quốc gia (2020).
Hiện nay, Thái Lan đang gặp phải nhiều vấn đề nghiêm trọng như kinh tế trì trệ suốt từ năm 1997 tới nay, bất ổn chính trị liên tiếp, nạn tham nhũng, sự yếu kém trong việc hoạch định chính sách pháp luật, sự lỏng lẻo trong quản lý an ninh, tình trạng nhập cư bất hợp pháp dẫn đến tội phạm gia tăng, tệ nạn xã hội (hút chích ma túy, mại dâm, buôn người...) ngày càng lan rộng cùng nạn sở hữu súng đạn trái phép, sự phân hóa giàu nghèo cao và sự nổi lên của chủ nghĩa khủng bố do các phần tử Hồi giáo cực đoan ở khắp đất nước đang là những vấn đề nhức nhối. Đặc biệt, vấn nạn già hóa dân số do suy giảm sinh con tại Thái Lan đang diễn ra với tốc độ nhanh nhất thế giới và sẽ khiến nước này ngày càng trì trệ trong dài hạn.

## Tên gọi
Tên gọi Thái Lan trong tiếng Việt là phiên âm bắt nguồn từ tên tiếng Pháp Thaïlande cũng như tên gọi tiếng Anh Thailand. Báo Trung Bắc chủ nhật số 42, ngày 22 tháng 12 năm 1940, có đăng một bài viết có tiêu đề "Địa vị quan hệ của Thái Lan về kinh tế ở Viễn Đông". Bài báo này mở đầu bằng đoạn:
Sau khi đã giải quyết xong những việc lôi thôi về biên giới và đất đai bằng mấy bản hợp ước vào các năm 1903, 1904, 1907, từ hơn 30 năm nay cuộc giao-thiệp giữa Thái Lan và Đông Dương, hai nước lân cận và nhiều quyền lợi chung trên bán đảo Ấn Độ China nay vẫn giữ vẻ hòa hiếu và càng ngày càng thêm thân mật.

Thái Lan cũng từng được gọi là Xiêm (Siam), đây là tên gọi chính thức đến ngày 23 tháng 6 năm 1940 khi nó được đổi thành Thái Lan. Từ năm 1945 đến ngày 11 tháng 5 năm 1949, tên Thái Lan lại được đổi lại thành Xiêm. Sau đó nó được đổi lại thành Thái Lan như ngày nay.
Trong tiếng Thái, nước này có nhiều cách gọi. Gọi một cách bình thường ngắn gọn là ไทย (Thai), từ này trong tiếng Thái có nghĩa gốc là "tự do". Gọi một cách trang trọng đầy đủ là ราชอาณาจักรไทย (Racha Anachakra Thai), với hai chữ ราชา (Racha) và อาณาจักร (Anachakra) thì có gốc từ tiếng Phạn: Racha có nghĩa là "quốc vương", Anachakra có nghĩa là "lãnh thổ". Ý của cụm từ Racha Anachakra Thai là "Vương quốc của người tự do". Tuy nhiên, một học giả nổi tiếng người Thái cho rằng từ Thai (ไทย) đơn giản chỉ có nghĩa là "người" vì điều tra của ông cho thấy rằng tại một số vùng nông thôn từ "Thai" được dùng thay thế cho từ "khon" (คน) nghĩa là người. Vì vậy "Thái" cũng là danh xưng để gọi người Thái.
Người Thái còn gọi nước mình một cách dân dã là เมืองไทย Mueang Thai (Mường Thái) và từ Mueang còn được dùng rộng rãi để chỉ thành phố, thị trấn. Ngoài ra từ ประเทศไทย Prathet Thai (Prathét Thái) cũng được sử dụng để gọi Thái Lan. Hai chữ Mueang và Prathet có cùng nghĩa "nước, quốc gia". Prathet có gốc từ chữ प्रदेश (pradeśa) trong tiếng Phạn, còn Mueang là một từ Thái cổ có cùng gốc với các từ Muang (ເມືອງ [mɯaŋ˦]) trong tiếng Lào, Mong (မိူင်း [məŋ˦]) trong tiếng Shan, mwngh ([mɯŋ˧]) trong tiếng Tráng, khởi nguyên mang nghĩa "thung lũng trồng lúa".
Ở Trung Quốc, vương quốc này được gọi là "Thái Quốc" (泰國), hay "Thái Vương Quốc" (泰王國). Người Việt trước đây còn gọi Thái Lan là "Xiêm La" (暹羅) và người Thái là "người Xiêm".

## Lịch sử

### Thời kỳ đầu
Nhiều nền văn hóa khác nhau đã có mặt tại đây từ thời Văn hóa Baan Chiang. Nhưng do vị trí địa lý, văn hóa Thái Lan luôn chịu ảnh hưởng từ Campuchia cũng như từ những nước láng giềng Đông Nam Á khác. Đất nước Thái Lan là đất nước thuộc Đông Nam Á duy nhất không bị thực dân châu Âu xâm lược.
Theo sử sách Thái Lan, người Thái xuất xứ từ vùng núi Altai, đông bắc tỉnh Tứ Xuyên, Trung Quốc từ 4500 năm trước, sau đó di cư dần xuống vùng đất hiện nay là Thái Lan. Có nhiều giả thuyết khác nhau về nguồn gốc của người Thái, một trong số đó liên hệ người Thái tới sự di cư ào ạt sau sự sụp đổ của vương quốc Đại Lý ở vùng Vân Nam thế kỷ XIII đã bị chứng minh là không chính xác. Các nghiên cứu ngôn ngữ học chỉ ra rằng nguồn gốc của người Thái cổ nằm ở vùng ranh giới Quảng Tây-Quý Châu ngày nay, nơi người Tráng và Bố Y vẫn sinh sống. Khoảng thế kỷ thứ VIII-thế kỷ X, họ bắt đầu di cư xuống phía nam vào vùng ngày nay là bắc Lào và Chiêng Sẻn (Chiang Saen เชียงแสน) qua Muang Then (nay là Mường Thanh, Điện Biên Phủ, Việt Nam), sau đó tỏa xuống đồng bằng sông Chao Phraya. Tại vùng đất mới của mình, người Thái đánh đuổi các cư dân bản địa như người Môn, Khom tức tổ tiên người Khmer ngày nay,... đồng thời người Thái cũng tự mình đồng hóa nếp sống văn hóa tín ngưỡng với người Môn và Khmer đặc biệt là tiếp nhận Phật giáo Ấn Độ từ dân tộc bản địa.

### Vương quốc Sukhothai

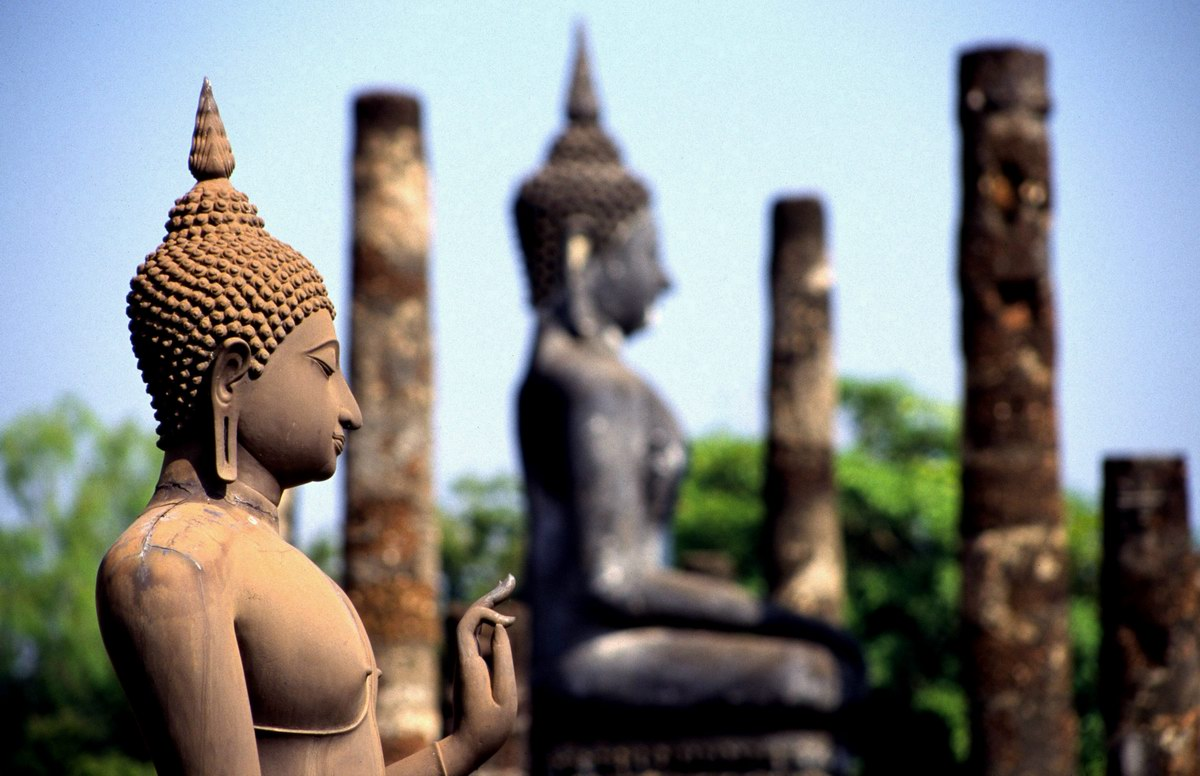
Tượng phật tại Wat Mahathat

Cho đến đầu thế kỷ 13, người Thái dù đã định cư vững chắc ở miền Bắc Thái Lan ngày nay, song họ phải chịu sự chi phối của Đế quốc Khmer hùng mạnh. Tuy nhiên, Đế chế Khom đã bắt đầu suy yếu từ sau khi vua Jayavarman VII qua đời, khiến cho sức ảnh hưởng của người Khom ở vùng đất người Thái định cư suy yếu đáng kể. Kết quả, năm 1232, Pho Khun Pha Muang là thủ lĩnh người Thái ở Vương quốc Lavo  và Pho Khun Bang Klang Hao là thủ lĩnh người Thái ở Banyang (nay là Nakhonthai) đã cùng nhau đánh đuổi quân Khmer, tuyên bố độc lập, chiếm thành phố Sukhothai làm kinh đô của mình. Pho Khun Bang Klang Hao sau đó trở thành vị vua đầu tiên của Sukhothai, tự xưng là Pho Khun Si Indrathit (hay Intradit), lập niên triều đại đầu tiên của Sukhothai là Triều Phra Ruang. Sự kiện này về mặt truyền thống đã đánh dấu sự thành lập quốc gia Thái.

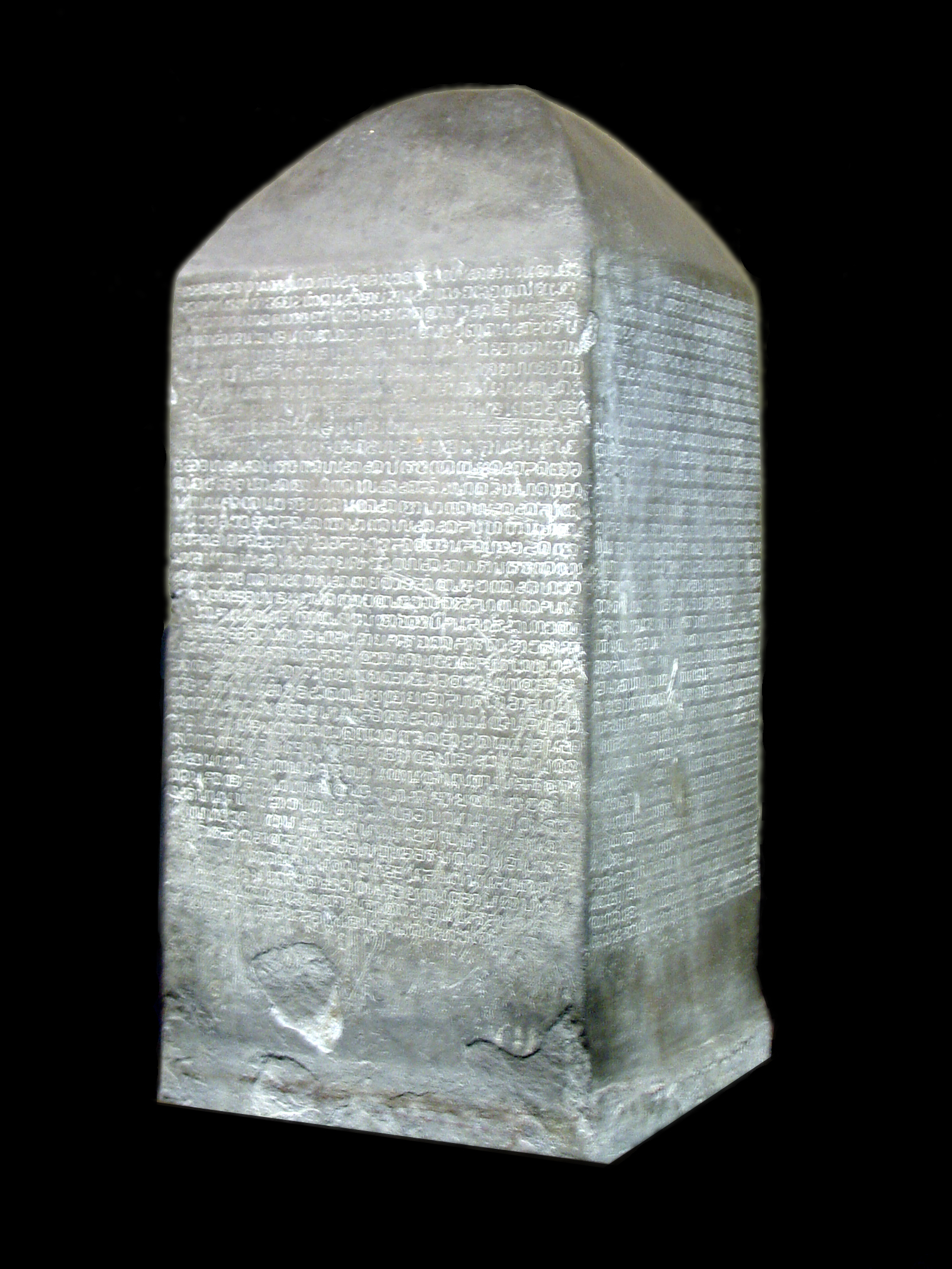
Chữ khắc của vua Ram Khamhaeng

Sukhothai mở rộng bằng cách tạo các liên minh với các vương quốc Thái khác, dùng Phật giáo Thượng tọa bộ làm quốc giáo với sự giúp đỡ của các nhà sư Ceylon. Intradit truyền ngôi cho con trai là Pho Khun Ban Muang, và năm 1278 đến lượt em trai là Pho Khun Ramkhamhaeng kế vị. Dưới thời vua Ramkhamhaeng Đại Đế, Sukhothai trải qua một thời kỳ hoàng kim thịnh vượng. Ramkhamhaeng đã có công cái tiến chữ cái Khom Pallava thành bảng chữ cái Thái. Vào thời đỉnh cao của mình, ảnh hưởng của vương quốc này trải dài từ Martaban (nay thuộc Myanmar) đến Luang Prabang (nay thuộc Lào) và xuống tận bán đảo Mã Lai cho đến phía Nam tận Nakhon Si Thammarat, phạm vi ảnh hưởng của vương quốc này rộng hơn nhiều so với lãnh thổ Thái Lan ngày nay, dù mức độ kiểm soát thực tế không như tầm ảnh hưởng.
Sau khi Ramkhamhaeng băng hà, vương quốc này đã nhanh chóng suy giảm về lại với tầm vóc của thời kỳ đầu. Trong khi đó, Ayutthaya trở nên hùng mạnh, và cuối cùng vào năm 1378, vua Thammaracha II của Sukhothai đã phải chịu thuần phục cường quốc mới này. Sukhothai trở thành chư hầu của quốc gia Ayutthaya giữa 1365 và 1378. Năm 1412, Ayutthaya đã dựng lên một thái thú và vua Thammaracha IV được Ayutthaya đưa lên ngôi. Khoảng năm 1430, Thammaracha dời đô đến Phitsanulok. Sau cái chết của ông năm 1438, vương quốc này bị hạ xuống chỉ còn là một tỉnh của Ayutthaya.

### Vương quốc Ayutthaya

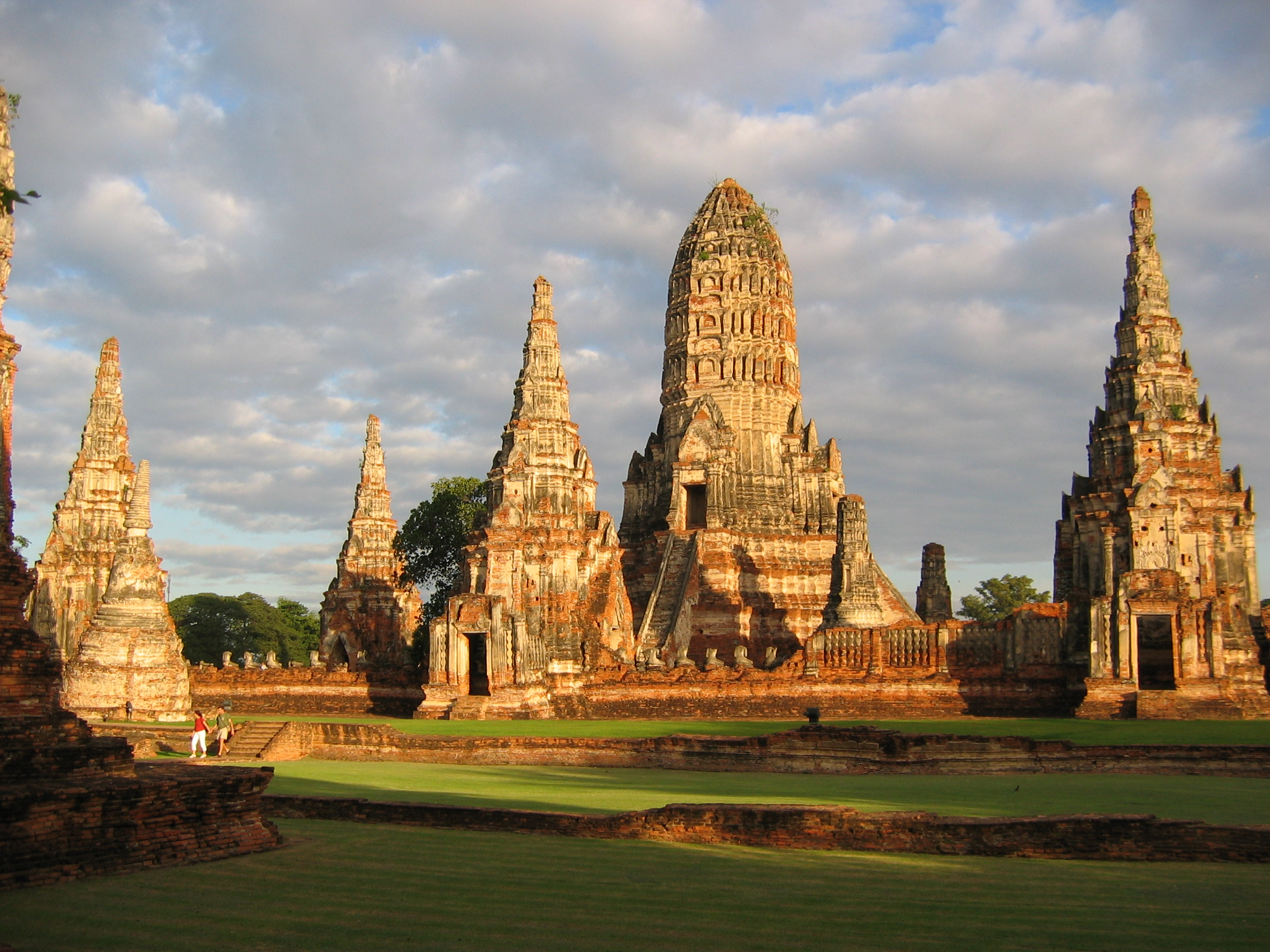
Tàn tích của chùa Wat Chaiwatthanaram ở Ayutthaya. Nó được xây dựng vào thế kỷ 17 và bị quân đội Miến Điện đốt cháy và cướp phá vào năm 1767.

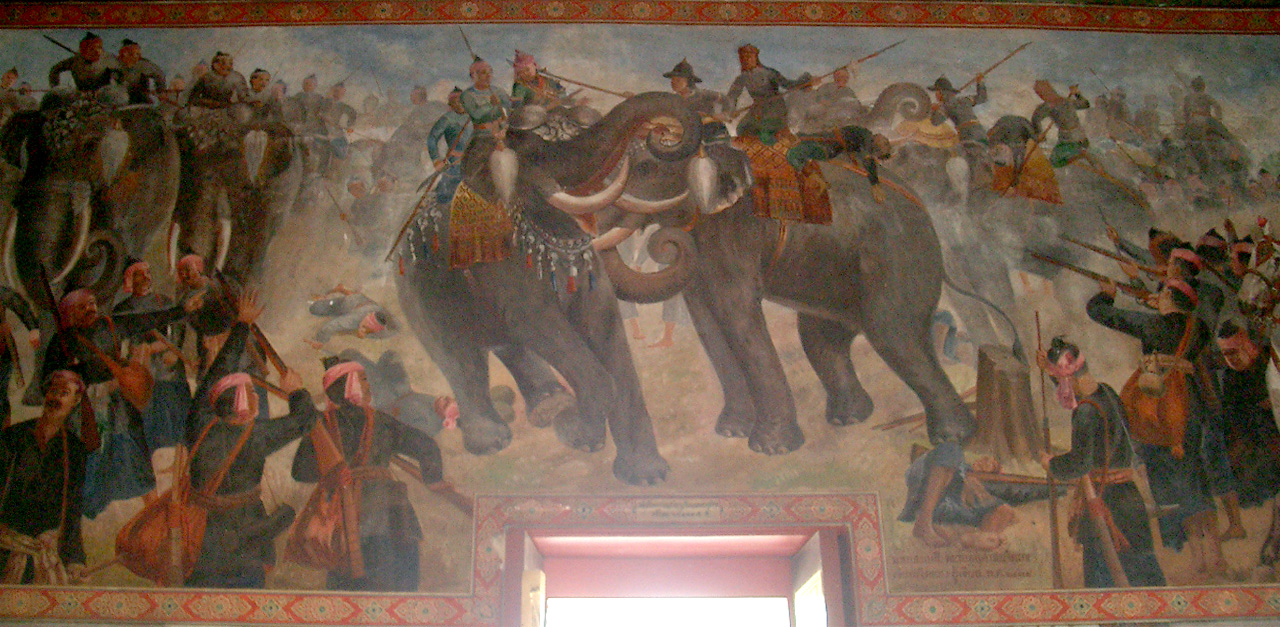
Trận chiến voi giữa Naresuan và Mingyi Swa, Cuộc chiến Xiêm - Miến Điện (1584 - 1593)

Từ thời vua Luethai, vương quốc Sukhothai bắt đầu suy yếu. Các chư hầu của Sukhothai bắt đầu công khai chống lại. Một trong số đó là khu vực Suphanburi do U Thong cai trị. Năm 1343, U Thong đã dời trung tâm của mình xuống đồng bằng Chao Phraya. Trên một cù lao sông, ông cho lập kinh đô mới gọi là Vương quốc Ayutthaya. Năm 1360, Uthong tuyên bố Phật giáo Thượng tọa bộ là quốc giáo của Ayutthaya, cố gắng mở rộng vương quốc của mình bằng cách chinh phục các vương quốc khác ở miền Bắc. Vào cuối thế kỷ 14, Ayutthaya đã được xem là cường quốc mạnh nhất Đông Nam Á. Trong suốt thế kỷ 15, các nỗ lực của Ayutthaya hướng về bán đảo Malay, nơi có trung tâm thương mại lớn Malacca, làm chư hầu, Ayutthaya tiếp tục kiểm soát việc buôn bán béo bở trên eo đất, thu hút nhiều nhà buôn Trung Hoa mua đặc sản về cho thị trường sa hoa của Trung Hoa.
Năm 1511 Ayutthaya đã tiếp đón một đoàn ngoại giao từ Đế quốc Bồ Đào Nha, Có lẽ họ là những người châu Âu đầu tiên viếng thăm đất nước này. 5 năm sau, Ayutthaya và Bồ Đào Nha đã ký một hiệp ước cho phép người Bồ Đào Nha buôn bán ở vương quốc này. Một hiệp ước tương tự năm 1592 đã cho người Đế quốc Hà Lan một vị trí đặc quyền trong việc mua bán lúa gạo.
Thế kỷ 16 chứng kiến sự lớn mạnh của Triều Taungoo dưới thời vua Bayinnaung, dưới một triều đại hiếu chiến, đã chiếm lấy Lan Na và Lan Xang và gây chiến với Ayutthaya. Năm 1569 các đội quân Taungoo, liên minh với phiến quân Ayutthaya - phần lớn là người của hoàng tộc Ayutthaya, đã đoạt được thành Ayutthaya và đưa cả hoàng gia qua Taungoo. Dhammaraja (1569-90), một thống đốc người Xiêm trước đó đã giúp đỡ quân Miến Điện đã được dựng lên ngôi vua chư hầu ở Ayutthaya. Sự độc lập của Ayutthaya đã được con trai ông là vua Naresuan (1590-1605) tái lập. Naresuan đã chống lại Taungoo và đến năm 1600 đã đẩy lùi Miến Điện khỏi Ayutthaya.
Những người nước ngoài được tiếp đón trọng thị ở triều đình của Narai (1657–1688), một nhà vua có tầm nhìn thế giới tuy thận trọng về ảnh hưởng của bên ngoài. Các mối quan hệ thương mại quan trọng được tạo lập với Nhật Bản. Các công ty thương mại Đế quốc Anh và Đế quốc Hà Lan được phép lập nhà máy và các phái đoàn ngoại giao Ayutthaya được phái tới Paris hay La Hague. Nhờ duy trì những mối quan hệ này, triều đình Ayutthaya đã khéo léo khiến Hà Lan chống lại Anh và Đệ Nhất Đế chế Pháp, tránh được một sự ảnh hưởng Ayutthaya quá của một cường quốc. Narai đã xây công sự, đài quan sát và một cung điện tại Lopburi. Ngoài ra, những người truyền giáo Pháp đã tham gia giáo dục và y tế và đã mang đến báo in đầu tiên ở nước này.
Sau một thời kỳ chiến tranh đẫm máu tranh giành quyền lực, Ayutthaya bước sang thời kỳ vàng son, thịnh trị kéo dài 25 năm cuối cùng của thế kỷ 18. Văn học, nghệ thuật và các học thuật đều phát triển rực rỡ. Mối đe dọa lớn hơn không đến từ phương đông mà từ biên giới phía tây khi Miến Điện dưới triều đại mới của Alaungpaya mở cuộc xâm lăng, chinh phục các tiểu quốc của người Shan giáp với đất Thái.
Năm 1765 Miến Điện mở cuộc tấn công ồ ạt nhắm vào Ayutthaya. Sử Thái ghi rằng Ayutthaya điều binh kháng cự, cố thủ thị trấn Bang Rajan. Bị quân Miến vây hãm lâu dài Bang Rajan cuối cùng cũng thất thủ; kinh thành Auytthaya bị đốt sạch; đó là năm 1767. Đền đài cùng công trình nghệ thuật kể cả những kho sách quý ghi chép văn sử học của người Thái bị tiêu hủy cả.

### Vương quốc Thonburi
Khi vương quốc Ayutthaya sụp đổ, một vị tướng người Xiêm có tên là Taksin cũng đang ở đó. Tập hợp những người ủng hộ mình thành một đội quân, một năm sau đó ông đã chiếm lại được thành phố, Có thể Taksin nhận thấy rằng Ayutthaya bị tàn phá nghiêm trọng nên việc khôi phục nó về tình trạng cũ chắc chắc sẽ quá sức đối với nguồn lực của ông. Người Miến quá quen thuộc với các tuyến đường để tiến đến Ayutthaya, và trong trường hợp người Miến lại tiến công, thì binh sĩ của ông sẽ không thể đủ sức bảo vệ thành phố. Do vậy, ông lập đô tại Thonburi, là nơi gần biển hơn Ayutthaya. Ngoài việc sẽ khó xâm nhập Thon Buri bằng đường bộ, sự lựa chọn này cũng sẽ ngăn chặn việc thu thập vũ khí và thiết bị quân sự của bất cứ ai có tham vọng biến bản thân thành một vương độc lập ở xa về thượng du sông Chao Phraya.
Những thắng lợi trước các đối thủ quyền lực là nhờ năng lực chiến đấu như một chiến binh của Taksin. Ông thường ở tiền tuyến trong khi đấu với kẻ địch, nhờ vậy truyền sĩ khí cho binh sĩ để họ bất chấp nguy hiểm. Trong số những quan chức gắn vận mệnh với ông có hai cá nhân mà sau này đóng vai trò đặc biệt quan trọng trong lịch sử Thái Lan, họ là hai người con của một quan chức mang tước Pra Acksonsuntornsmiantra (พระอักษรสุนทรเสมียนตรา), người anh là Tongduang (ทองด้วง) và sau thành lập vương triều Chakri, người em là Boonma (บุญมา) nắm giữ vị trí quyền lực số hai.
Taksin đã chinh phục được các nước chư hầu, và chiếm lại miền Bắc từ người Miến Điện. Từ đó ông bắt đầu cuộc chinh phục toàn bộ các dân tộc Xiêm. Taksin tấn công người Miến Điện ở phía bắc năm 1774 và chiếm Chiang Mai năm 1776, thống nhất Xiêm.
Nhưng sau đó, một cuộc đảo chính nhằm loại bỏ Taksin khỏi vương vị đã diễn ra. Khi đó có vị tướng ở thành Cổ Lạc làm phản, Taksin lệnh cho tướng Phraya San đi dẹp loạn. Nhưng Phraya San lại là anh trai của vị tướng làm loạn, hai anh em hợp nhau trở lại kinh thành đảo chính. Quân trong thành mở cổng cho Phraya San vào, Taksin bỏ trốn vào chùa nhưng bị bắt giam lại. Phraya San sai người báo cho Chakri biết. Chakri giao một ít binh lính lại cho em trai Sô Si, còn mình thì dẫn đại quân về kinh thành, ngầm sai thủ hại sát hại Taksin rồi vu tội cho Phraya San. Cuối cùng, Chakri giết luôn Phraya San và tự lập làm vua.

### Vương quốc Rattanakosin

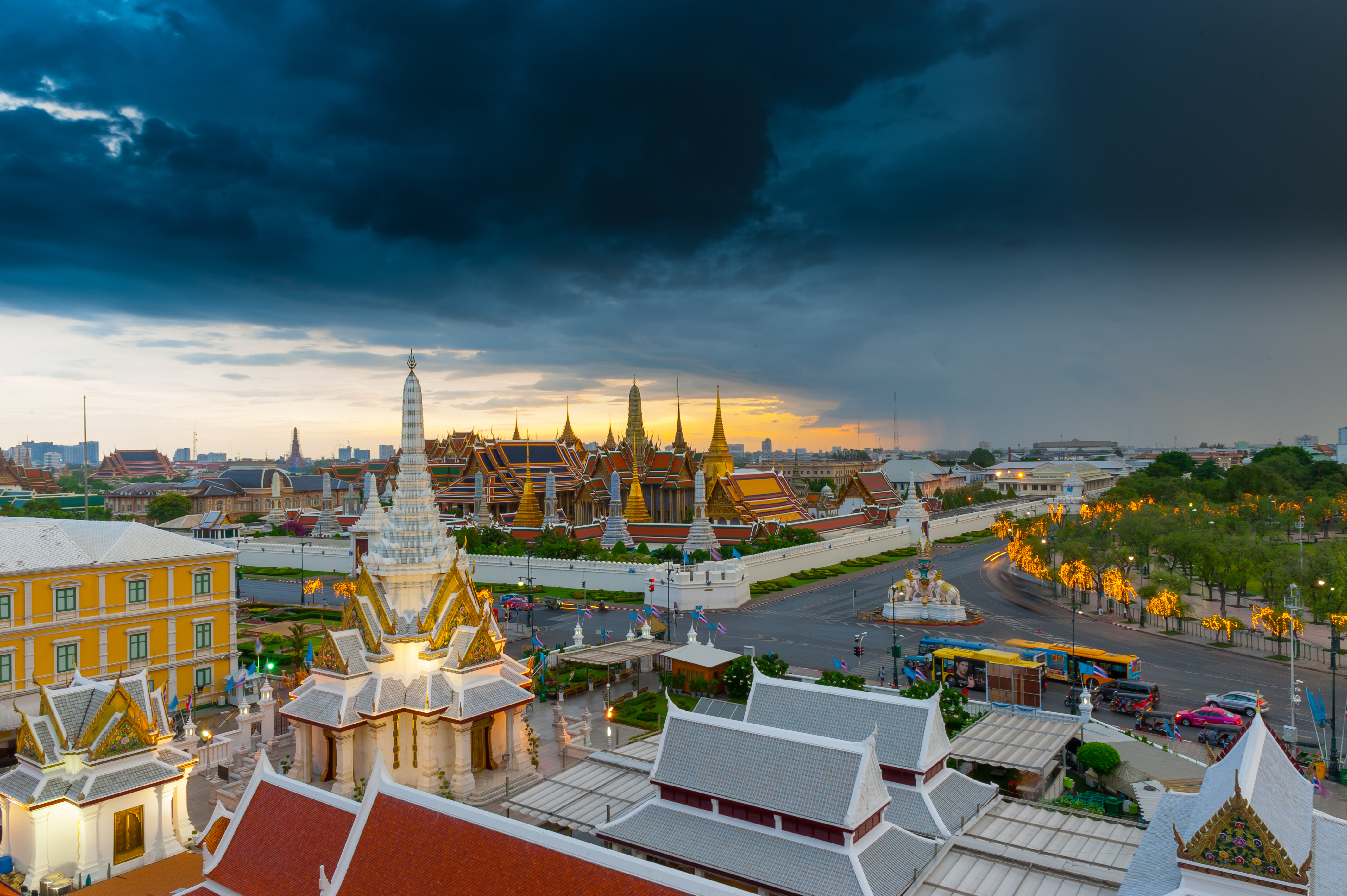
Wat Phra Kaew, kiến trúc của thời kỳ Rattanakosin

Chakri làm vua, xưng là Ramathibodi. Đời sau quen gọi ông là Rama I. Ông quyết định dời đô từ Thonburi về Bang Makok, nay chính là Băng Cốc. Hoàng cung đặt ở khu vực Rattanakosin bốn phía là sông và kênh rạch tạo thành những hào nước phòng thủ tự nhiên. Sử gia phương Tây gọi vương quốc của Rama I là vương quốc Rattanakosin chính vì lý do này.

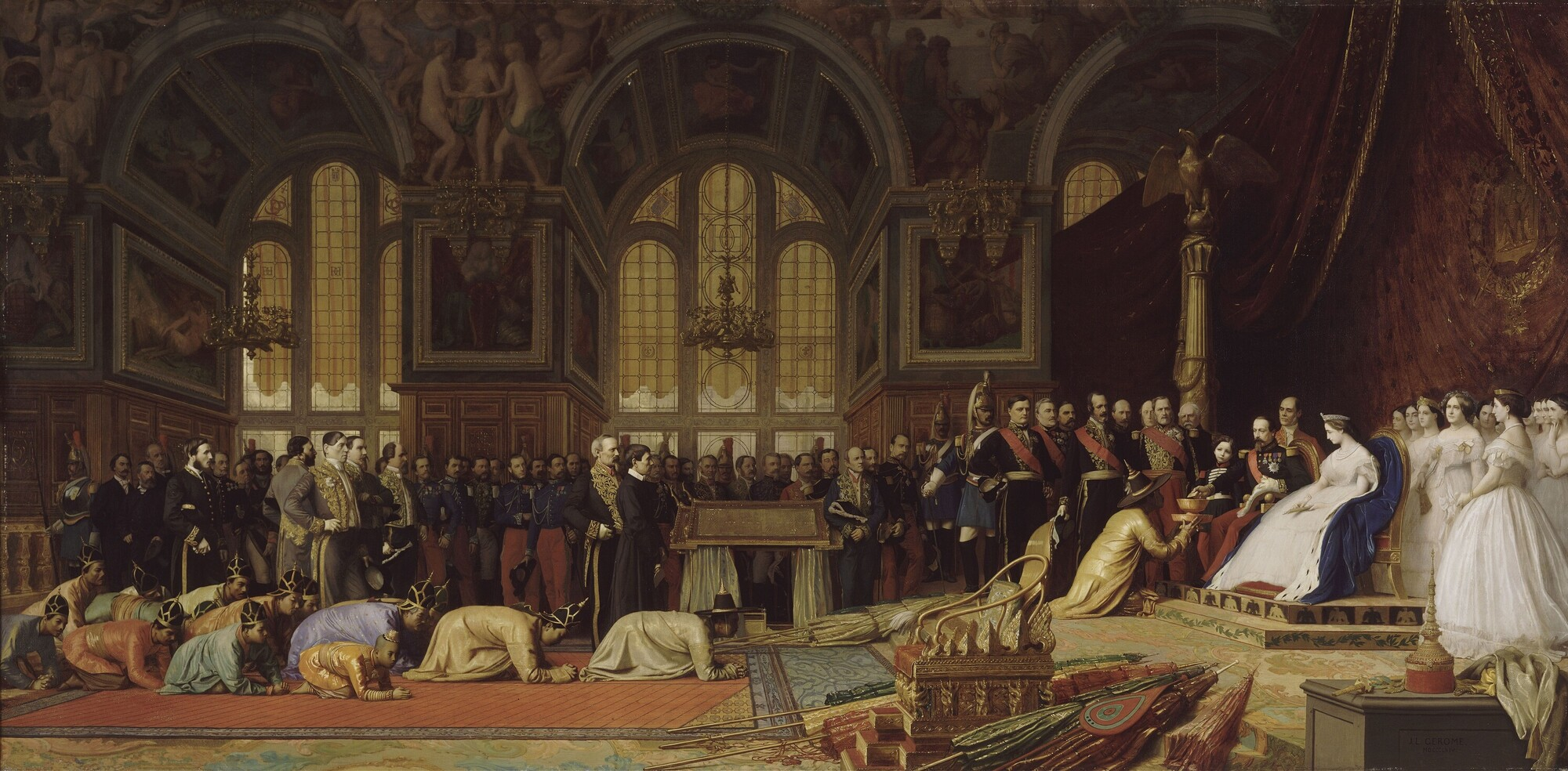
Napoléon III nhận được tin nhắn Xiêm trong Cung điện Fontainebleau năm 1864.

Năm 1851, Rama IV (Mongkut) lên ngôi. Trái với vua anh (Rama III), Rama IV có thái độ cởi mở hơn với phương Tây. Năm 1855, Xiêm ký với Anh John Bowring, theo đó thuế nhập khẩu các loại vào Xiêm giảm xuống chỉ còn 3%, các độc quyền (kinh tế). Trước những sức ép từ phương Tây, Rama IV muốn cải cách thể chế chính trị trong nước. Song ông không làm được nhiều vì sự phản đối của hoàng gia và quan lại. Dù sao, những nỗ lực của ông đã cho phép những cải cách sau đó phát.
Năm 1868, Rama IV mất. Con trai cả của ông là Chulalongkorn (tức Rama V) lên ngôi vua. Năm 1873, ông đã lên ngôi lần thứ hai. Trong thời gian đi thăm các nước, ông đã học được nhiều chính sách cải cách. Chulalongkorn đã hiện đại hóa triều đình Xiêm thông qua việc du nhập một chế độ Nội các, và hệ thống hành chính tỉnh bán phong kiến được đổi qua thành tỉnh (changwat) và huyện (amphoe) như ngày nay vẫn áp dụng. Ông đã tuyên bố ân xá cho tất cả tù nhân chính trị và dần bỏ chế độ nô lệ. Tuyến đường sắt đầu tiên của Thái Lan đã được khai trương năm 1896 nối Băng Cốc với Ayutthaya. Trong thời kỳ trị vì của ông, lịch phương Tây đã thay thế âm lịch.  Chulalongkorn cũng tuyên bố tự do tôn giáo, cho phép Ki-tô giáo và Hồi giáo được hành đạo trong vương quốc Phật giáo này.

### Chính sách "ngoại giao cây sậy" trước thực dân phương Tây
Trong lịch sử lập quốc của mình, Thái Lan từng là một nước lớn theo chủ nghĩa Đại Thái, lấn át các quốc gia láng giềng khi có thể, nhưng tới giữa thế kỷ XIX, Thái Lan đứng trước hiểm họa xâm lăng của các nước thực dân châu Âu. Về phía tây, Đế quốc Anh đã chiếm Miến Điện, trong khi ở phía đông, Pháp đã chiếm 3 nước Việt Nam, Lào và Campuchia. Thái Lan vô tình trở thành vùng đệm địa lý giữa 2 thế lực thực dân đứng đầu thế giới khi đó là Anh và Pháp. Vì không muốn nổ ra xung đột với đối thủ, Anh và Pháp quyết định trung lập hóa Thái Lan, cả hai sẽ tự kiềm chế, không tiến quân xâm chiếm nước này.
Nhờ sự may mắn đó, cũng như biết lợi dụng mâu thuẫn giữa các cường quốc để họ tự kiềm chế nhau, nhờ vậy Thái Lan đã tránh được các cuộc xâm lược và được hưởng thời gian độc lập, hòa bình tương đối lâu dài trong thời kỳ đế quốc thực dân xâm chiếm thuộc địa và trong Chiến tranh thế giới thứ hai. Thái Lan đã ký hiệp ước hữu nghị và thương mại với Anh năm 1826 và với Mỹ năm 1833, Hiệp ước trao đổi biên giới các tỉnh phía bắc Malaysia hiện tại năm 1909, nhờ đó thoát khỏi ách thuộc địa của các nước đế quốc lúc bấy giờ đang tranh giành nhau vùng Đông Nam Á. Thái Lan cũng đã ký hiệp định phân định biên giới sông Mekong với Pháp và tránh né xung đột với thực dân Pháp vào cuối thế kỷ XIX.

Các lãnh thổ Thái Lan cắt cho Pháp và Anh từ 1867–1909:
Lãnh thổ cắt cho Pháp 1867
Lãnh thổ cắt cho Pháp 1888
Lãnh thổ cắt cho Pháp 1893
Lãnh thổ cắt cho Anh 1893
Lãnh thổ cắt cho Pháp 1904
Lãnh thổ cắt cho Pháp 1907
Lãnh thổ cắt cho Anh 1909

Tuy giữ được vị thế độc lập, nhưng không có nghĩa Thái Lan không bị mất mát gì cho các nước thực dân châu Âu. Nước này đã phải nhân nhượng nhiều quyền lợi và phải cắt lãnh thổ cho Anh và Pháp. Năm 1888 và 1893, Thái Lan phải ký hiệp ước trao một số vùng đất phía đông cho Campuchia (thuộc quyền cai trị của Pháp). Năm 1904 và 1907 phải tiếp tục cắt đất, tổng cộng hơn 20.000 km² cho Pháp. Năm 1909 phải cắt nhiều vùng đất rộng lớn ở phía Bắc cho Anh. Năm 1909, lại phải cắt vùng đất trên 40.000 km² tại bán đảo Malacca cho Anh. Tổng cộng, trong 50 năm, Thái Lan đã bị mất đi 352.877 km² lãnh thổ, những vùng này ngày nay thuộc về Campuchia, Myanmar và Malaysia, coi như là bị mất hẳn. Lãnh thổ Thái Lan ngày nay chỉ còn rộng bằng 60% so với trước năm 1867 (514.000 km² so với 867.000 km²). Nhiều người Thái coi đây là sự sỉ nhục của phương Tây đối với quốc gia của họ, nhưng việc lo sợ một cuộc chiến tranh khiến chính phủ Thái Lan phải chấp nhận sự mất mát lãnh thổ đất nước.

### Chế độ quân chủ lập hiến
Trước năm 1932, Thái Lan theo chế độ quân chủ chuyên chế. Sau cuộc cách mạng tư sản năm 1932 do một nhóm sĩ quan trẻ lãnh đạo, Thái Lan chuyển từ chế độ quân chủ chuyên chế sang chế độ quân chủ lập hiến, đồng thời đi theo con đường tư bản chủ nghĩa. Ngày 05 tháng 12 năm 1932 vua Prachadhipok (Rama VII) đã thông qua bản hiến pháp đầu tiên của Thái Lan. Hơn 60 năm qua Thái Lan đã thay đổi 16 hiến pháp (nhiều lần đảo chính), nhưng Hiến pháp 1932 vẫn được coi là cơ sở. Cuối cùng, vào thập niên 1980, Thái Lan chuyển hướng sang con đường nghị viện nhưng vẫn theo hướng tư bản chủ nghĩa nhằm phát triển kinh tế. 

Plaek Phibunongkhram kiểm tra quân đội trong Chiến tranh Pháp – Thái

Trong Chiến tranh thế giới thứ hai, Thái Lan là đồng minh lỏng lẻo của Nhật Bản, cho Nhật đi qua đất Thái tiến đánh Malaysia, Myanmar. Lợi dụng thế suy yếu của nước Pháp (bị Đức quốc xã xâm chiếm) và sức mạnh hải quân khá hiện đại Thái Lan đã gây chiến với Pháp để tranh giành lãnh thổ Đông Dương. Trong khi các cuộc biểu tình thể hiện chủ nghĩa dân tộc và các cuộc mít tinh chống Pháp được tổ chức tại Băng Cốc, các cuộc giao tranh nhỏ lẻ diễn ra ở dọc biên giới sông Mekong. Sau khi nước Pháp thất thủ năm 1940, thiếu tướng Plaek Pibulsonggram (thường được biết đến là "Phibun"), thủ tướng Thái Lan, quyết định rằng việc thua trận của nước Pháp đem đến cho người Thái một cơ hội chưa từng có để giành lại những vùng đất đai mà họ đã mất dưới triều vua Chulalongkorn. Chiến tranh Pháp-Thái, Lực lượng của Pháp ở Đông Dương bao gồm một đội quân xấp xỉ 50.000 lính. Khuyết điểm dễ thấy của quân Pháp là thiếu xe thiết giáp: chỉ có 20 xe tăng đã lỗi thời để chống lại gần 100 xe bọc thép của Lục quân Hoàng gia Thái Lan. Không quân Hoàng gia Thái Lan đã tiến hành các vụ ném bom ban ngày ở Vientiane, Phnom Penh, Sisophon và Battambang. Người Pháp đã trả đũa bằng chính chiếc máy bay của họ, nhưng thiệt hại gây cho đối phương là ít hơn. Những hoạt động của Không quân Thái Lan, đặc biệt trong việc ném bom bổ nhào đã được Toàn quyền Đông Dương Jean Decoux nhận xét một cách miễn cưỡng rằng những chiếc phi cơ Thái Lan dường như được lái bởi những phi công dày dạn kinh nghiệm trận mạc. Sau khi sự suy yếu của quân đội phát xít Nhật vào cuối thế chiến, một nhóm quân đội Thái Lan làm đảo chính vào ngày 1 tháng 8 năm 1944, lật đổ chính phủ thân Nhật và ngay lập tức chuyển nước Thái từ một đồng minh lỏng lẻo của Nhật trong một đêm trở thành đồng minh của Mỹ và tiếp tục giữ được độc lập và hòa bình.
Sau thế chiến, Thái Lan bị đối xử như một quốc gia đối địch bởi Anh và Pháp, mặc dù Mỹ đã can thiệp để giảm nhẹ các điều khoản trừng phạt Thái Lan. Thái Lan không bị lực lượng Đồng Minh chiếm đóng, nhưng phải trả lại các lãnh thổ mà Nhật đã chiếm trong thế chiến 2 cho Anh và Pháp. Thời kỳ hậu chiến cũng là thời kỳ Thái Lan thắt chặt quan hệ với Hoa Kỳ, như để bảo trợ Hoàng gia Thái Lan khỏi nguy cơ chủ nghĩa cộng sản lan truyền từ các quốc gia lân bang.
Thái Lan có tham gia vào chiến tranh Việt Nam, họ đóng vai trò hàng đầu trong số các nước đồng minh của Mỹ trong Chiến tranh Việt Nam. Thái Lan là nhà cung cấp số quân viễn chinh lớn thứ ba cho Hoa Kỳ ở miền Nam Việt Nam, cũng vì lo sợ sự lan truyền của chủ nghĩa Cộng sản ngay tại đất nước mình. Thái Lan đã cử 40.000 binh tham chiến, với con số hơn 351 binh lính tử trận đã được ghi nhận. Tinh thần quân lính Thái Lan khi đó nói chung khá cao, họ tự hào về vai trò là "những người bảo vệ Hoàng gia Thái Lan khỏi chủ nghĩa cộng sản" và là Phật tử. Các lực lượng Thái Lan thường được các đồng minh Mỹ tôn trọng và gây ra cho các đối thủ Việt Nam của họ nhiều tổn thất
Lực lượng du kích ủng hộ chủ nghĩa cộng sản ở Thái Lan hoạt động tích cực trong khoảng thập niên 1960 cho tới năm 1987 nhưng chưa bao giờ là một mối đe dọa nghiêm trọng cho chính quyền, tại thời kỳ đỉnh điểm họ đã có đến 12 ngàn du kích quân trong hàng ngũ. Kể từ sau năm 1979, khi quân Khmer Đỏ bị Việt Nam đánh bại tại Campuchia, Thái Lan đã cho phép tàn quân Khmer Đỏ đóng căn cứ bên trong lãnh thổ của mình. Việc này đã dẫn đến một số cuộc giao chiến tại khu vực biên giới giữa quân đội Thái Lan và Việt Nam, cho tới khi Việt Nam rút quân khỏi Campuchia vào năm 1989.

### Đương đại
Gần đây, Thái Lan trở thành một thành viên tích cực trong Hiệp hội các quốc gia Đông Nam Á (ASEAN), đặc biệt là sau khi chế độ dân chủ được tái lập sau năm 1992.
Đã có một số đụng độ quân sự giữa Thái Lan và Campuchia vào giai đoạn 2010-2012, khi cả hai nước tranh chấp chủ quyền tại vùng quanh đền Preah Vihear của người Khmer, ngôi đền được Tòa án Công lý Quốc tế vào năm 1962 tuyên bố thuộc về Campuchia. Xung đột kết thúc khi tòa án quốc tế tiếp tục phán quyết ngôi đền thuộc về Campuchia.

### Giai đoạn 1997 - 2006
Năm 1997, Thái Lan trở thành tâm điểm của Khủng hoảng tài chính châu Á 1997. Đồng baht nhanh chóng sụt giá từ mức 25 baht đổi 1 đô la xuống mức 56 baht đổi 1 đô la, thị trường chứng khoán sụt giảm 75%, kinh tế sụt giảm trên 10% trong giai đoạn 1997-1999. Kinh tế Thái Lan mất 6 năm tiếp theo để khôi phục, đến năm 2007, tỷ giá giữa đồng baht và đô la là 33:1. Tuy nhiên, kinh tế Thái Lan đã không còn tăng trưởng nhanh như trước nữa, GDP đầu người của nước này chỉ tăng trung bình 2% mỗi năm trong giai đoạn 2007-2019. Đến năm 2020, Đại dịch Covid-19 xảy ra khiến kinh tế Thái Lan bị sụt giảm tới 7,5 - 8%, cho tới năm 2022 nước này vẫn chưa hồi phục mức GDP năm 2019.
Hiến pháp 1997 là hiến pháp đầu tiên được phác thảo bởi Hội đồng lập pháp dân cử, và thường được gọi là "Hiến pháp nhân dân".
Hiến pháp 1997 được thiết lập bởi quốc hội lưỡng viện bao gồm 500 hạ nghị sĩ (สภาผู้แทนราษฎร sapha phutan ratsadon) và 200 thượng nghị sĩ (วุฒิสภา wuthisapha). Lần đầu tiên trong lịch sử Thái Lan, cả hai viện đều lập tức thông qua (dự thảo hiến pháp). Nhiều quyền con người được thừa nhận, làm tăng thêm mức độ ổn định của chính phủ dân bầu. Hạ viện được chọn thông qua hệ thống bầu cử first-past-the-post, trong đó (trong một vùng) chỉ có duy nhất một người chiến thắng bởi đa số phiếu. Thượng viện được lựa chọn dựa trên hệ thống hành chính cấp tỉnh, tùy thuộc vào số dân mà mỗi tỉnh có một hoặc nhiều hơn các thượng nghị sĩ đại diện cho mình. Các nghị sĩ thượng viện có nhiệm kỳ 6 năm, còn ở hạ viện là 4 năm.

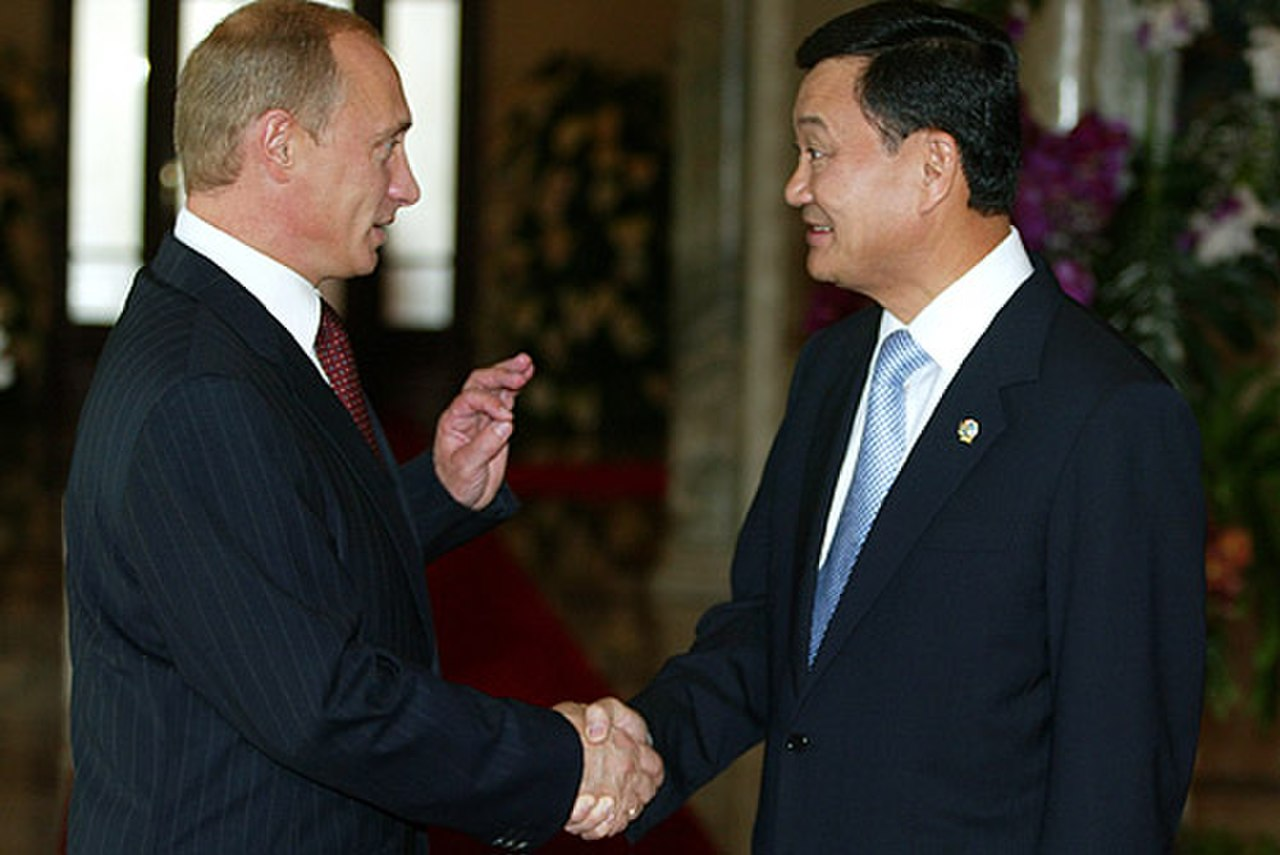
Tổng thống Nga Putin và cựu Thủ tướng Thaksin Shinawatra trước Hội nghị thượng đỉnh APEC năm 2003.

Hệ thống tư pháp (ศาล saan) bao gồm tòa án hoàng gia (ศาลรัฐธรรมนูญ săan rát-tà-tam-má-nuun) chuyên phân xử về các hoạt động lập pháp của quốc hội, sắc lệnh hoàng gia và các vấn đề chính trị.
Năm 2001 diễn ra cuộc tổng tuyển cử quốc hội đầu tiên sau Hiến pháp 1997, được xem là cởi mở nhất, vô tư nhất (không tham nhũng) trong lịch sử Thái Lan. Chính phủ được bầu ra sau đó cũng là chính phủ đầu tiên trong lịch sử Thái Lan hoàn tất nhiệm kỳ 4 năm. Cuộc bầu cử năm 2005 có nhiều cử tri bị đuổi và được khuyến cáo rằng để giảm bớt tình trạng mua phiếu so với trước đây.
Đầu năm 2006, những cáo buộc về tình trạng tham nhũng gây sức ép lớn, bắt buộc Thaksin Shinawatra phải kêu gọi một cuộc bầu cử giữa nhiệm kỳ. Phe đối lập tẩy chay cuộc bầu cử và Thaksin lại tái đắc cử. Mâu thuẫn mỗi ngày một tăng, dẫn đến vụ đảo chính quân sự ngày 19 tháng 9 năm 2006.

### Sau đảo chính 2006

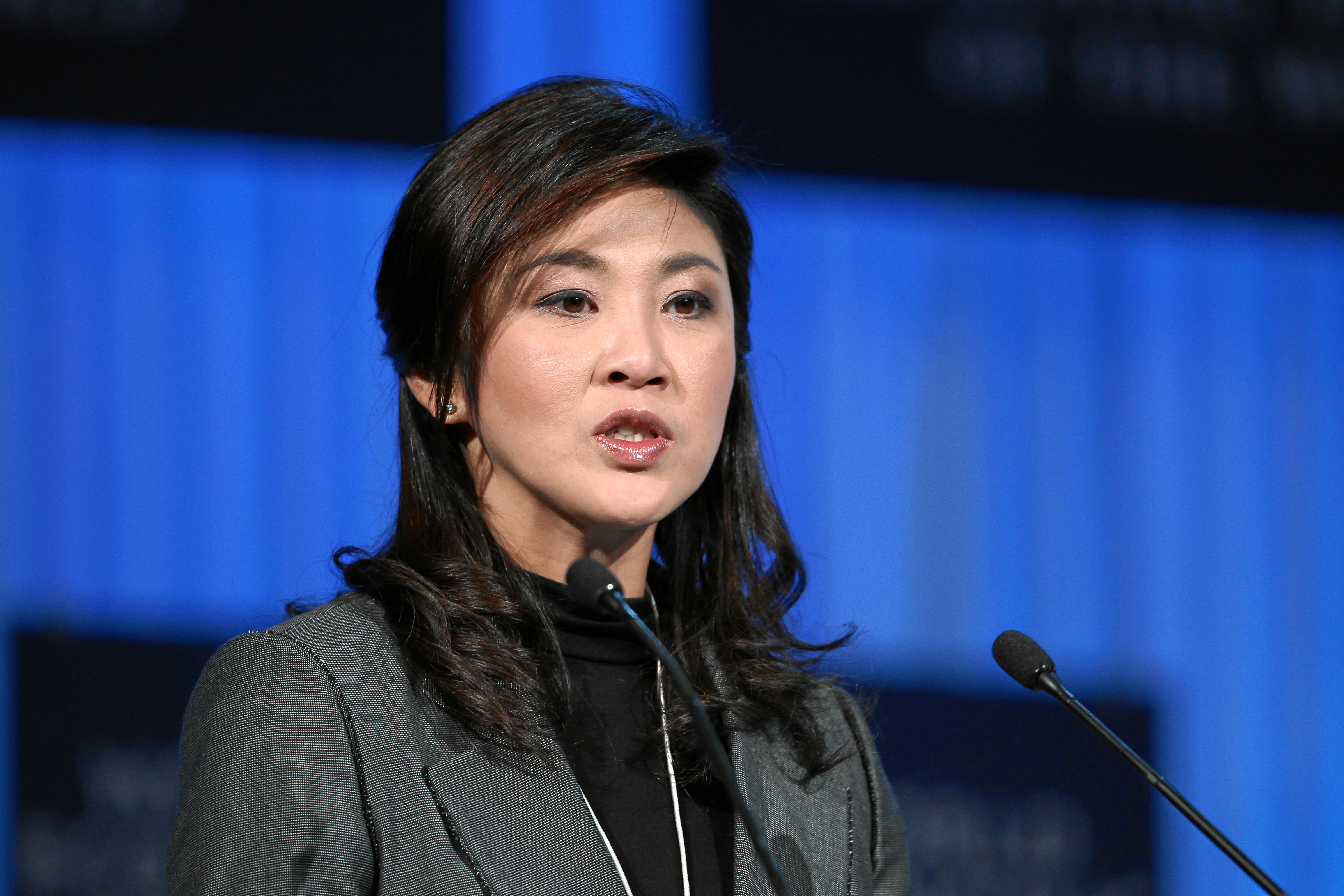
Yingluck Shinawatra là người phụ nữ đầu tiên trở thành Thủ tướng Thái Lan

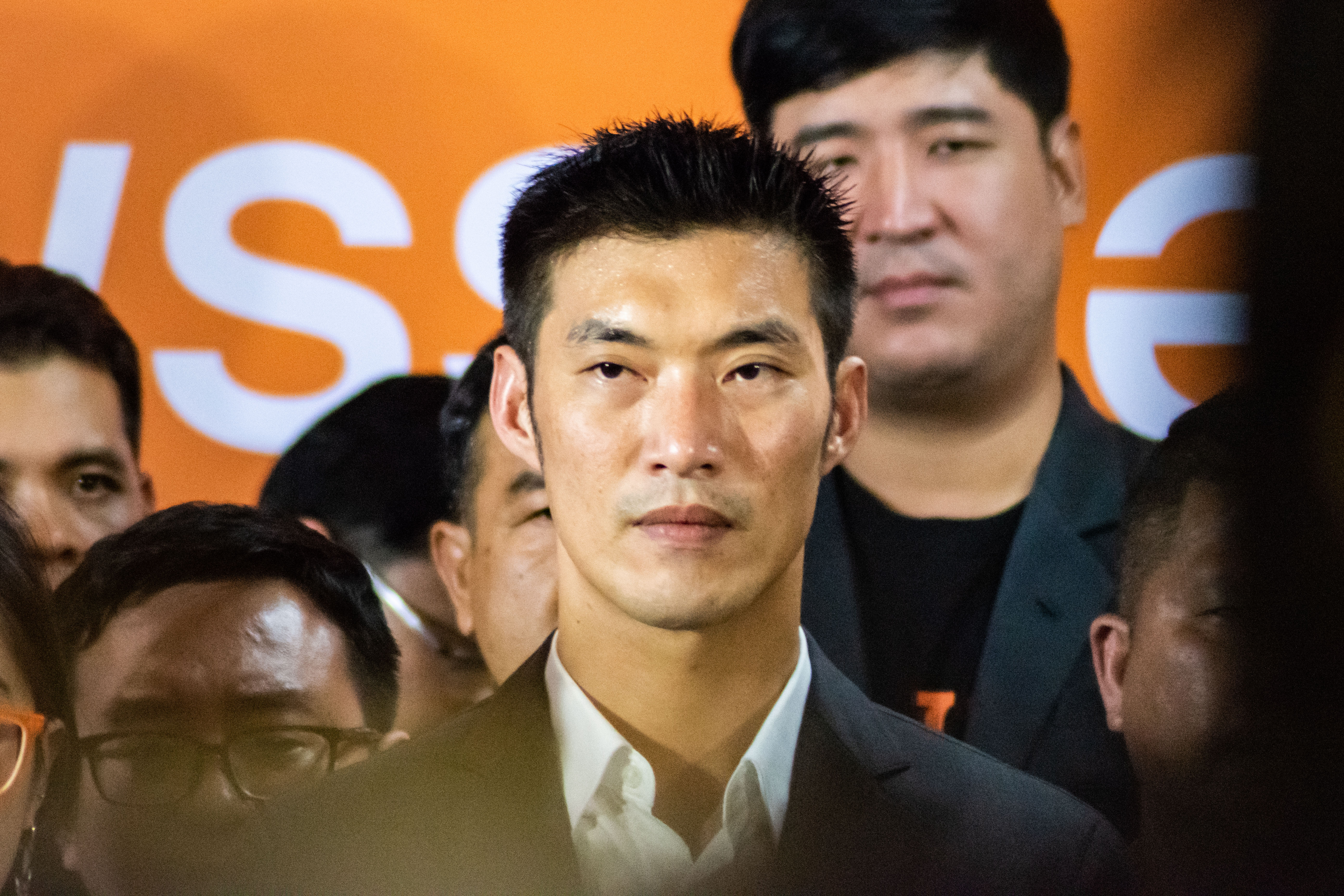
Thanathorn Juangroongruangkit, Lãnh đạo Đảng Tương lai mới, Đảng của họ có một ý thức hệ chống lại chế độ độc tài

Ngày 19 tháng 9 năm 2006, một hội đồng quân sự đã tiến hành lật đổ chính phủ Thaksin, sau đó huỷ bỏ hiến pháp, giải tán Quốc hội và Tòa án, giám sát, bắt giữ và cách chức một số thành viên chính phủ, thiết quân luật và, cuối cùng, chọn một thành viên của hội đồng cơ mật hoàng gia, cựu tổng tư lệnh lục quân Thái Lan, tướng Surayud Chulanont lên làm thủ tướng. Sau đó Hội đồng quân sự đồng thuận đưa ra hiến pháp tạm thời và chọn ra một hội thẩm đoàn để soạn thảo hiến pháp mới. Đồng thời cũng chọn 250 đại biểu quốc hội. Các đại biểu này không được phép tiết lộ thông tin chống lại chính phủ, còn công chúng không được phép đưa tin bình luận. Lãnh đạo Hội đồng quân sự được phép bãi bỏ thủ tướng bất kể khi nào.
Tháng 1 năm 2007, Hội đồng quân sự đã bỏ tình trạng thiết quân luật, nhưng tiếp tục kiểm duyệt báo chí và bị cáo buộc vi phạm một số quyền con người khác. Họ cũng cấm các hoạt động và hội họp chính trị cho tới tháng 5 năm 2007.
Cuộc bầu cử Thủ tướng dân chủ đầu tiên sau đảo chính 2006 được tổ chức ngày 3 tháng 7 năm 2011, Đảng Pheu Thái của bà Yingluck Shinawatra, em gái cựu thủ tướng bị lật đổ Thaksin Shinawatra đã thắng lợi áp đảo với 263 ghế, dẫn trước Đảng Dân chủ cầm quyền của Thủ tướng Abhisit Vejjajiva với 161 ghế trong 500 ghế quốc hội. Với chiến thắng này đã đưa bà Yingluck Shinawatra trở thành nữ thủ tướng đầu tiên trong lịch sử Thái Lan sau sáu đời nam thủ tướng với nhiều bất ổn trong chính trường. Tuy nhiên, năm 2014, đến lượt bà Yingluck lại bị Tòa án Hiến pháp Thái Lan buộc phải từ chức sau nhiều tháng không giải quyết được các khủng hoảng chính trị. Hội đồng Hòa bình và Trật tự Quốc gia Thái Lan, một chính quyền độc tài quân sự duới sự chỉ huy của Tướng Prayuth Chan-ocha, đã lên nắm quyền lãnh đạo đất nước.
Năm 2020, lần đầu tiên kể từ năm 1931, nhiều người Thái Lan đã biểu tình công khai phản đối Hoàng gia, kêu gọi hạn chế quyền lực của quốc vương. Người biểu tình tuyên bố đất nước thuộc về nhân dân chứ không phải vua Rama X, họ công khai thách thức hoàng gia Thái Lan. Ở Thái Lan, bất kỳ người nào xúc phạm hoàng gia, đặc biệt là quốc vương, là một trọng tội. Nhưng những người biểu tình đã ngày càng liều lĩnh hơn, có người đã hô "Đả đảo phong kiến, nhân dân muôn năm"
Năm  2020, chính phủ quân sự Thái Lan quyền quân sự đã sử dụng quyền lực của tòa án Thái Lan giải thể đảng đối lập lớn thứ hai ở Hạ viện Đảng Tương lai mới, Đảng Tương lai mới là một đảng chính trị ở Thái Lan được thành lập vào tháng 3 năm 2018, bởi Thanathorn Juangroongruangkit, cựu Phó chủ tịch của Tập đoàn Thượng đỉnh Thái Lan và Piyabutr Saengkanokkul, học giả pháp lý. bởi vì Đảng của họ có chính sách phát triển quốc gia hiện đại dựa trên khái niệm về một thế hệ mới, và đảng của họ có một hệ tư tưởng chống lại sự cai trị của đất nước với chế độ độc tài tuyệt đối. Với bản án trên, 16 thành viên ban lãnh đạo đảng Tương lai mới chẳng hạn như Pannika Wanich, Piyabutr Saengkanokkul, trong đó có ông Thanathorn, sẽ bị cấm hoạt động chính trị trong vòng 10 năm.

## Địa lý

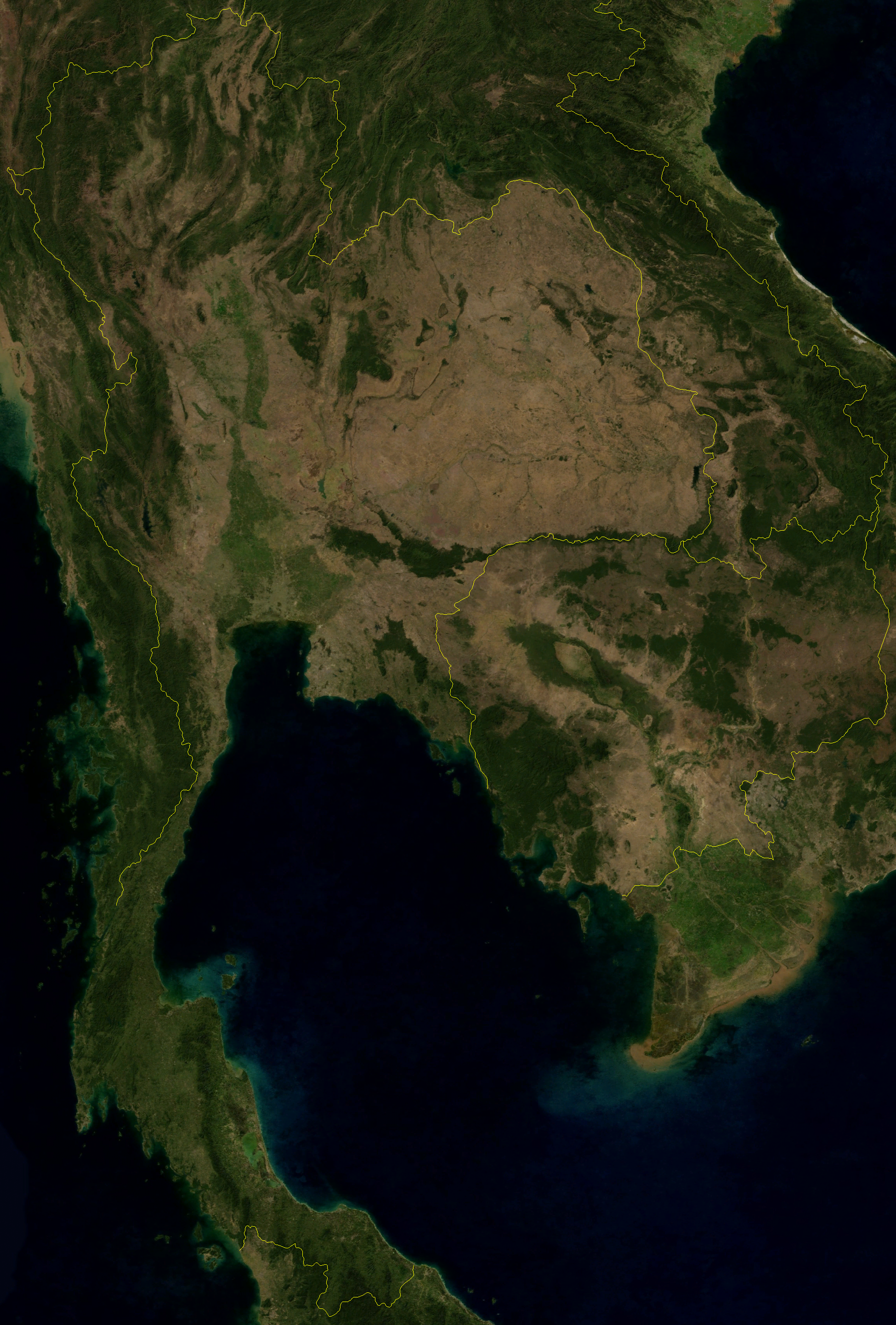
Bản đồ tổng hợp vệ tinh của Thái Lan

Hội đồng nghiên cứu Quốc gia phân chia Thái Lan thành 6 vùng địa lý, dựa trên các đặc điểm tự nhiên bao gồm địa hình và dòng chảy, cũng như mô hình văn hóa của con người. Đó là: Khu vực phía Bắc, đông Bắc, miền Trung, miền phía Đông, miền Tây và miền Nam. Mặc dù Băng Cốc về mặt địa lý là một phần của đồng bằng trung tâm, vì là thủ đô và thành phố lớn nhất, khu vực này có thể coi là khía cạnh khác, một khu vực riêng biệt. Mỗi vùng trong 6 vùng địa lý khác so với vùng khác ở dân số, các nguồn lực cơ bản, đặc điểm tự nhiên và mức độ phát triển kinh tế xã hội. Sự đa dạng của các vùng thực tế là thuộc tính nổi bật trong địa chất Thái Lan.

### Địa hình
Với diện tích 512.302 km² (tương đương diện tích Việt Nam cộng với Lào), Thái Lan xếp thứ 50 trên thế giới về diện tích, rộng thứ ba tại Đông Nam Á, sau Indonesia và Myanmar.
Thái Lan là mái nhà chung của một số vùng địa lý khác nhau, tương ứng với các vùng kinh tế. Đặc điểm nổi bật của địa hình Thái Lan là núi cao, một đồng bằng trung tâm và một vùng cao nguyên. Núi chiếm phần lớn phía bắc Thái và trải rộng dọc theo biên giới Myanmar qua eo Kra và bán đảo Mã Lai. Đồng bằng trung tâm là một vùng đất thấp bồi bởi sông Chao Phraya và các chi lưu, đó hệ thống sông chính của nước này, chảy vào đồng bằng ở đầu vịnh Băng Cốc. Hệ thống sông Chao Phraya chiếm khoảng một phần ba lãnh thổ quốc gia. Ở phía đông bắc của đất nước là cao nguyên Khorat, một khu vực nhấp nhô nhẹ với đồi thấp và hồ nông, cung nước vào sông Mekong qua sông Mun. Hệ thống sông Mê đổ vào Biển Đông bao gồm một loạt các kênh và đập.
Cùng nhau, các hệ thống sông Chao Phraya và Mê Kông duy trì nền nông nghiệp Thái Lan qua việc hỗ trợ trồng lúa và cung cấp đường thủy cho việc vận chuyển hàng hóa, người. Ngược lại, các đặc điểm tự nhiên phân biệt của bán đảo Thái Lan là đường bờ biển dài, các hòn đảo ngoài khơi và đầm lầy ngập mặn giảm đi.

### Khí hậu

Phân loại khí hậu Köppen của Thái Lan

Khí hậu Thái Lan chịu ảnh hưởng bởi gió mùa có đặc điểm theo mùa (gió mùa tây nam và gió mùa đông bắc). Gió mùa tây nam bắt đầu từ tháng 4 đến tháng 9 được đặc trưng bởi chuyển động của không khí ấm ẩm từ Ấn Độ Dương tới Thái Lan, gây ra mưa dồi dào nhất đất nước.:2 Gió mùa đông bắc bắt đầu từ tháng 10 đến tháng 2 mang lại không khí lạnh và khô nhất Thái Lan từ Trung Quốc. Ở miền nam Thái Lan, gió mùa đông bắc mang lại thời tiết ấm áp và mưa nhiều trên bờ biển phía đông. Phần lớn Thái Lan có khí hậu "nhiệt đới ẩm và khô hoặc khí hậu thảo nguyên" loại (khí hậu xavan). về Phía nam và đầu phía đông của miền đông có khí hậu nhiệt đới gió mùa.
Thái lan đã 3 mùa.:2 Mùa mưa (giữa tháng 4 - giữa tháng 9) chiếm ưu thế trên phần lớn đất nước. Mùa này đặc trưng bởi mưa dồi dào vào tháng 8 và 9 là thời kì ẩm ướt nhất trong năm.:2 Đôi khi có thể dẫn đến lũ lụt.:4 Ngoài mưa gây ra bởi gió mùa tây nam, những dải hội tụ (ITCZ) và xoáy thuận nhiệt đới cũng góp phần gây mưa trong mùa mưa. Tuy nhiên, những đợt khô thường xảy ra trong khoảng 1 - 2 tuần kể từ đầu tháng 6 - 7. Đó là do sự chuyển động về phía bắc của dải hội tụ đến miền nam Trung Quốc. Mùa Đông bắt đầu từ đầu tháng 10 đến giữa tháng 3. Phần lớn Thái Lan trải qua thời tiết khô trong mùa này với nhiệt độ nhẹ. Ngoại trừ phía nam Thái Lan, nơi có lượng mưa lớn, đặc biệt là vào tháng 10 - 11. Hai tháng mùa hè từ giữa tháng 3 đến giữa tháng 4 và đặc trưng là thời tiết ấm hơn.
Do đặc điểm thiên nhiên nội địa và vĩ độ, miền bắc, đông bắc, trung và đông của Thái Lan trải qua một thời gian dài thời tiết ấm áp. Trong thời gian nóng nhất trong năm (tháng 3 - tháng 4), nhiệt độ thường đạt tới 40 °C (104 °F) trở lên, ngoại trừ vùng duyên hải, nơi gió biển có nhiệt độ dịu buổi chiều. Ngược lại, sự bùng phát không khí lạnh từ Trung Quốc có thể mang lại nhiệt độ lạnh hơn trong một số trường hợp (đặc biệt là ở miền bắc và đông) gần hoặc dưới 0 °C (32 °F). Nam Thái lan đặc trưng bởi thời tiết ôn hòa quanh năm với nhiệt độ ít thay đổi ban ngày và mùa hè thay đổi do ảnh hưởng của biển.
Hầu hết quốc gia có lượng mưa hàng năm là 1.300 đến 1.700 mm (51 đến 67 in).

### Động thực vật

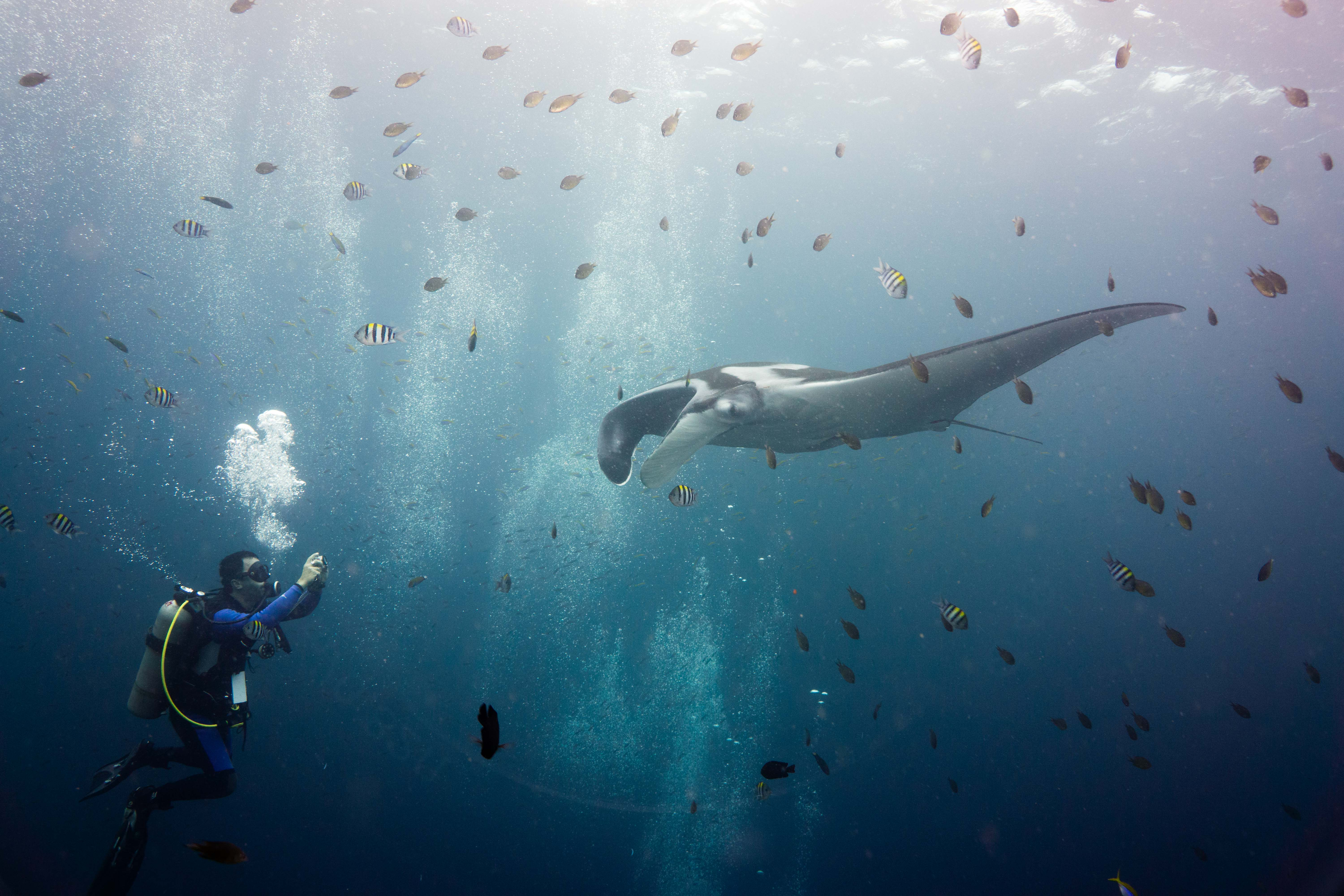
Cá nạng hải, Đảo Phi Phi

Thái Lan là quốc gia có nhiều loài động vật quý hiếm trên thế giới sinh sống, nổi bật nhất là hổ, voi và bò tót khổng lồ. Rất nhiều loài đang đứng trước hiểm họa diệt chủng do nạn săn trộm và phá rừng.
Voi là biểu tượng quốc gia của Thái Lan. Hiện nay số lượng voi suy giảm nghiêm trọng do nạn săn trộm voi để lấy ngà voi, và gần đây là để lấy thịt voi. Voi con thường bị bắt để sử dụng trong các điểm tham quan du lịch, mặc dù việc sử dụng chúng đã giảm kể từ khi chính phủ cấm khai thác vào năm 1989. Hiện nay số lượng cá thể voi sống trong điều kiện bị giam cầm thậm chí còn lớn hơn cả số voi còn tồn tại ngoài tự nhiên, và các nhà hoạt động môi trường cáo buộc rằng những con voi sống trong điều kiện nuôi nhốt thường bị ngược đãi.

## Chính trị
Thái Lan đã trải qua 20 bản hiến pháp từ năm 1932. Hiến pháp hiện hành được ban hành vào năm 2017. Chính trị Thái Lan được tổ chức trong khuôn khổ chế độ quân chủ lập hiến de jure, nhưng chế độ chính trị trên thực tế bao gồm chính phủ quân quản và dân chủ đại nghị. Thái Lan là quốc gia có số lượng đảo chính nhiều thứ tư trên thế giới. Từ năm 1932 đến năm 2009, Quân đội Thái Lan hoặc những thành phần cựu quân đội đã nắm quyền 55 năm. Chính phủ quân quản gần đây nhất là Hội đồng Hòa bình và Trật tự Quốc gia cầm quyền từ năm 2014 đến năm 2019.
Quốc vương là nguyên thủ quốc gia của Thái Lan. Quốc vương hiện tại của Thái Lan là Vajiralongkorn, lên ngôi vào tháng 10 năm 2016. Hiến pháp quy định quốc vương chủ yếu là một nguyên thủ mang tính nghi lễ. Tuy nhiên, quốc vương đôi khi can thiệp vào chính trị Thái Lan thông qua một mạng lưới quan hệ chính trị. Điều 112 Bộ luật hình sự Thái Lan quy định khi quân phạm thượng là một tội phạm có thể bị phạt tù từ ba năm đến 15 năm.
Chính quyền Thái Lan được chia thành ba nhánh:
- Quốc hội là cơ quan lập pháp lưỡng viện, gồm Thượng viện và Hạ viện. Thượng viện gồm 200 thượng nghị sĩ được bầu gián tiếp , Hạ viện gồm 500 hạ nghị sĩ được bầu trực tiếp. Sau cuộc tổng tuyển cử năm 2023, liên minh do Đảng Vì nước Thái lãnh đạo chiếm đa số trong Hạ viện. Sau cuộc bầu cử Thượng viện năm 2024, Đảng Bhumjaithai chi phối Thượng viện.[76]
- Chính phủ là cơ quan hành pháp, gồm thủ tướng và tối đa 35 thành viên khác. Thủ tướng là người đứng đầu chính phủ, do Hạ viện bầu ra. Thủ tướng đương nhiệm là Paetongtarn Shinawatra thuộc Đảng Vì nước Thái.
- Hệ thống tư pháp độc lập với Chính phủ và Quốc hội, nhưng tòa án thường xuyên can thiệp vào chính trị.[77]

### Hoàng gia Thái Lan

Bhumibol Adulyadej, rất thích sự tôn trọng và uy quyền đạo đức phổ biến, đôi khi được sử dụng để giải quyết các cuộc khủng hoảng chính trị.

Tháng 10 năm 1973, sau những cuộc biểu tình đông đảo và sau cái chết của nhiều người biểu tình ủng hộ dân chủ do giới sinh viên khởi xướng và lãnh đạo, nhà vua Bhumibol lần đầu tiên khẳng định vai trò của ông trên chính trường Thái Lan bằng cách công khai bày tỏ lập trường ủng hộ những nỗ lực chấm dứt chế độ quân sự Thanom. Ông ra lệnh mở cửa Cung điện Chitralada đón tiếp các sinh viên bị giới chức truy đuổi, và tiếp xúc với những thủ lĩnh của phong trào sinh viên đấu tranh.
Năm 1976, những cuộc phản kháng chống nhà cựu độc tài bắt đầu leo thang, lên đến cao điểm khi hai tờ nhật báo cho đăng tải những hình ảnh giả mạo miêu tả sinh viên Đại học Thammasat treo cổ hình nộm thái tử Vajiralongkorn. Được Quốc vương Bhumibol Adulyadej ngầm phê chuẩn, xướng ngôn viên trên đài phát thanh do quân đội kiểm soát cáo buộc các sinh viên kháng nghị phạm tội khi quân và huy động lực lượng dân quân của quốc vương, gồm Do thám làng, Nawaphon, và Bò tót Đỏ để "giết bọn cộng sản". Đến chạng vạng ngày 5 tháng 10, khoảng 4.000 người từ các lực lượng dân quân này cũng như nhân viên quân đội và cảnh sát tập hợp bên ngoài Đại học Thammasat nơi các sinh viên đã kháng nghị nhiều tuần. Các hành động này chuẩn bị cho cuộc thảm sát vào hôm sau.
Đến bình minh ngày 6 tháng 10 năm 1976, quân đội và cảnh sát cũng như ba lực lượng dân quân chặn lối ra khỏi đại học và bắt đầu bắn vào khuôn viên, sử dụng súng trường M16, súng cạc-bin, súng ngắn, súng phóng lựu, và thậm chí là súng không giật cỡ lớn. Bị ngăn rời khuôn viên trường hay thậm chí là đưa người bị thương đến bệnh viện, các sinh viên khẩn cầu ngừng bắn, nhưng các cuộc tấn công vẫn tiếp tục. Khi một sinh viên ra đầu hàng, anh bị bắn chết. Sau khi cảnh sát trưởng Băng Cốc ban lệnh tự do khai hỏa, họ nã súng ồ ạt vào khuôn viên, lãnh đạo là cảnh sát biên phòng. Các sinh viên lặn dưới sông Chao Phraya bị các tàu hải quân bắn trong khi những người khác đầu hàng nằm xuống đất, bị đánh đập khiến nhiều người chết. Một số người bị treo lên cây và bị đánh, những người khác bị đốt cháy. Các sinh viên nữ bị cảnh sát và Bò tót Đỏ cưỡng hiếp, có người mất mạng. Thảm sát tiếp tục trong vài giờ, và chỉ dừng lại vào buổi trưa do có mưa. Theo chính phủ, có 46 người chết do xung đột, cùng 167 người bị thương và 3.000 người bị bắt giữ. Nhiều người còn sống tuyên bố rằng tổng số người chết vượt quá 100. Đây chính là cuộc Thảm sát Đại học Thammasat.
Trong năm 1992, Bhumibol thủ giữ một vai trò quan trọng trong tiến trình chuyển đổi đất nước Thái Lan sang nền dân chủ. Cuộc đảo chính ngày 23 tháng 2 năm 1991 lại đặt Thái Lan dưới sự cai trị của một chế độ độc tài quân sự. Sau cuộc tổng tuyển cử năm 1992, các chính đảng chiếm đa số mời Tướng Suchinda Kraprayoon, người lãnh đạo cuộc chính biến, làm thủ tướng. Động thái này gây ra nhiều bất bình, tăng cường độ các xung đột dẫn đến các cuộc biểu tình và gây ra nhiều thương vong khi quân đội được gọi đến để trấn áp các cuộc tụ tập. Tình thế trở nên đáng quan ngại khi cả hai phía đều không có dấu hiệu nhượng bộ khiến tình trạng bạo động càng leo thang.
Quốc vương cho đòi Suchinda và nhà lãnh đạo phong trào ủng hộ dân chủ, Thiếu tướng Chamlong Srimuang, đến gặp ông trong một buổi hội kiến được truyền hình. Ngay lúc cao điểm của cuộc khủng hoảng, hai nhân vật chống đối nhau cùng phủ phục trước nhà vua (theo nghi thức hoàng gia), và Suchinda từ chức không lâu sau đó. Đó là một trong vài lần hiếm hoi nhà vua can thiệp trực tiếp vào các tranh chấp chính trị. Một cuộc tổng tuyển cử được tiến hành, và từ đó nền dân chủ được phục hồi.

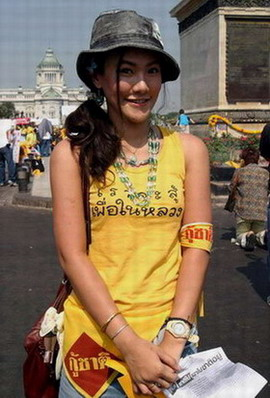
Một người phản kháng mặc áo thun màu vàng hoàng tộc với hàng chữ "Chúng tôi yêu Quốc vương", trở thành biểu tượng của phong trào chống Thaksin.

Nhà vua cũng bị lôi cuốn vào cuộc khủng hoảng chính trị tại Thái Lan trong năm 2005-2006. Tháng 4 năm 2005, Thủ tướng Thaksin Shinawatra chủ toạ một buổi lễ công quả tại Chùa Emerald Buddha, thánh địa của Phật giáo Thái Lan. Tờ Phoochatkarn, một nhật báo ở Băng Cốc, cho rằng Thaksin cướp quyền quốc vương qua hành động chủ toạ buổi lễ. Chủ báo Phoochatkan, Sondhi Limthongkul, đẩy mạnh việc sử dụng các khẩu hiệu như "Chúng ta yêu Quốc vương", "Chúng ta chiến đấu cho Quốc vương", "Trả quyền lực về cho Nhà Vua" như là một công cụ trong các cuộc biểu tình chống Thaksin. Trong thực tế, Bhumibol đã chuẩn thuận cho Thaksin chủ toạ buổi lễ, song Sondhi cứ tiếp tục sử dụng các khẩu hiệu ủng hộ hoàng gia nhẳm trong các cuộc biểu tình chống Thaksin cho đến khi Thaksin phải tuyên bố từ chức, sau một cuộc hội kiến với Bhumibol.

Trong những tuần lễ trước cuộc bầu cử quốc hội vào tháng 4 năm 2006, liên minh chống Thaksin (bao gồm Đảng Dân chủ, Liên minh Nhân dân vì Dân chủ, và Hiệp hội Luật Thái Lan) thỉnh cầu nhà vua bổ nhiệm thủ tướng và nội các thay thế nhằm giải quyết cuộc khủng hoảng, nhưng yêu cầu này vấp phải nhiều sự chống đối. Bhumibol, trong bài diễn văn đọc ngày 26 tháng 4, trả lời rằng "Thỉnh cầu Quốc vương bổ nhiệm thủ tướng là không dân chủ. Ấy là, tôi xin lỗi, một sự lộn xộn. Đó là điều không hợp lý".

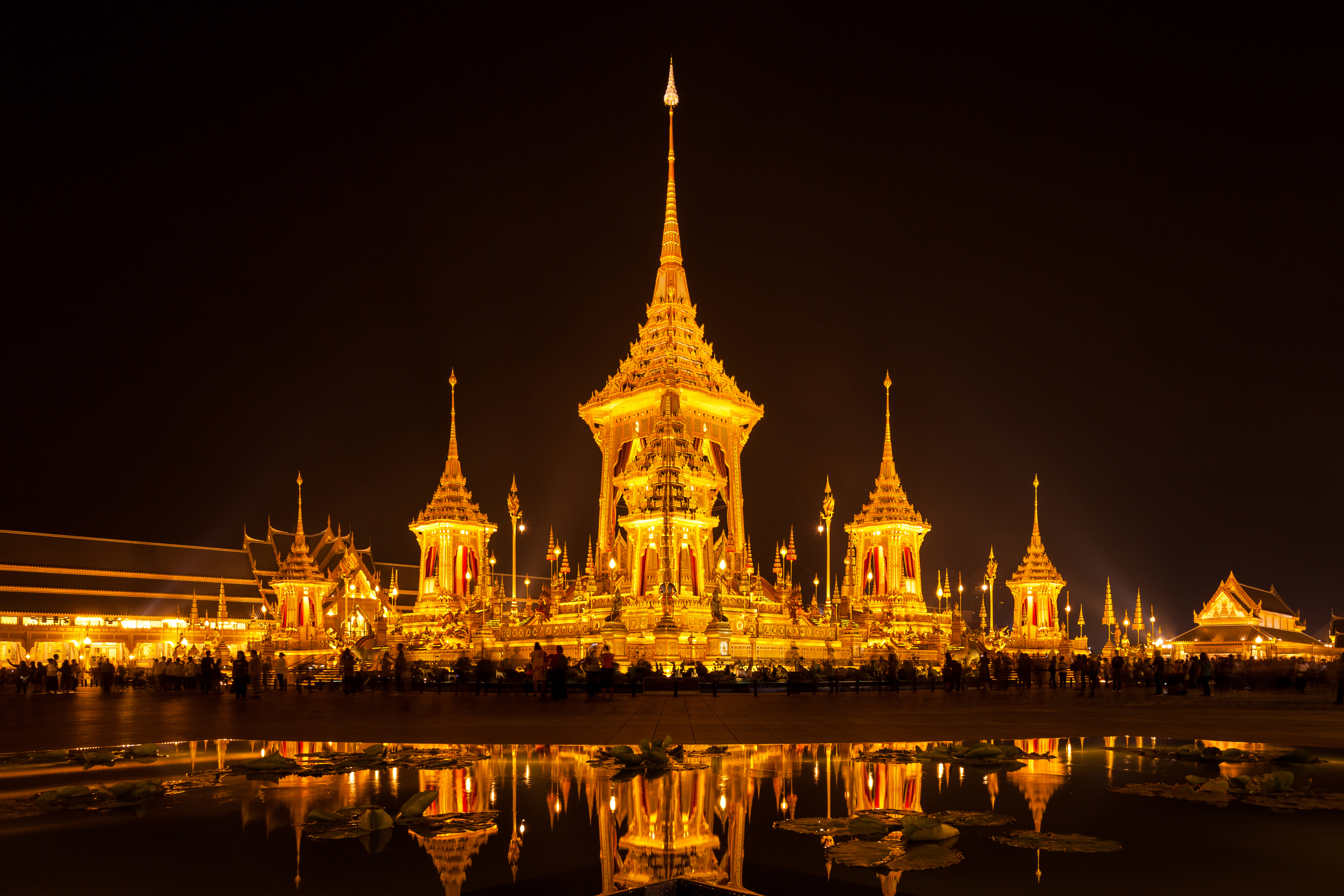
Nhà hỏa táng của vua Rama IX vào ban đêm

Năm 2016, Bhumibol, vị vua trị vì dài nhất trong lịch sử Thái Lan qua đời, và con trai của ông là Vajiralongkorn nối ngôi, lấy hiệu là Rama X.
Theo hình phạt khi quân, phê bình hoàng tộc và Nhà vua đều bị nghiêm cấm ở Thái Lan, nếu vi phạm có thể bị phạt tù. Ví dụ như ngày 6.12.2016, cảnh sát đã tới văn phòng của đài BBC ở thủ đô Băng Cốc điều tra về một bài viết bị cho là bôi nhọ nhà vua. Bài này đã xuất hiện trên trang mạng của đài bằng tiếng Thái vào ngày thứ năm tuần trước. Một nhà bất đồng chính kiến nổi tiếng, Jatupat Boonpattararaksa, đã bị bắt vào ngày thứ bảy cùng tuần, vì ông ta đã lan truyền bài này qua trang Facebook của mình. Ông bị cáo buộc tội bôi nhọ nhà vua. Sau đó ông đã được thả ra sau khi đóng tiền bảo chứng. Nếu bị kết tội, ông ta có thể bị 15 năm tù.
Theo hiến pháp, nhà vua bị hạn chế quyền lực, nhưng vẫn là người đứng đầu và là một biểu tượng quốc gia của Thái Lan. Với tư cách là người đứng đầu nhà nước, nhà vua được trao một số quyền hạn và có vai trò nhất định trong các hoạt động của chính phủ. Theo hiến pháp, nhà vua là người đứng đầu lực lượng vũ trang. Ông được yêu cầu phải là Phật tử cũng như là người bảo hộ cho tất cả các tín ngưỡng tôn giáo trong nước. Nhà vua cũng được giữ lại một số quyền hạn truyền thống như quyền chỉ định người thừa kế và quyền ban ân xá dưới sự đồng ý của Hoàng gia. Nhà vua được trợ giúp trong những nhiệm vụ của mình bởi Hội đồng Cơ mật Thái Lan. Mặc dù Quốc vương không có quyền lập pháp nhưng các đạo luật của Quốc hội nếu muốn được thông qua phải nhận được sự đồng ý của ông. Quốc vương cũng có quyền can thiệp vào các vấn đề của chính phủ, đặc biệt là trong thời kỳ khủng hoảng chính trị. Mặc dù quyền lực Nhà vua Thái Lan trên lý thuyết chỉ mang tính biểu tượng, nhưng tiếng nói của Quốc vương có ảnh hưởng rất lớn với nền chính trị, truyền thống kính trọng nhà vua của người dân Thái Lan đã tạo nên cho Nhà vua uy quyền khó ai bì kịp.
Quốc vương Thái Lan phải hành động trong phạm vi luật hiến pháp. nhưng có toàn quyền bổ nhiệm nhân sự trong một số lĩnh vực như quân đội.

### Phân cấp hành chính
Thái Lan được chia làm 76 tỉnh, trong đó có 2 thành phố trực thuộc trung ương: Băng Cốc và Pattaya. Do có phân cấp hành chính tương đương cấp tỉnh, Băng Cốc thường được xem là tỉnh thứ 76 của Thái Lan.
Các tỉnh được chia thành các huyện và quận. Năm 2017, Thái Lan có tổng cộng 878 huyện và 50 quận (thuộc Băng Cốc). Một số phần của các tỉnh giáp ranh với Băng Cốc (như Nonthaburi, Pathum Thani, Samut Prakan, Nakhon Pathom và Samut Sakhon) thường được gộp chung và được biết đến như Vùng đô thị Băng Cốc. Các huyện được chia thành các xã, trong khi các quận được chia thành các phường. Các xã được chia thành các thôn.
Các đô thị của Thái Lan gồm ba cấp, thành phố, thị xã và thị trấn. Nhiều thành phố và thị xã đồng thời là tỉnh lỵ. Tuy nhiên một tỉnh có thể có tới hai thành phố và vài thị xã.
| Miền Bắc Thái Lan | Đông Bắc Thái Lan | Miền Trung Thái Lan | Bản đồ các tỉnh Thái Lan có thể click để xem |
| 1. Chiang Mai 2. Chiang Rai 3. Kamphaeng Phet 4. Lampang 5. Lamphun 6. Mae Hong Son 7. Nakhon Sawan 8. Nan 9. Phayao 10. Phetchabun 11. Phichit 12. Phitsanulok 13. Phrae 14. Sukhothai 15. Tak 16. Uthai Thani 17. Uttaradit | 1. Amnat Charoen 2. Buriram 3. Bueng Kan 4. Chaiyaphum 5. Kalasin 6. Khon Kaen 7. Loei 8. Maha Sarakham 9. Mukdahan 10. Nakhon Phanom 11. Nakhon Ratchasima 12. Nongbua Lamphu 13. Nong Khai 14. Roi Et 15. Sakon Nakhon 16. Sisaket 17. Surin 18. Ubon Ratchathani 19. Udon Thani 20. Yasothon | 1. Ang Thong 2. Ayutthaya 3. Băng Cốc 4. Chainat 5. Kanchanaburi 6. Lopburi 7. Nakhon Nayok 8. Nakhon Pathom 9. Nonthaburi 10. Pathum Thani 11. Phetchaburi 12. Prachuap Khiri Khan 13. Ratchaburi 14. Samut Prakan 15. Samut Sakhon 16. Samut Songkhram 17. Saraburi 18. Sing Buri 19. Suphanburi | Bản đồ các tỉnh Thái Lan có thể click để xem |
| Miền Đông Thái Lan | Miền Nam Thái Lan | Miền Nam Thái Lan | Bản đồ các tỉnh Thái Lan có thể click để xem |
| 1. Chachoengsao 2. Chanthaburi 3. Chonburi 4. Rayong 5. Prachinburi 6. Sa Kaeo 7. Trat | 1. Chumphon 2. Krabi 3. Nakhon Si Thammarat 4. Narathiwat 5. Pattani 6. Phang Nga 7. Phatthalung | 1. Phuket 2. Ranong 3. Satun 4. Songkhla 5. Surat Thani 6. Trang 7. Yala | Bản đồ các tỉnh Thái Lan có thể click để xem |

### Quan hệ ngoại giao
Thái Lan tham gia đầy đủ vào các tổ chức quốc tế và khu vực. Nước này là một trong những đồng minh không thuộc NATO của Hoa Kỳ. Thái Lan là thành viên tích cực của Hiệp hội các quốc gia Đông Nam Á ASEAN. Thái Lan ngày càng phát triển mối quan hệ chặt chẽ với các thành viên ASEAN khác: Indonesia, Malaysia, Philippines, Singapore, Brunei, Lào, Campuchia, Myanmar và Việt Nam. Trong những năm gần đây, Thái Lan đã và đang đóng một vai trò ngày càng tích cực trong các vấn đề nóng bỏng của quốc tế. Khi Đông Timor giành được độc lập từ Indonesia, Thái Lan, lần đầu tiên trong lịch sử, đã gửi quân đội của họ ra nước ngoài với nhiệm vụ gìn giữ hòa bình quốc tế. Quân đội Thái Lan vẫn ở Đông Timor cho đến ngày hôm nay như là một phần của lực lượng gìn giữ hòa bình Liên Hợp Quốc. Ngoài ra, Thái Lan đã đóng góp quân đội của mình cho những nỗ lực tái thiết ở Afghanistan và Iraq.
Hiện nay, quan hệ Thái Lan - Campuchia vẫn còn là vấn đề nan giải, gây lo ngại cho nhiều nước. Vào tháng 4 năm 2009, cuộc chiến nổ ra giữa quân đội Thái Lan và Campuchia trên khu vực lãnh thổ tiếp giáp với tàn tích 900 năm tuổi của ngôi đền Hindu Preah Vihear gần biên giới hai nước. Chính phủ Campuchia tuyên bố quân đội của họ đã giết chết ít nhất bốn người Thái và bắt giữ 10 người, mặc dù chính phủ Thái Lan tuyên bố rằng không có bất kỳ binh sĩ Thái Lan nào đã bị giết hoặc bị thương. Hai người lính Campuchia và ba người lính Thái đã bị giết. Quân đội của hai bên đều phủ nhận họ đã xâm phạm đến lãnh thổ của phía bên kia và đổ lỗi cho phe còn lại đã nổ súng trước
Kể từ khi cuộc đảo chính quân sự diễn ra vào tháng 5 năm 2014, danh tiếng trên toàn cầu của Thái Lan đã đi xuống, theo Giáo sư Thitinan Pongsudhirak của Đại học Chulalongkorn. Ông khẳng định, "Vào thời điểm tròn 4 năm cuộc đảo chính Thái Lan vào cuối tháng này [tháng 5 năm 2018], quan hệ đối ngoại của Thái Lan sẽ là một trong những cái giá đắt nhất phải trả từ chính phủ quân sự.... Thay vì tiến lên phía trước và mở rộng quan hệ với thế giới bên ngoài, Thái Lan đã thoái lui và đi vào bế tắc".

### Người gốc Hoa
Người Thái gốc Hoa là thế lực nắm giữ huyết mạch kinh tế của Thái Lan. Tại Thái Lan, người Thái gốc Hoa chỉ chiếm 13% dân số, nhưng chiếm tới gần 78% vốn của các doanh nghiệp và trên 49% vốn của ngành ngân hàng. Năm 2000, các ngân hàng và công ty tài chính của người Thái gốc Hoa ở Thái Lan có tài sản tới trên 22,2 tỷ USD, lớn hơn tài sản 21,8 tỷ USD của cả chính phủ và Hoàng gia Thái Lan cộng lại. Người gốc Hoa kiểm soát hầu hết mọi ngành nghề kinh doanh, từ buôn bán nhỏ lẻ đến các ngành công nghiệp lớn ở Thái Lan. Dù chỉ chiếm trên 10% dân số, người gốc Hoa chiếm hơn 4/5 lượng gạo, thiếc, cao su và gỗ xuất khẩu của cả nước, và hầu như toàn bộ hoạt động thương mại, bán buôn và bán lẻ của Thái Lan.
Các chính sách của Thái Lan trong những năm 1930 nhằm trao thêm quyền kinh tế cho phần lớn người Thái bản địa đã thất bại, đến cuối thế kỷ 20 vẫn có hơn 70% cửa hàng bán lẻ và 80–90% các nhà máy xay xát gạo do người gốc Hoa kiểm soát.:179:55 Một cuộc khảo sát với khoảng 70 tập đoàn kinh doanh quyền lực nhất của Thái Lan cho thấy tất cả ngoại trừ ba tập đoàn đều do người Thái gốc Hoa làm chủ. Năm 1997, người Hoa kiểm soát hơn 78% các công ty đại chúng niêm yết trên Sở Giao dịch Chứng khoán Thái Lan
Năm mươi gia đình người gốc Hoa kiểm soát toàn bộ lĩnh vực kinh doanh của đất nước, tương đương 80–87% tổng vốn hóa thị trường của nền kinh tế Thái Lan. Năm 2010, hơn 77% trong số 40 người giàu nhất ở Thái Lan là người gốc Hoa hoàn toàn hoặc một phần. Trong những năm 1990, trong số 10 doanh nghiệp hàng đầu của Thái Lan về doanh số, 8 trong số đó thuộc sở hữu của người Hoa, duy nhất Siam Cement không phải là công ty do người Hoa sở hữu.:179:55 Trong số 5 tỷ phú USD ở Thái Lan vào cuối thế kỷ 20, tất cả đều là người gốc Hoa toàn bộ hoặc một phần.:22 Người Thái Lan bản địa thiếu văn hóa thương mại, và kinh tế khu vực tư nhân hoàn toàn do người gốc Hoa chi phối.:193 Trong số 25 doanh nhân hàng đầu ở Thái Lan, 23 người là người gốc Hoa hoặc một phần gốc Hoa. Người gốc Hoa cũng chiếm 96% trong tổng số 70 tập đoàn kinh tế mạnh nhất Thái Lan.:35 90% lĩnh vực sản xuất của Thái Lan và 50% ngành dịch vụ của Thái Lan do người gốc Hoa kiểm soát.

## Kinh tế
Thái Lan ban đầu vốn là một nước nông nghiệp truyền thống. Bắt đầu từ năm 1960 Thái Lan thực hiện kế hoạch phát triển kinh tế - xã hội lần thứ nhất và đến nay là kế hoạch thứ 14. Trong thập niên 1970 Thái Lan thực hiện chính sách "hướng xuất khẩu", ASEAN, Mỹ, Nhật Bản, Âu Châu là thị trường xuất khẩu chính của Thái Lan. Ngành công nghiệp và dịch vụ đã dần dần đóng vai trò quan trọng trong nền kinh tế và vai trò của nông nghiệp giảm dần.
Thái Lan từng được coi là một nước công nghiệp mới. Tính cho đến hết năm 2024, tổng sản phẩm nội địa của Thái Lan là 549 tỷ USD (đứng thứ 26 thế giới, đứng thứ 8 châu Á và đứng thứ 2 Đông Nam Á sau Indonesia). Sau khi đạt tốc độ tăng trưởng thuộc loại cao nhất thế giới từ 1985 đến 1995, đạt trung bình 9% mỗi năm, sức ép lên việc duy trì đồng baht tại Thái Lan tăng lên, dẫn đến cuộc khủng hoảng tài chính năm 1997, lan rộng ra toàn khu vực Đông Á, bắt buộc chính phủ phải thả nổi tiền tệ. Từ mức giá ổn định 25 baht đổi 1 đô la Mỹ, đồng baht phá giá hơn một nửa, chạm tới mức thấp nhất với 56 baht đổi 1 đô la vào tháng 1 năm 1998, các hợp đồng kinh tế được ký kết chỉ bằng 10,2% năm trước. Chỉ số thị trường chứng khoán Thái Lan đã tụt từ mức 1.280 cuối năm 1995 xuống còn 372 cuối năm 1997, kinh tế năm 1997 bị sụt giảm tới 20%.

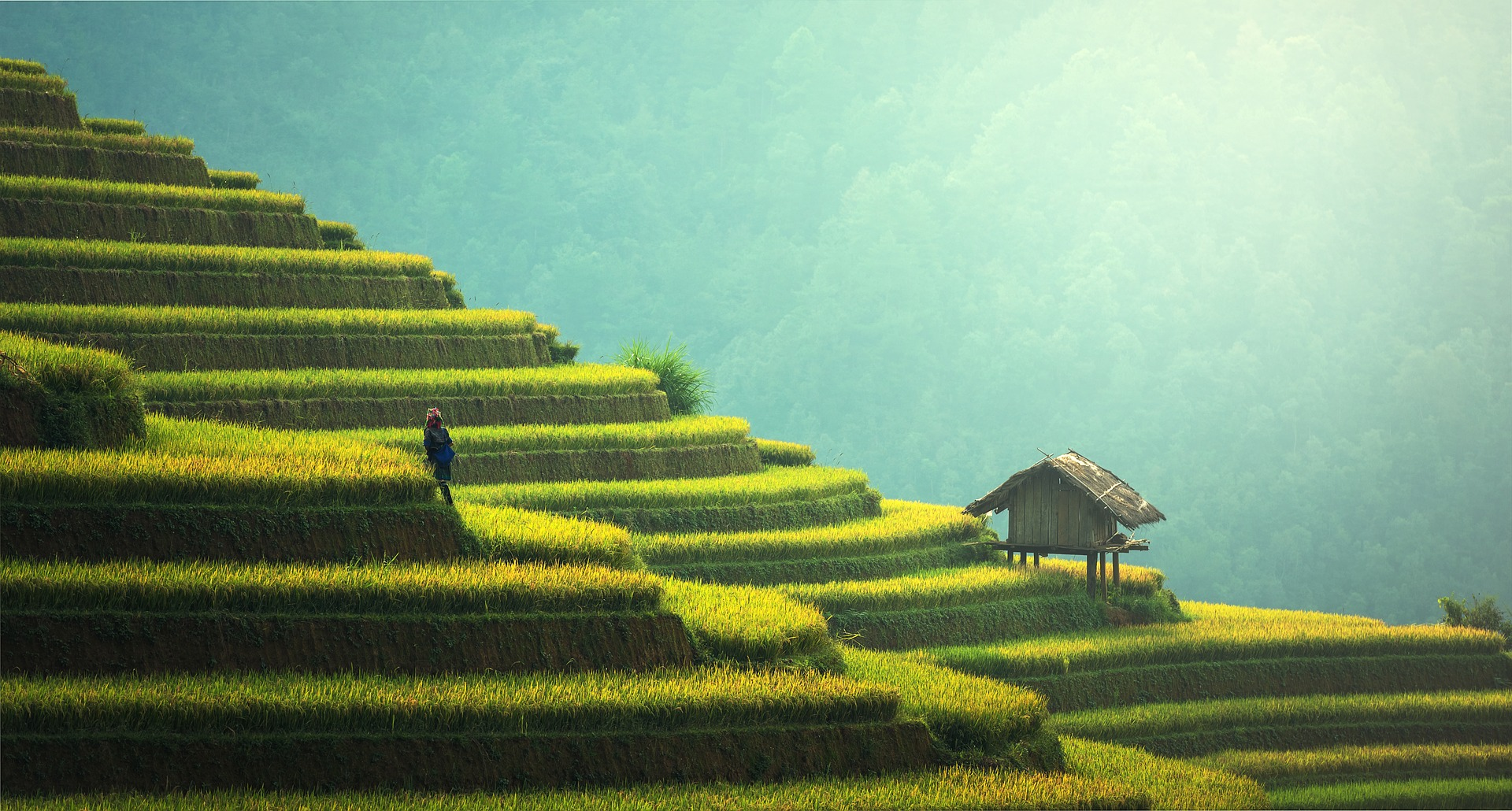
Thái Lan là nước xuất khẩu gạo lớn thứ hai trên thế giới

Năm 1998, Thái Lan bắt đầu có dấu hiệu phục hồi với tốc độ tăng trưởng kinh tế là 4,2%, năm 2000 là 4,4%, phần lớn từ những mặt hàng xuất khẩu chính (tăng 20%). Sự tăng trưởng bị rơi vào tình trạng trì trệ (tăng trưởng 1,8%) do ảnh hưởng của suy thoái kinh tế toàn cầu năm 2001, nhưng phục hồi lại vào năm sau, nhờ sự phát triển mạnh của Trung Quốc và những chương trình khác nhau của thủ tướng Thaksin Shinawatra, thường được gọi bằng tên "Thaksinomics". Tốc độ tăng trưởng kinh tế năm 2002 đạt 5,2%, đến năm 2003 và 2004 đã cao hơn mức 6%. Dự trữ ngoại tệ ở mức cao 37-38 tỉ USD (tháng 8/1997 ở mức 800 triệu USD). Đến năm 2005, kinh tế Thái Lan gần đạt mức trước khủng hoảng năm 1997, với sức mua tương đương đầu người đạt mức 8.300 USD/năm, so với mức 8.800 USD vào năm 1997. Mức tăng trưởng trong các năm 2005, 2006 và 2007 dao động trong khoảng 4-5%. Mức tăng trưởng GDP là 0,1% trong năm 2011, đã nhảy vọt lên 5,5% vào năm 2012 và sau đó là 7,5% vào năm 2013. Năm 2017, kinh tế Thái Lan đạt mức tăng trưởng là 3,9 %. Giai đoạn 2020-2022, kinh tế Thái Lan suy thoái do đại dịch Covid-19. Năm 2024, kinh tế Thái Lan chỉ tăng trưởng 2,5%, mức thấp nhất tại khu vực Đông Nam Á.
Thái Lan xuất khẩu nhiều hơn 105 tỷ đô la hàng năm. Các sản phẩm xuất khẩu chính bao gồm gạo, hàng dệt may, giầy dép, hải sản, cao su, nữ trang, ô tô, xe máy, máy tính và thiết bị điện tử. Thái Lan đứng thứ 2 thế giới về xuất khẩu gạo chỉ sau Ấn Độ, mỗi năm xuất khẩu 6,5 triệu tấn gạo tinh chế. Lúa là loại cây lương thực chính được trồng tại Thái Lan, với 55% đất đai trồng trọt được sử dụng để trồng lúa. Đất có thể canh tác được của Thái Lan cũng chiếm tỷ lệ lớn, 27,25% của toàn bộ khu vực sông Mekong. Vào năm 2010, 49% lực lượng lao động của Thái Lan tập trung trong ngành nông nghiệp. Con số này giảm từ 70% vào năm 1980 . 
Các ngành công nghiệp chủ yếu gồm có điện dân dụng, linh kiện điện tử, linh kiện máy tính và ô tô, trong đó, cũng có đóng góp đáng kể từ du lịch (khoảng 5% GDP Thái Lan). Tính đến năm 2012, ngành công nghiệp ô tô Thái Lan là ngành công nghiệp ô tô lớn nhất Đông Nam Á và lớn thứ 9 trên thế giới, sản lượng hàng năm của ngành công nghiệp ô tô Thái Lan đạt gần 1,7 triệu xe. Tuy nhiên, trong thập niên 2020, ngành công nghiệp này của Thái Lan đã suy thoái nhanh do xe điện nhập khẩu từ Trung Quốc cũng như tình trạng kinh tế đất nước trì trệ. Năm 2024, sản lượng chế tạo xe hơi chỉ đạt 1,47 triệu xe, giảm 20% so với năm 2023. Doanh số bán xe hơi chỉ đạt 560.000 chiếc, giảm 26% so với năm 2023 và là mức thấp nhất kể từ năm 2009 (với 548.871 chiếc). Năm 2024, gần 2.000 nhà máy tại Thái Lan đã phải đóng cửa, bao gồm nhiều cơ sở công nghiệp phụ trợ ô tô. Nhiều hãng lớn như Honda, Subaru, Suzuki cũng thông báo sẽ dừng hoạt động sản xuất xe hơi tại Thái Lan

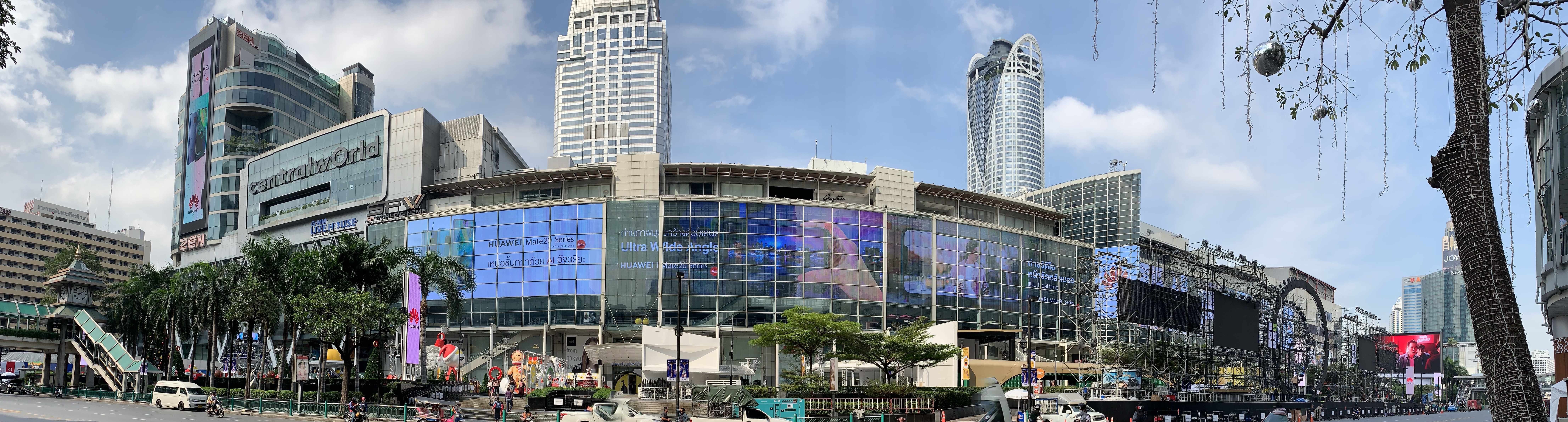
Quảng trường mua sắm Central World tại Băng Cốc của Central Group - tập đoàn bán lẻ đa quốc gia lớn nhất Thái Lan.

Các tài nguyên thiên nhiên chủ yếu của Thái Lan là thiếc, cao su, khí đốt, wolfram, tantal, gỗ, chì, cá, thạch cao, than non, fluorit và đất trồng.
Thái Lan sử dụng hệ đo lường chuẩn quốc tế, nhưng các hệ đo truyền thống của Anh (feet, inches) vẫn còn được sử dụng, đặc biệt là trong nông nghiệp và vật liệu xây dựng. Năm được đánh số B.E. (Buddhist Era - Kỷ Phật giáo) trong giáo dục, dịch vụ dân dụng, chính quyền và báo chí; tuy vậy lịch Gregory được sử dụng trong ngành ngân hàng và dần trở nên thông dụng trong công nghiệp và thương mại.
Năm 2016, 5,81 triệu người Thái Lan sống trong nghèo đói, 11,6 triệu người (17,2% dân số) ở tình trạng "cận nghèo". Tỷ lệ người nghèo so với tổng dân số ở mỗi vùng là 12,96% ở vùng Đông Bắc, 12,35% ở miền Nam, và 9,83% ở miền Bắc. Năm 2017, có 14 triệu người nộp đơn xin trợ cấp xã hội (thu nhập hàng năm dưới 100.000฿). Vào cuối năm 2017, tổng nợ hộ gia đình của Thái Lan là 11,76 nghìn tỷ. Năm 2010, 3% số hộ gia đình bị phá sản. Năm 2016, ước tính có khoảng 30.000 người vô gia cư trong nước.
Bất bình đẳng xã hội - kinh tế và sự phụ thuộc quá lớn vào du lịch là hai nhóm vấn đề, thách thức lớn cho nền kinh tế Thái Lan hiện nay. Việc phụ thuộc quá nhiều vào các ngành dịch vụ (như du lịch) khiến kinh tế Thái Lan rất dễ bị tổn thương trước những tác động bên ngoài, ví dụ như đại dịch Covid-19 Đến đầu thập niên 2020, nước này đã rơi vào bẫy thu nhập trung bình bởi gánh nặng của già hóa dân số, hệ thống giáo dục suy thoái và nền nông nghiệp trình độ thấp. Nếu tiếp tục tăng trưởng chậm chạp như giai đoạn 2010-2020 (khoảng 2-3% mỗi năm) thì đến giai đoạn 2025-2030, quy mô GDP của Thái Lan sẽ lần lượt bị Việt Nam, Philipines và Singapore vượt qua, và thứ hạng GDP của nước này sẽ tụt xuống chỉ còn ở hạng 5 Đông Nam Á.

### Nông nghiệp
Năm 2022, nông nghiệp đóng góp khoảng 1/10 GDP của Thái Lan nhưng sử dụng khoảng 1/3 lực lượng lao động. Lúa gạo vẫn là cây trồng chủ lực, chiếm 14% thương mại gạo quốc tế. Tuy nhiên, năng suất lúa trung bình của Thái Lan hiện thấp hơn so với Việt Nam, Campuchia và Lào. Trang trại trồng lúa trung bình của Thái Lan quá nhỏ và nông dân quá nghèo hoặc đã quá lớn tuổi để đầu tư vào thiết bị hoặc cơ sở hạ tầng để cải thiện năng suất.

### Giao thông

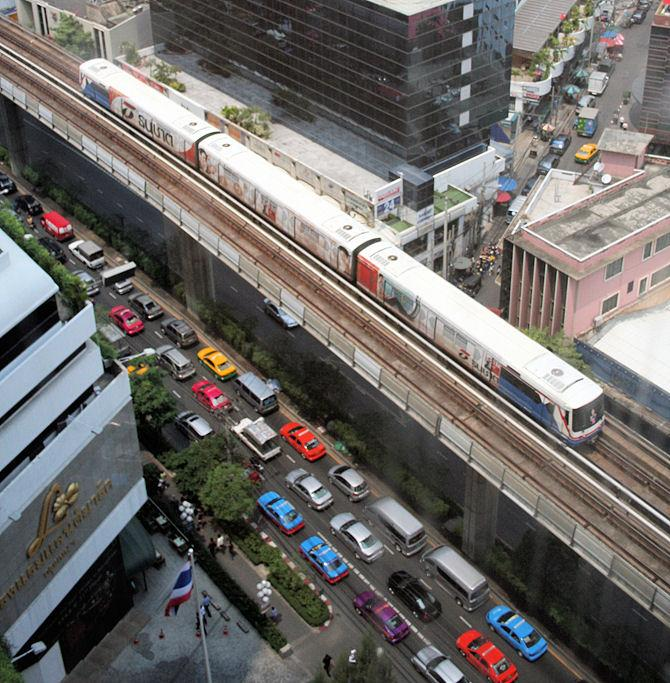
BTS Skytrain là một hệ thống vận chuyển nhanh trên cao ở Băng Cốc

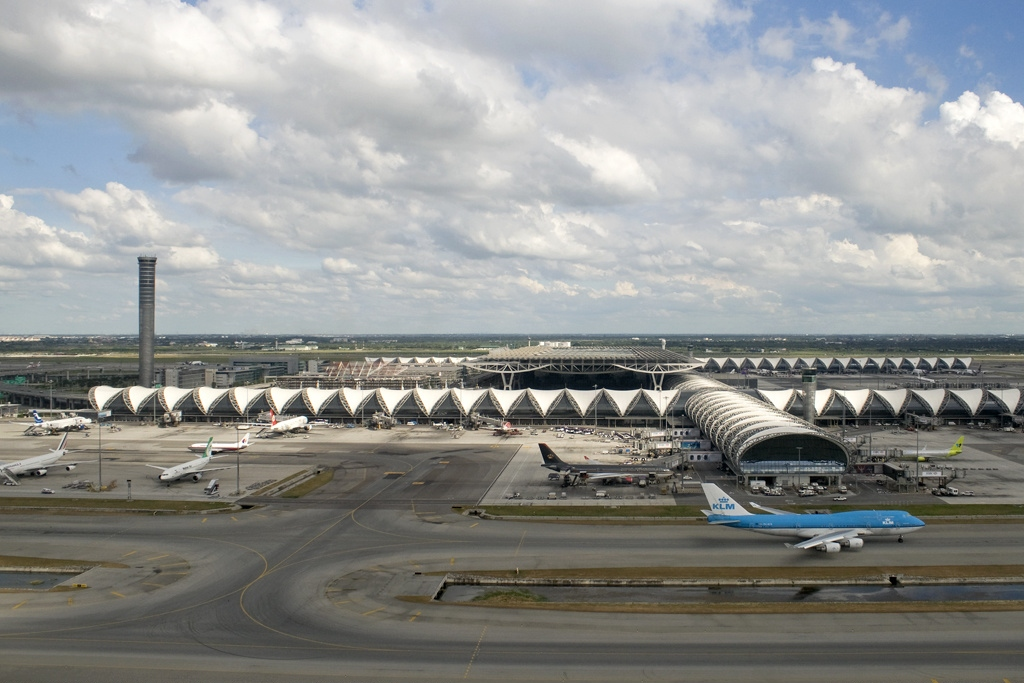
Sân bay Suvarnabhumi ở Băng Cốc

Giao thông tại Thái Lan khá đa dạng và hỗn loạn, không có một phương tiện vận tải nào chiếm ưu thế. Vận tải xe buýt chiếm ưu thế ở khoảng cách xa và ở Băng Cốc, còn xe máy thống trị ở các khu vực nông thôn cho các chuyến đi ngắn, thay cho xe đạp. Giao thông vận tải đường bộ là hình thức chính của vận tải hàng hóa tại quốc gia này. Tàu chậm từ lâu đã là một cơ chế vận chuyển đường dài ở nông thôn, mặc dù các kế hoạch đang được tiến hành để mở rộng dịch vụ với tuyến đường sắt tốc độ cao mở rộng đến một số khu vực chính của Thái Lan.
Vận chuyển hàng không nội địa trước đây do một số ít các hãng hàng không thống trị, nhưng trong thời gian gần đây đã chứng kiến một sự phát triển đột biến do phần lớn vào việc mở rộng dịch vụ của các hãng hàng không giá thấp. Tại Băng Cốc, Pattaya và các thành phố lớn khác, dịch vụ xe ôm luôn có sẵn. Số lượng taxi ở Băng Cốc cũng rất nhiều. Kể từ lần đầu tiên mở cửa đường sắt vận chuyển tốc độ cao vào năm 1999 tại Băng Cốc, khách di chuyển hàng ngày trên các tuyến đường vận chuyển khác nhau của Băng Cốc đã tăng lên hơn 800.000, với nhiều tuyến đường sắt bổ sung đang được đề xuất và xây dựng.
Xe ô tô tư nhân, với mức tăng trưởng nhanh chóng góp phần vào tình trạng tắc nghẽn giao thông nổi tiếng của Băng Cốc trong hai thập kỷ qua, được sử dụng ngày càng nhiều đặc biệt trong giới khách du lịch, người nước ngoài, tầng lớp thượng lưu, và tầng lớp trung lưu. Một mạng lưới đường ô tô trên khắp Thái Lan đã từng bước được thực hiện, với đường cao tốc hoàn thành vào Băng Cốc và hầu hết miền trung Thái Lan. Những khu vực có đường thủy thường xuyên có dịch vụ tàu thuyền và nhiều phương tiện giao thông sáng tạo khác cũng tồn tại như tuk-tuk, vanpool, songthaew và thậm chí cả voi ở khu vực nông thôn.
Giao thông ở Thái Lan được áp dụng theo luật của Anh đó là bên trái.

### Du lịch
Thái Lan là quốc gia phát triển trong ngành du lịch, nước này sở hữu những điểm đến du lịch nổi tiếng thế giới như: Ayutthaya, Pattaya, Băng Cốc, Phuket, Krabi, Chiang Mai, hay Ko Samui,... Đón tiếp xấp xỉ 40 triệu lượt khách quốc tế ghé thăm trong năm 2019. Nguồn thu từ công nghiệp du lịch, dịch vụ và xuất khẩu có đóng góp lớn cho nền kinh tế. Năm 2006, Thái Lan là quốc gia xếp thứ 18 về số lượng du khách trong bảng xếp hạng World Tourism rankings với ~14 triệu lượt khách. Pháp, một quốc gia có diện tích và dân số tương tự Thái Lan, xếp đầu bảng với hơn ~80 triệu lượt du khách. Thái Lan là quốc gia thu hút nhiều khách du lịch nhất ở Đông Nam Á vào năm 2013, theo Tổ chức Du lịch Thế giới. Ước tính ngành du lịch đóng góp trực tiếp vào kinh tế Thái Lan khoảng một nghìn tỷ baht (16% GDP). Khi bao gồm các tác động gián tiếp của du lịch, ước tính doanh thu từ ngành du lịch chiếm 20,2% (2,4 nghìn tỷ baht) GDP của Thái Lan.
Vào năm 2016, đã có 32,60 triệu khách du lịch nước ngoài đến thăm Thái Lan. Cùng năm đó, thủ đô Băng Cốc của Thái Lan trở thành thành phố có số lượng du khách ghé thăm du lịch nhiều nhất trên thế giới, vượt qua cả London và New York.
Năm 2019, Thái Lan đạt đỉnh 39,9 triệu lượt du khách nước ngoài, nhưng sau đó bắt đầu suy thoái. Năm 2024, Thái Lan đón 35,5 triệu lượt khách du lịch nước ngoài. 6 tháng đầu năm 2025, Thái Lan chỉ đón 16,6 triệu lượt du khách nước ngoài, giảm 4,6% so với cùng kỳ năm trước. Sự suy thoái này do bất ổn an ninh, các vụ bắt cóc người nước ngoài liên tiếp xảy ra tại Thái Lan, khiến thứ hạng chỉ số an toàn và an ninh nước này đã lao dốc từ 86 xuống 102. Sự nổi lên của du lịch Việt Nam, Malaysia cũng là một nguyên nhân khiến du lịch Thái Lan sụt giảm.
Điểm đến thu hút nhiều khách du lịch châu Á nhất khi đến thăm Thái Lan là thủ đô Băng Cốc cùng với các di tích lịch sử, tự nhiên và văn hóa trong vùng lân cận, những bãi biển và hải đảo ở phía Nam. Phía bắc Thái Lan là điểm lí tưởng cho hoạt động leo núi và du lịch mạo hiểm. Thái Lan cũng là miền đất của lễ hội, từ những lễ hội quốc gia như lễ hội năm mới Songkran (còn gọi là lễ hội té nước) hay lễ hội hoa đăng Thái Lan (Loy Krathong). Nhiều địa phương ở Thái Lan cũng có lễ hội riêng. Một số những lễ hội địa phương nổi tiếng nhất là Lễ hội voi ở Surin và lễ hội "Phi Ta Khon" ở Dan Sai.
Du lịch tình dục cũng đóng một vai trò quan trọng trong việc thu hút du khách. Mặc dù mại dâm ở Thái Lan về mặt chính thức là bất hợp pháp, nhưng các chủ nhà thổ thường xuyên có các móc nối với quan chức chính phủ và cảnh sát để họ làm ngơ cho nhà thổ hoạt động. Trong nhiều trường hợp, các quan chức được hối lộ bởi các chủ nhà thổ để tránh việc bị pháp luật trừng phạt. Người ta tin rằng mại dâm hoạt động cho người nước ngoài chiếm 20% tổng số lượng các vụ mại dâm ở Thái Lan, tập trung chủ yếu ở các khu đèn đỏ tại Pattaya, Patpong và bãi biển Patong.
Việc phụ thuộc quá nhiều vào du lịch cũng tạo ra mặt trái, đó là kinh tế Thái Lan dễ bị tổn thương do tác động từ bên ngoài. Khi đại dịch Covid-19 xả ra, Thái Lan buộc phải đóng cửa ngành du lịch. Tờ Bloomberg cho rằng triển vọng kinh tế Thái Lan năm 2020 là tồi tệ nhất ở châu Á, do nền kinh tế nước này phụ thuộc quá nhiều vào xuất khẩu và du lịch, trong khi cả hai lĩnh vực này đều bị ảnh hưởng nghiêm trọng do sự bùng phát của đại dịch

## Nhân khẩu
Năm 2023, dân số của Thái Lan ước tính là 71,7 triệu người. Cuộc điều tra dân số đầu tiên của Thái Lan vào năm 1909 ước tính dân số là 8,2 triệu người. Tính đến  năm 2010, 44,2% dân số sinh sống tại các khu vực thành thị, tăng từ 29,4% vào năm 1990 và 31,1% vào năm 2000.

### Dân tộc
Tính đến năm 2010, 95,9% dân số của Thái Lan là người Thái, 2,0% là người Miến Điện, 1,3% là những dân tộc khác và 0,9% là không xác định được dân tộc.
Dân tộc của Thái Lan
(năm 2015)

### Già hóa dân số
Thái Lan đang đối mặt với tốc độ già hóa dân số nhanh nhất thế giới. Thái Lan có tỷ lệ sinh thấp nhất Đông Nam Á, ngang với Singapore. Từ năm 2000 đến năm 2021, dân số từ 20 - 24 tuổi của Thái Lan đã giảm 20%, chỉ thấp hơn chút ít so với mức giảm 27% ở Nhật Bản
Theo số liệu của Tổng cục Thống kê Thái Lan, tỷ lệ sinh của Thái Lan đã giảm mạnh, từ 818.901 bé trong năm 2012 xuống chỉ còn 544.570 bé trong năm 2021. Năm 2021, Thái Lan đã phải chi 750 tỷ bạt (tương đương 4,43% GDP) cho việc chăm sóc người cao tuổi, so với năm 2013 chỉ vào khoảng 430 tỷ bạt. Đến năm 2022, với 15,8 triệu người (chiếm 22% tổng dân số) có độ tuổi từ 60 trở lên, Thái Lan đã chính thức trở thành "xã hội già hóa". Số người từ 65 tuổi trở lên dự kiến sẽ chiếm 26% dân số Thái Lan vào năm 2040. Sự già hóa khiến lực lượng lao động Thái Lan sẽ giảm với tốc độ khoảng 5%/năm trong giai đoạn 2020-2060 với mức giảm tổng cộng lên tới 14,4 triệu người, gây ra rất nhiều ảnh hưởng tiêu cực tới nền kinh tế Thái Lan.
Năm 2024, tỷ lệ sinh của Thái Lan đã giảm xuống mức thấp nhất kể từ năm 1940. Trong năm đó, Thái Lan ghi nhận 462.240 ca sinh so với 571.646 ca tử vong. Đây là năm thứ 4 liên tiếp số tử vong nhiều hơn số trẻ em chào đời. Tổng tỷ suất sinh của Thái Lan đã giảm xuống 1,0 trẻ em trên mỗi phụ nữ, thấp hơn cả mức 1,2 của Nhật Bản, khiến nước này là nước Đông Nam Á duy nhất rơi vào nhóm các quốc gia có mức sinh cực thấp (trong khi nhóm này thường bao gồm các quốc gia phát triển có thu nhập cao). Lực lượng lao động của Thái Lan dự kiến sẽ sụt giảm nghiêm trọng do già hóa dân số, từ 37,2 triệu lao động năm 2024 giảm xuống còn 22,8 triệu trong 5 thập kỷ tới. Chính phủ Thái Lan đã xác định việc thúc đẩy tỷ lệ sinh là chương trình nghị sự quốc gia, nhưng tình hình vẫn chưa có cải thiện trong nhiều năm qua

### Tôn giáo
Tôn giáo của Thái Lan (2018)
Phật giáo Thượng tọa bộ là tôn giáo phổ biến nhất của Thái Lan và một phần thiết yếu của bản sắc, văn hóa Thái Lan. Thái Lan có số lượng Phật tử cao thứ hai trên thế giới sau Trung Quốc. Năm 2018, 93,46% dân số Thái Lan tự nhận là theo Phật giáo.   

### Ngôn ngữ
Tiếng Thái là ngôn ngữ chính thức của Thái Lan và ngôn ngữ chính trong giáo dục và hành chính. Tiếng Thái thuộc ngữ hệ Kra–Dai gần với tiếng Lào, tiếng Shan ở Myanmar và các ngôn ngữ thiểu số được sử dụng tại một vành đai ở biên phía nam Trung Quốc từ Hải Nam đến Vân Nam. Tiếng Thái tiêu chuẩn dựa trên phương ngữ của người thái miền trung và được viết bằng bảng chữ cái Thái, một hệ thống chữ viết abugida phát triển từ chữ Khmer.

### Giáo dục

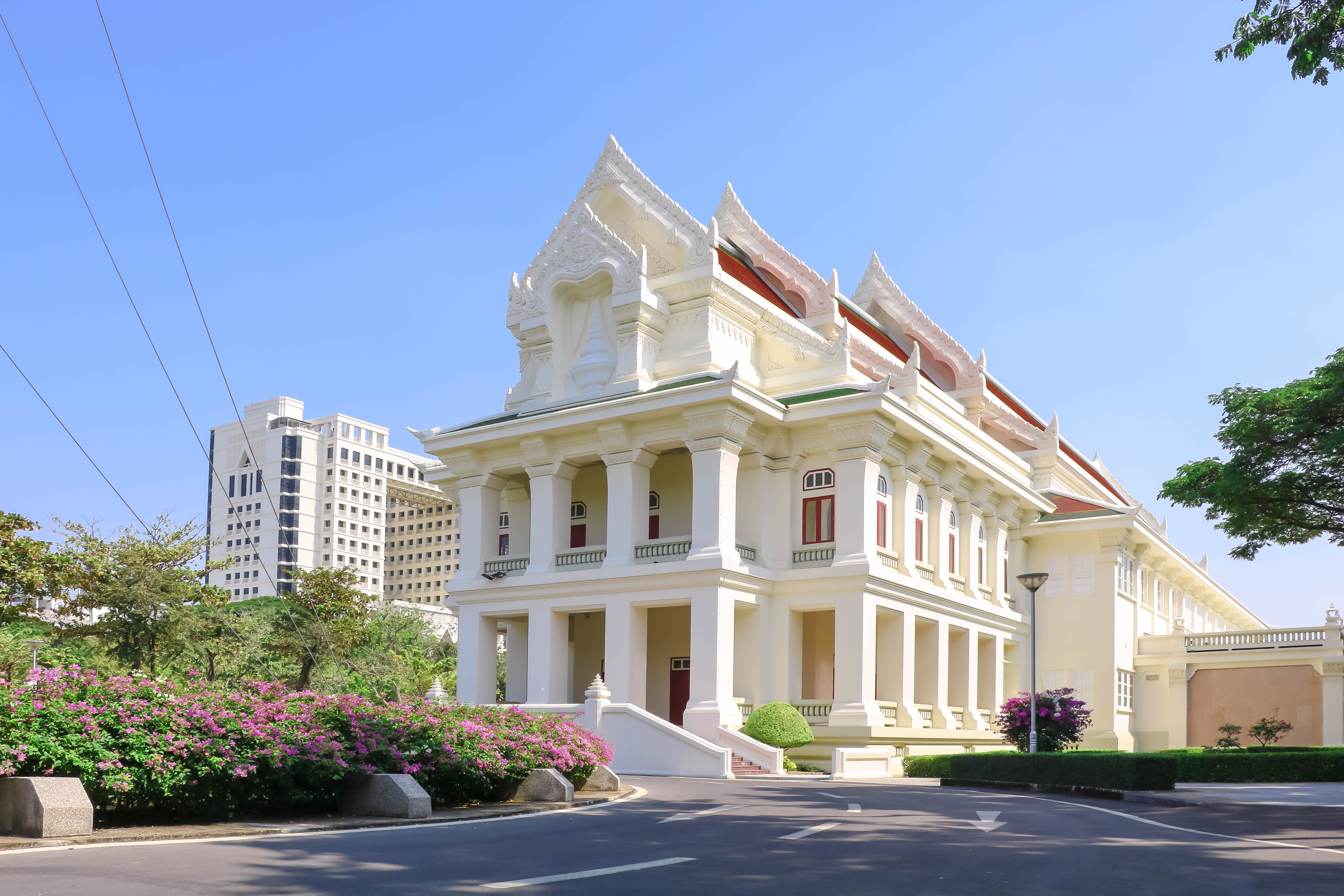
Đại học Chulalongkorn là trường đại học lâu đời nhất của Thái Lan.

Tỷ lệ biết chữ thanh niên của Thái Lan đạt 98,1% vào năm 2015. Hệ thống giáo dục của Thái Lan được chia thành các cấp mẫu giáo, tiểu học, trung học cơ sở, trung học phổ thông, dạy nghề và đại học. Giáo dục là bắt buộc đến 14 tuổi và miễn phí đến 17 tuổi. Thái Lan cũng là một trong những số ít quốc gia quy định đồng phục trường cho đến đại học.

### Y tế

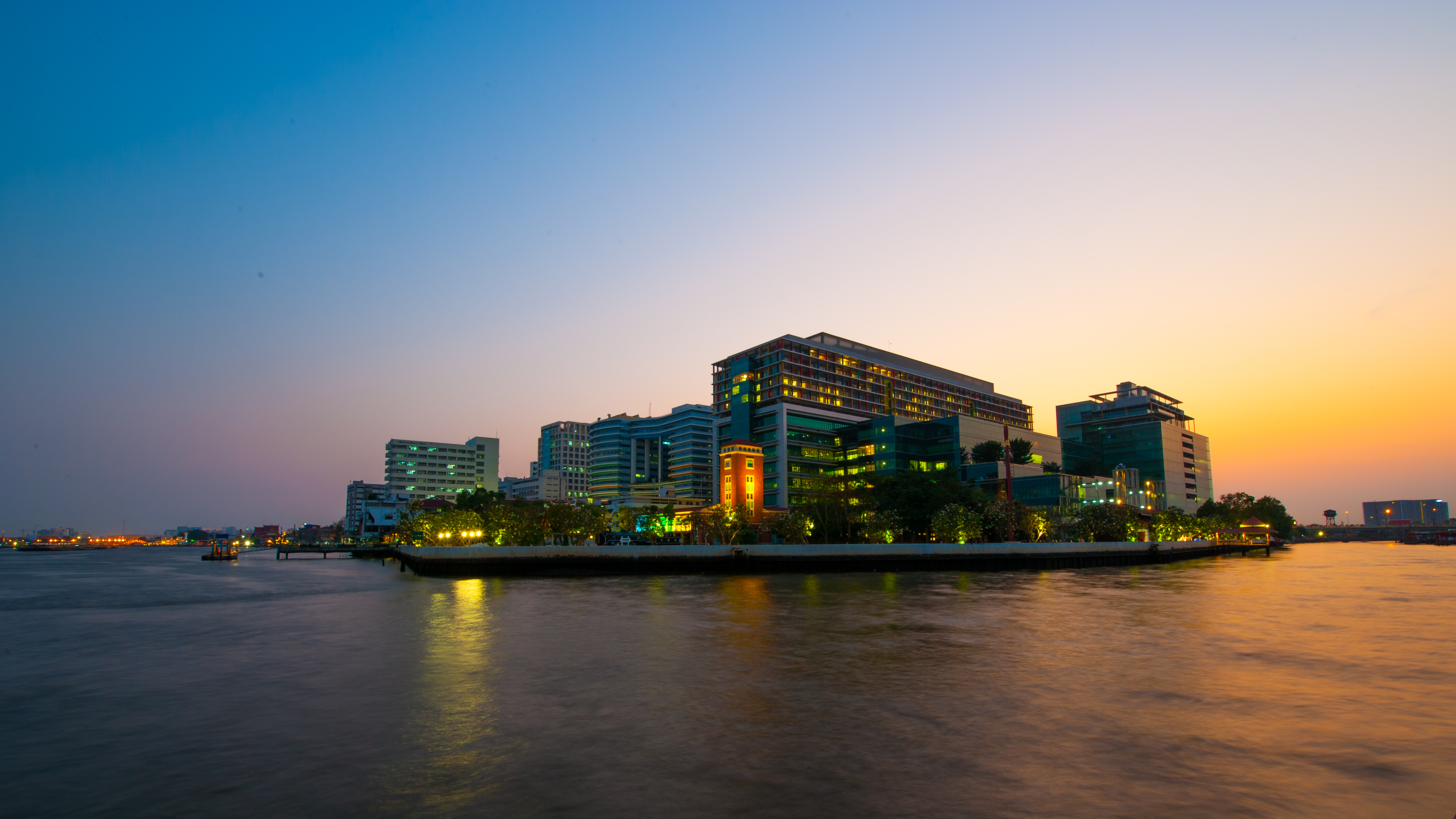
Bệnh viện Siriraj tại Băng Cốc là bệnh viện lâu đời và lớn nhất tại Thái Lan

Bộ Y tế công cộng thực hiện quản lý nhà nước về y tế và chăm sóc sức khỏe tại Thái Lan. Năm 2009, tổng số chi tiêu về y tế tại Thái Lan đạt 4,3% GDP. Bệnh không truyền nhiễm là nguyên nhân chính của bệnh tật và tử vong, trong khi những bệnh truyền nhiễm như sốt rét, lao và tai nạn giao thông cũng là những vấn đề y tế công cộng quan trọng.
Tháng 12 năm 2018, Thái Lan trở thành quốc gia Đông Nam Á đầu tiên cho phép sử dụng cần sa y tế.

## Văn hóa

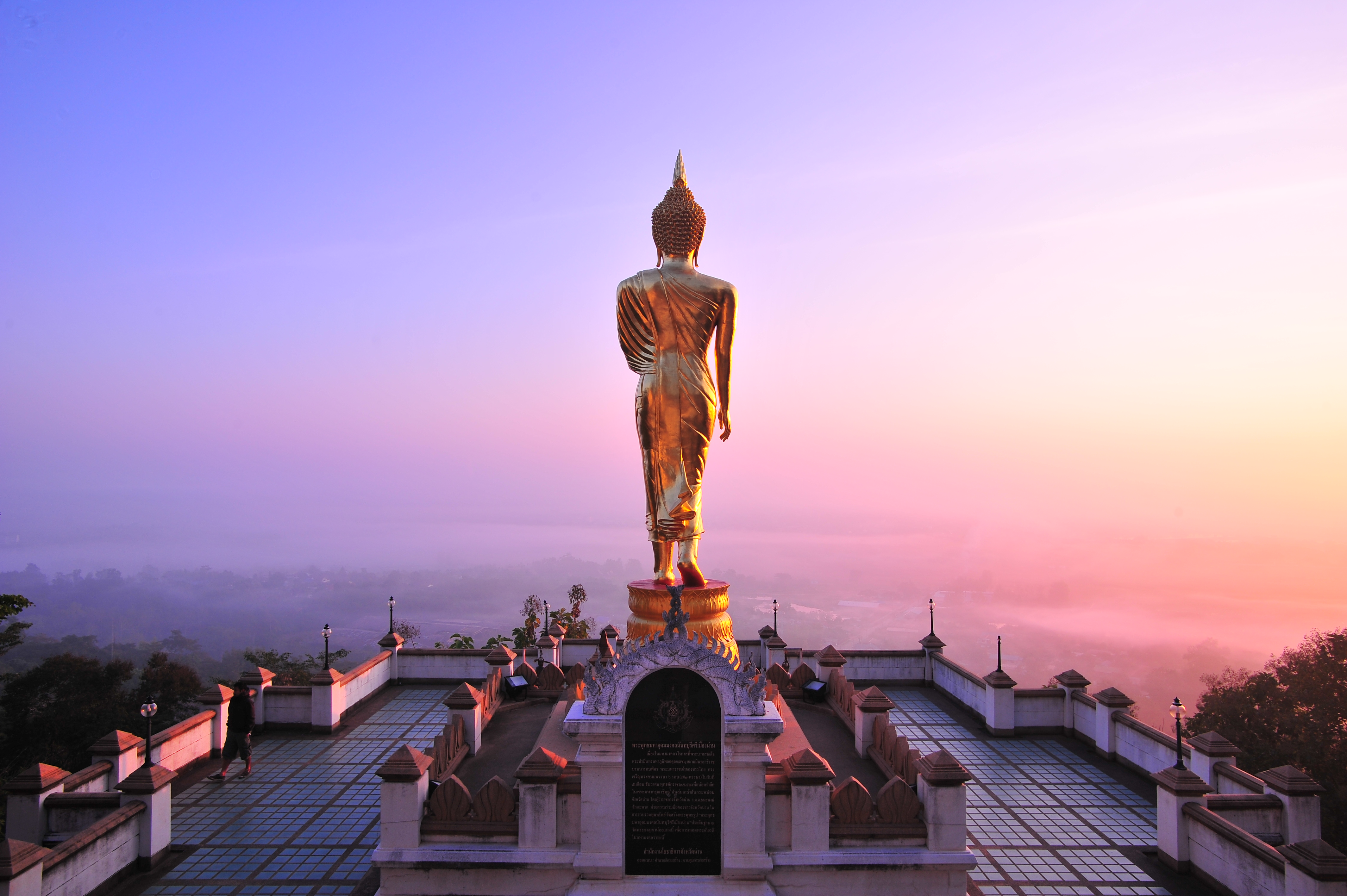
Phật Statua

Văn hóa Thái Lan chịu ảnh hưởng sâu sắc trực tiếp từ văn hóa Ấn Độ với các tư tưởng Phật giáo - tôn giáo chính thức được công nhận là quốc giáo ở đất nước này và từ nền sản xuất phụ thuộc vào nguồn nước. Có thể thấy rõ hai điểm trên qua các ngày lễ hội. Trong văn hóa ứng xử, người Thái tỏ rõ sự sùng đạo, tôn kính hoàng gia và trọng thứ bậc cũng như tuổi tác.
Một trong những điểm đặc trưng nhất của phong tục Thái là vái (tiếng Thái: wai), gần giống như cách cúi chào của người Ấn (Tiếng Hindi: namaste). Cử chỉ này được sử dụng khi gặp mặt, chia tay hoặc xác nhận, với nhiều dạng khác nhau phụ thuộc và vị trí xã hội của người đó, nhưng nhìn chung, thường là cử chỉ giống như đang lễ với hai tay chắp lại và đầu cúi xuống.
Sự thể hiện tình cảm nơi công cộng thường là giữa bạn bè, nhưng rất hiếm khi xảy ra giữa các đôi lứa đang yêu. Do đó, thường thấy bạn bè nắm tay nhau, nhưng các cặp đôi rất ít khi làm thế trừ phi đang ở những nơi Tây hóa.
Chuẩn mực xã hội Thái cho rằng sờ vào đầu một ai đó là vô lễ. Cũng là mất lịch sự khi đặt chân cao hơn đầu ai đó, đặc biệt nếu người đó có địa vị xã hội cao hơn. Đó là bởi vì người Thái cho rằng chân là bộ phận dơ bẩn và thấp kém nhất trên cơ thể, còn đầu là bộ phận cao nhất và đáng kính nhất. Nguyên tắc này cũng ảnh hưởng đến cách người Thái ngồi trên sàn- chân của họ để vào trong hay ra đằng sau mà không chĩa vào người đối diện. Chĩa vào hay chạm vào bất cứ cái gì bằng chân đều bị xem là mất lịch sự.

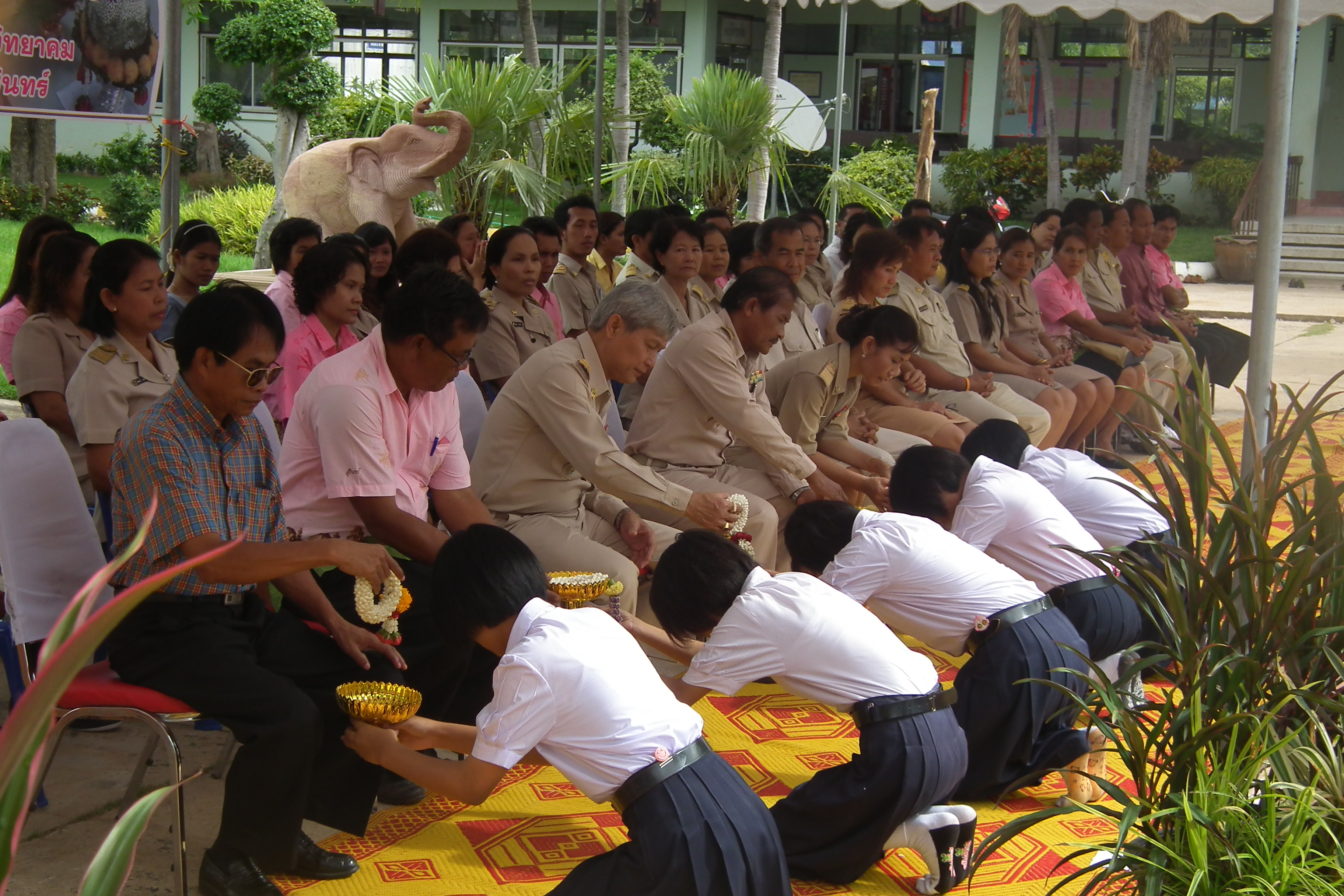
Lễ nhà giáo (Wai Kru)

Trong cuộc sống hàng ngày ở Thái, mọi người thường chú ý giữ cho cuộc sống được vui vẻ (khái niệm này gọi là sanuk). Vì quan niệm này, người Thái rất thoải mái ở nơi làm việc mà trong các hoạt động hàng ngày. Thể hiện cảm xúc tích cực trong các tương tác xã hội cũng rất quan trọng trong văn hóa Thái, quan trọng như là việc Thái Lan được biết đến như "Đất nước của những nụ cười".
Cãi vã hay thể hiện sự tức giận là một điều kiêng cữ trong văn hóa Thái, và, cũng như các nền văn hóa châu Á khác, cảm xúc trên khuôn mặt là cực kỳ quan trọng. Vì lý do này, du khách cần đặc biệt chú ý tránh tạo ra các xung đột, thể hiện sự giận dữ hay khiến cho một người Thái đổi nét mặt. Sự không đồng tình hoặc các cuộc tranh chấp nên được giải quyết bằng nụ cười và không nên cố trách mắng đối phương.
Thường thì, người Thái giải quyết sự bất đồng, các lỗi nhỏ hay sự xui xẻo bằng cách nói "Mai pen rai", nghĩa là "Không có gì đâu mà". Việc sử dụng phổ biến thành ngữ này ở Thái Lan thể hiện tính hữu ích của nó với vai trò một cách thức giảm thiểu các xung đột, các mối bất hòa và than phiền; khi một người nói "mai pen rai" thì hầu như có nghĩa là sự việc không hề quan trọng, và do đó, có thể coi là không có sự va chạm nào và không làm ai đổi nét mặt cả.

### Nghệ thuật tạo hình

#### Nghệ thuật

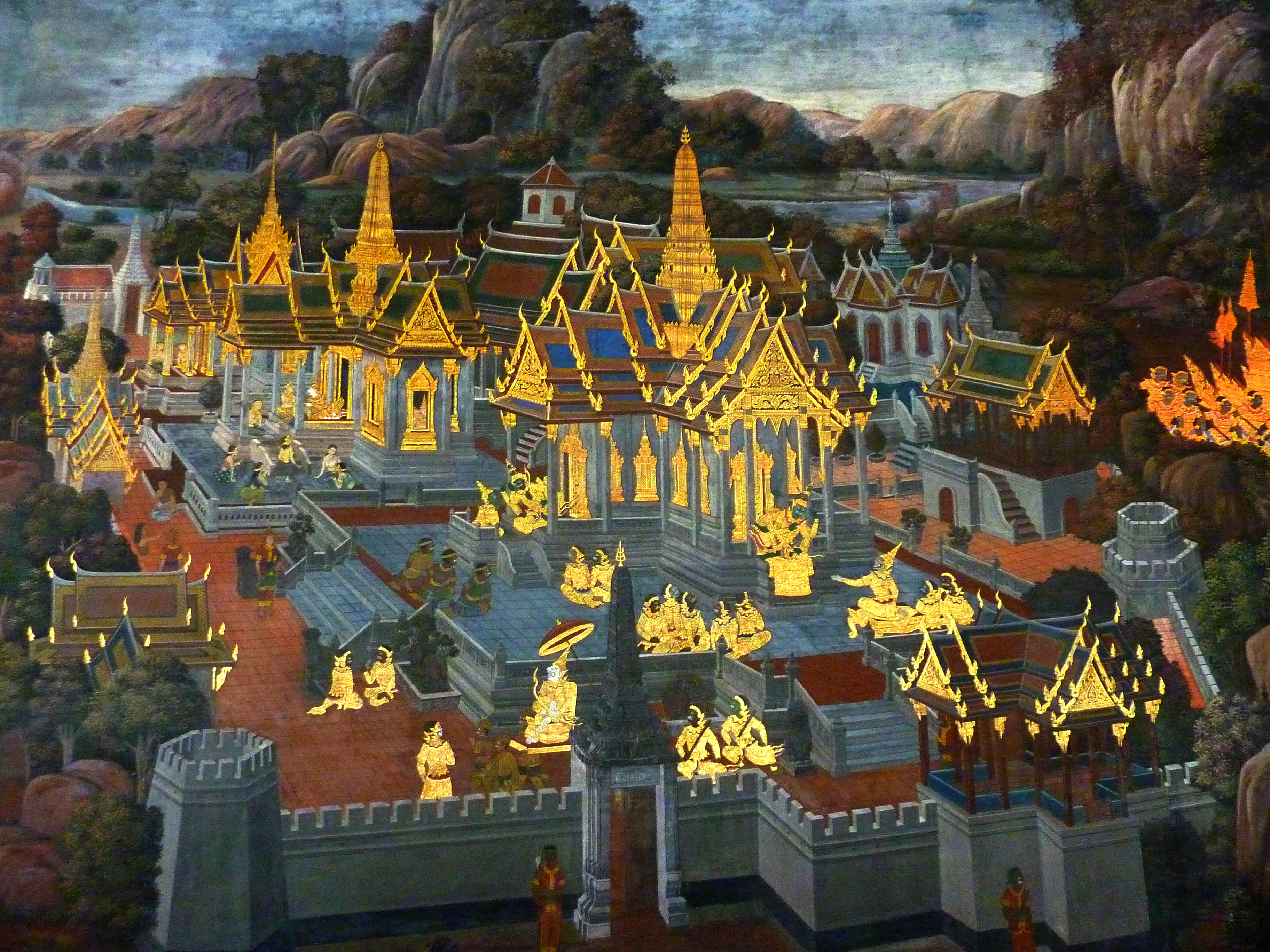
Bức tranh Ramakien, Wat Phra Kaew

Nghệ thuật của Thái chủ yếu có đề tài Phật giáo. Hình ảnh các đức Phật được miêu tả với nhiều trường phái đặc trưng khác nhau qua nhiều thời kỳ. Kiến trúc và nghệ thuật điêu khắc đền chùa Thái chịu ảnh hưởng từ nền văn hóa Khom( ขอม) và Dvaravati, Sri Lanka, Nghệ thuật Thái hiện đại là sự pha trộn giữa các yếu tố truyền thống và kỹ thuật hiện đại.

#### Trang phục

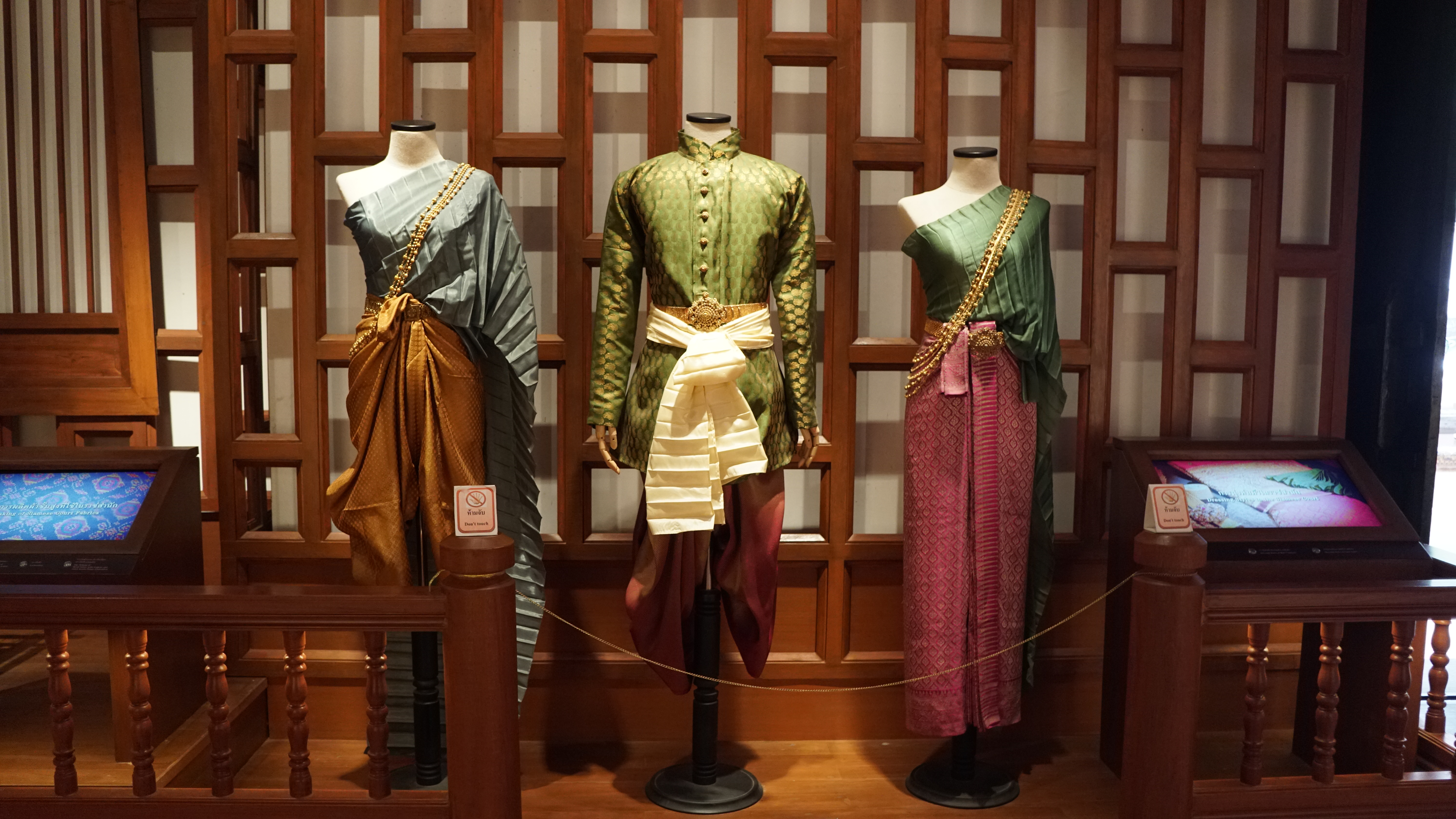
3 bộ trang phục truyền thống của người Thái

Trang phục Thái Lan chịu ảnh hưởng từ Ấn Độ và cư dân Dvaravati được chia ra làm 2 dạng: trang phục truyền thống(trang phục cung đình và trang phục bình dân) và trang phục hiện đại. Đặc điểm cơ bản của trang phục truyền thống của người Thái là không may vừa sát người. Thay vì thế chúng được may từ các mảnh vải lụa hay vải bông hẹp được nối, gấp, cuộn thành nhiều loại áo quần đa dạng.
Trang phục truyền thống của Thái Lan được gọi là chut thai (tiếng Thái:ชุดไทย), có nghĩa đen là "trang phục Thái". Nó có thể được mặc bởi đàn ông, phụ nữ và trẻ em. Chut thai cho phụ nữ thường bao gồm một pha nung hoặc chong kraben, áo cánh và sabai. Phụ nữ miền Bắc và Đông Bắc có thể mặc áo sinh thay vì pha nung và mặc quần dài với áo cánh hoặc áo dài suea. Chut thai cho nam bao gồm một chiếc kraben hoặc quần chong, áo sơ mi họa tiết Raj, với vớ trắng dài đến đầu gối tùy chọn và một chiếc sabai. Chut thai cho đàn ông miền bắc Thái Lan bao gồm một sado, áo khoác kiểu Manchu màu trắng, và đôi khi là khian hua. Trong những dịp trang trọng, mọi người có thể chọn mặc một trang phục được gọi là quốc phục chính thức của Thái Lan.

### Văn chương

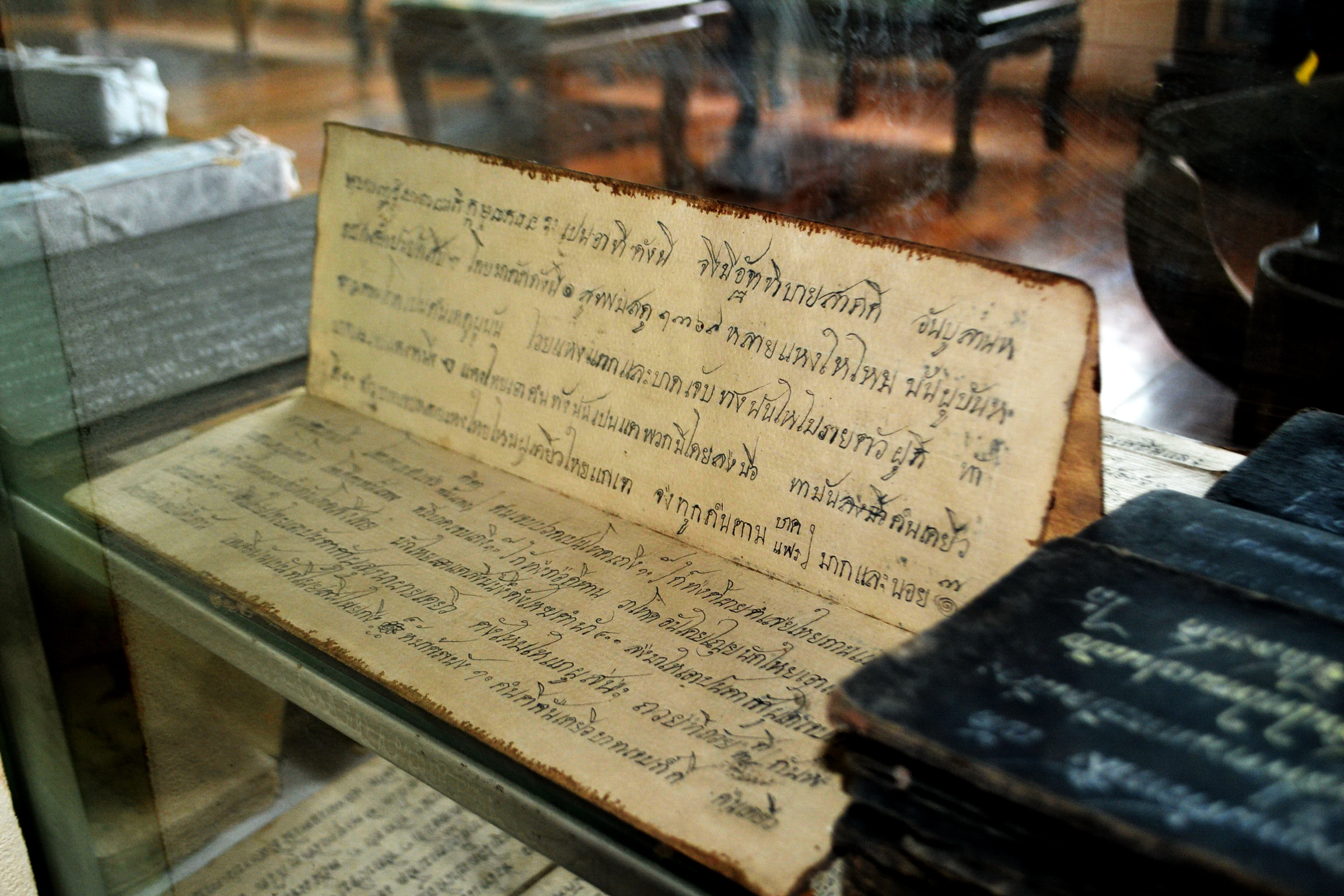
Samut Thai, một phương tiện ghi chép và truyền tải văn học Thái Lan và các nền văn học khác ở Đông Nam Á lục địa.

Văn học đương đại của Thái chịu ảnh hưởng lớn bởi nền văn hóa Hindu của Ấn Độ. Những tác phẩm xuất sắc nhất của văn chương Thái gồm phiên bản khác của sử thi Ramayana, có tên là Ramakiên, đây là tác phẩm viết lại của vua Rama I và đại sư Loetla Nabhalai (vua Rama II) với phần thơ được viết bởi Sunthorn Phu, sau khi các phiên bản cũ bị mất do chiến tranh loạn lạc cuối thời Ayutthaya .

### Ẩm thực
Âm thực Thái phối hợp năm vị cơ bản: ngọt, cay, chua, đắng, và mặn. Thành phần thường được sử dụng trong ẩm thực Thái Lan bao gồm tỏi, ớt, nước cốt chanh, sả, rau mùi, riềng, đường cọ, và nước mắm (nam pla). Các thực phẩm chủ yếu ở Thái Lan là gạo, giống lúa đặc biệt là gạo tám (còn được gọi là gạo "hom Mali") được dùng trong hầu hết các bữa ăn. Thái Lan là nước xuất khẩu gạo lớn nhất thế giới trong nhiều năm. Hơn 5.000 giống gạo từ Thái Lan được bảo quản trong ngân hàng gen lúa của Viện Nghiên cứu lúa gạo quốc tế (IRRI), có trụ sở tại Philippines. Vua Thái Lan là người bảo trợ chính thức của IRRI.

Vào năm 2017, bảy món ăn Thái Lan đã xuất hiện trong danh sách "50 món ăn ngon nhất Thế giới" - một cuộc thăm dò trực tuyến đối với 35.000 người trên toàn thế giới của CNN Travel. Thái Lan có nhiều món ăn trong danh sách hơn bất kỳ quốc gia nào khác. Các món ăn của Thái Lan nằm trong danh sách là: tom yum là món súp chua cay Thái (xếp thứ 4), miến xào kiểu Thái hay còn gọi là pad Thái (xếp thứ 5), gỏi đu đủ Thái hay còn gọi là som tam (xếp thứ 6), cà ri Massaman (xếp thứ 10), cà ri xanh (xếp thứ 19), cơm chiên Thái (xếp thứ 24) và Som Tum Pu Pla Ra (xếp thứ 36).

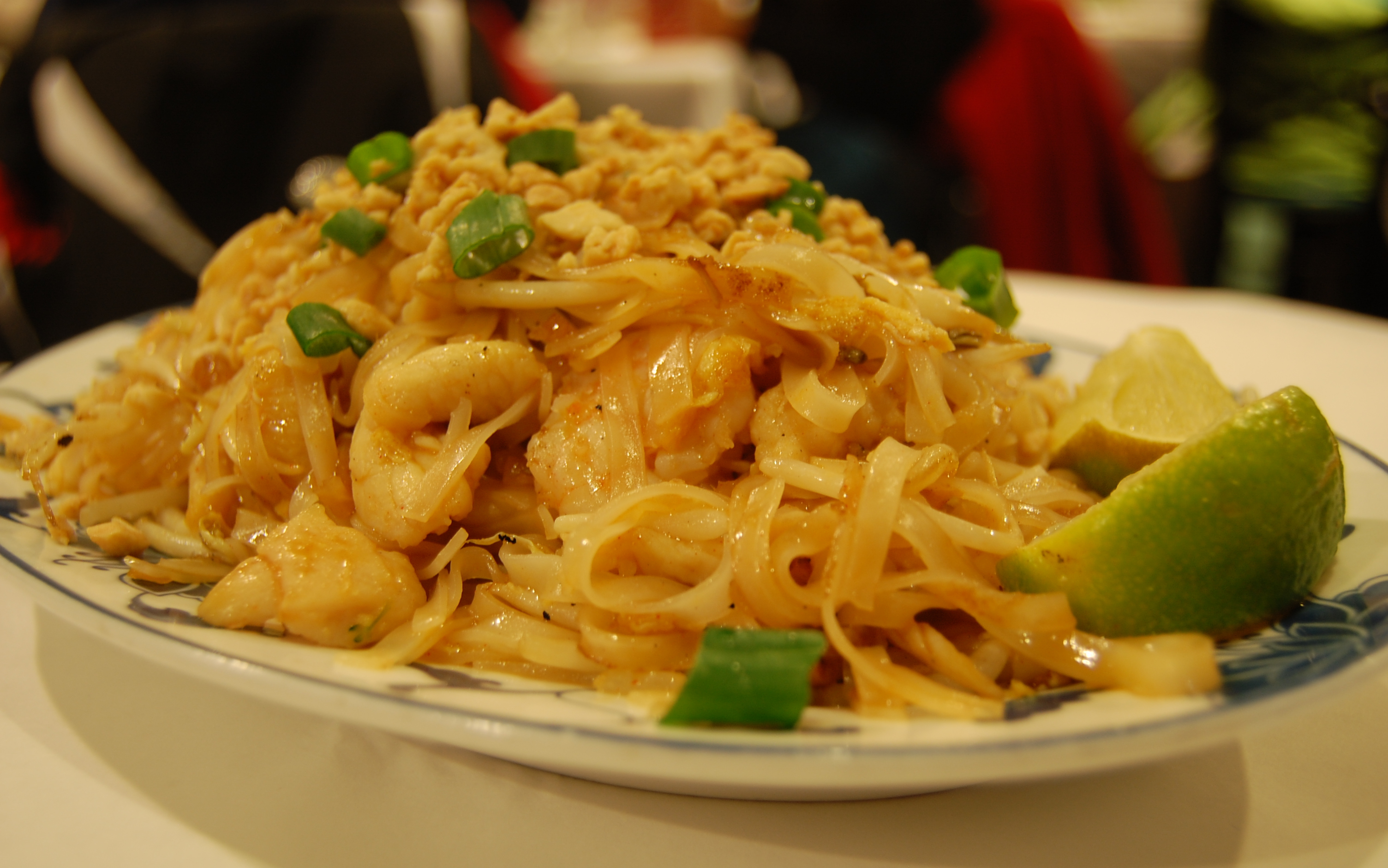
Pad Thái
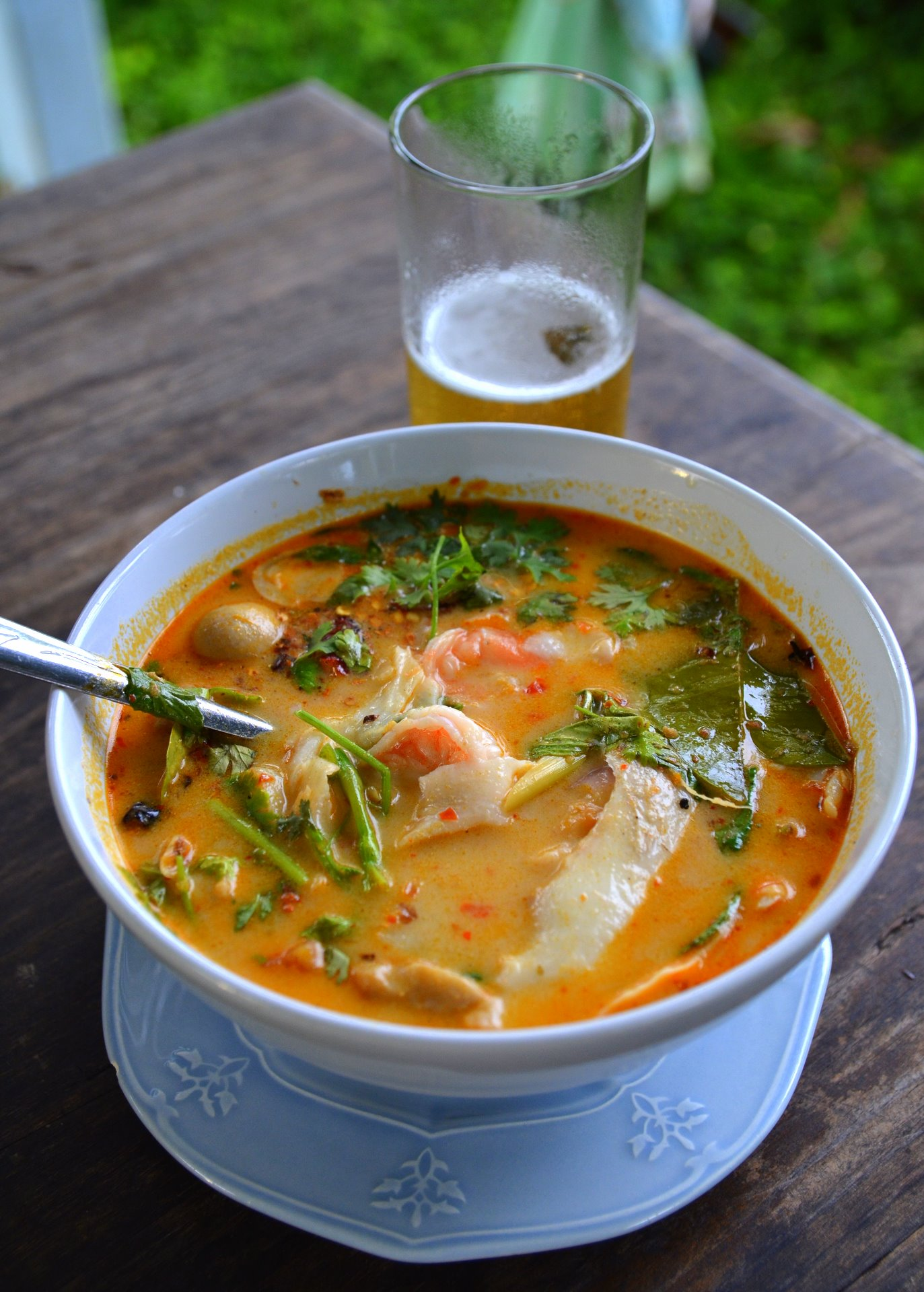
Tom yum
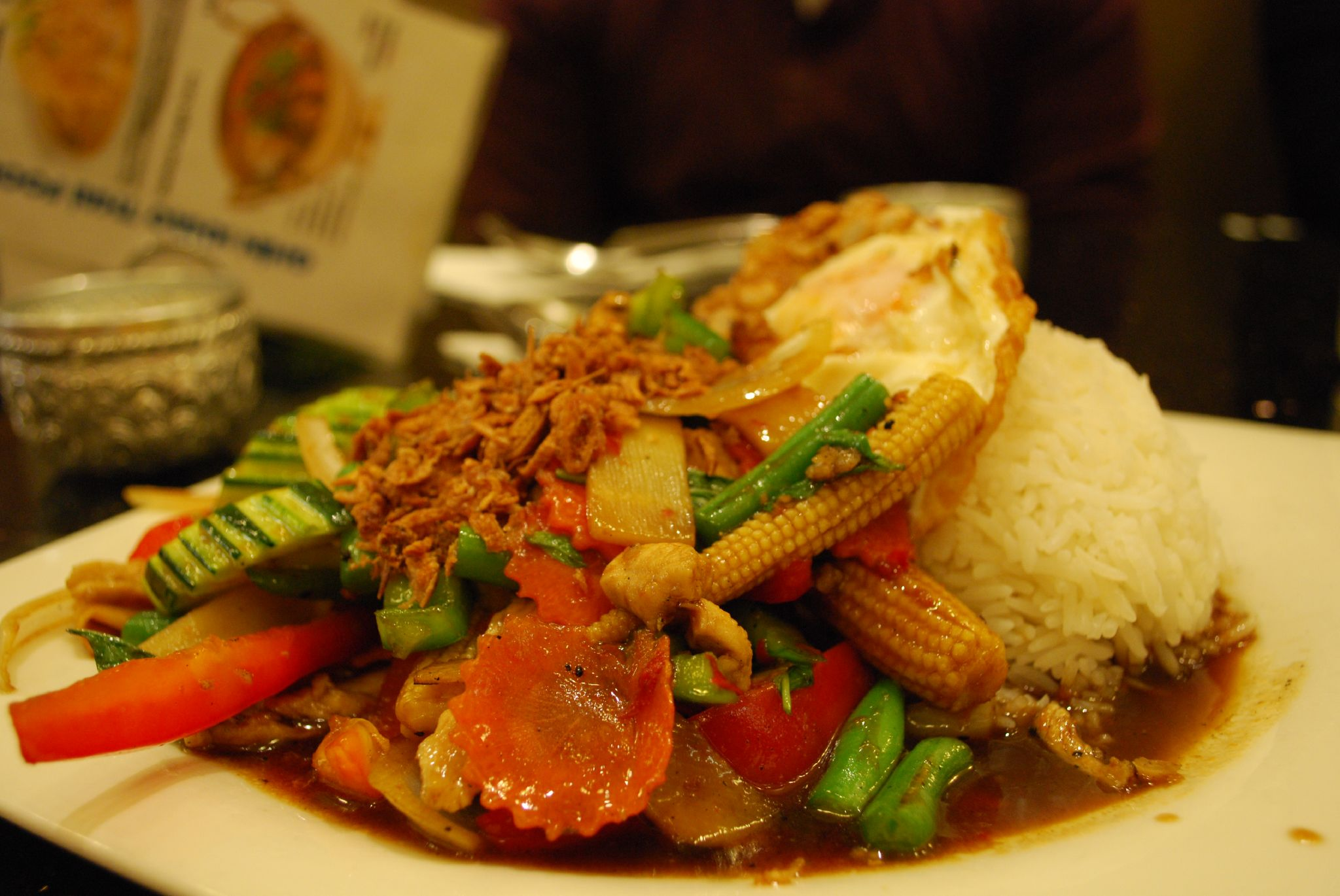
Phat kaphrao Gai (Gà)
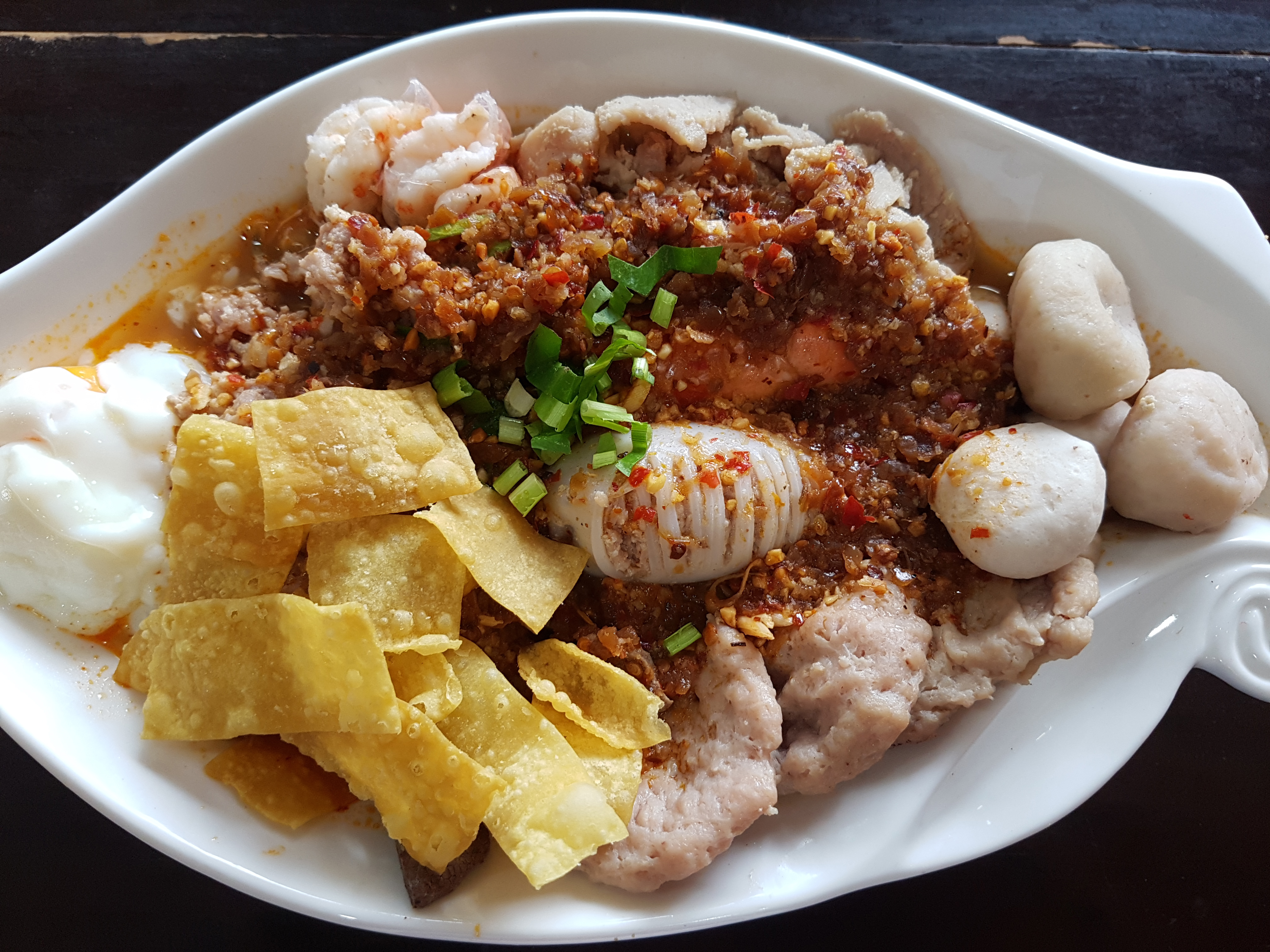
Tom yam Kway teow
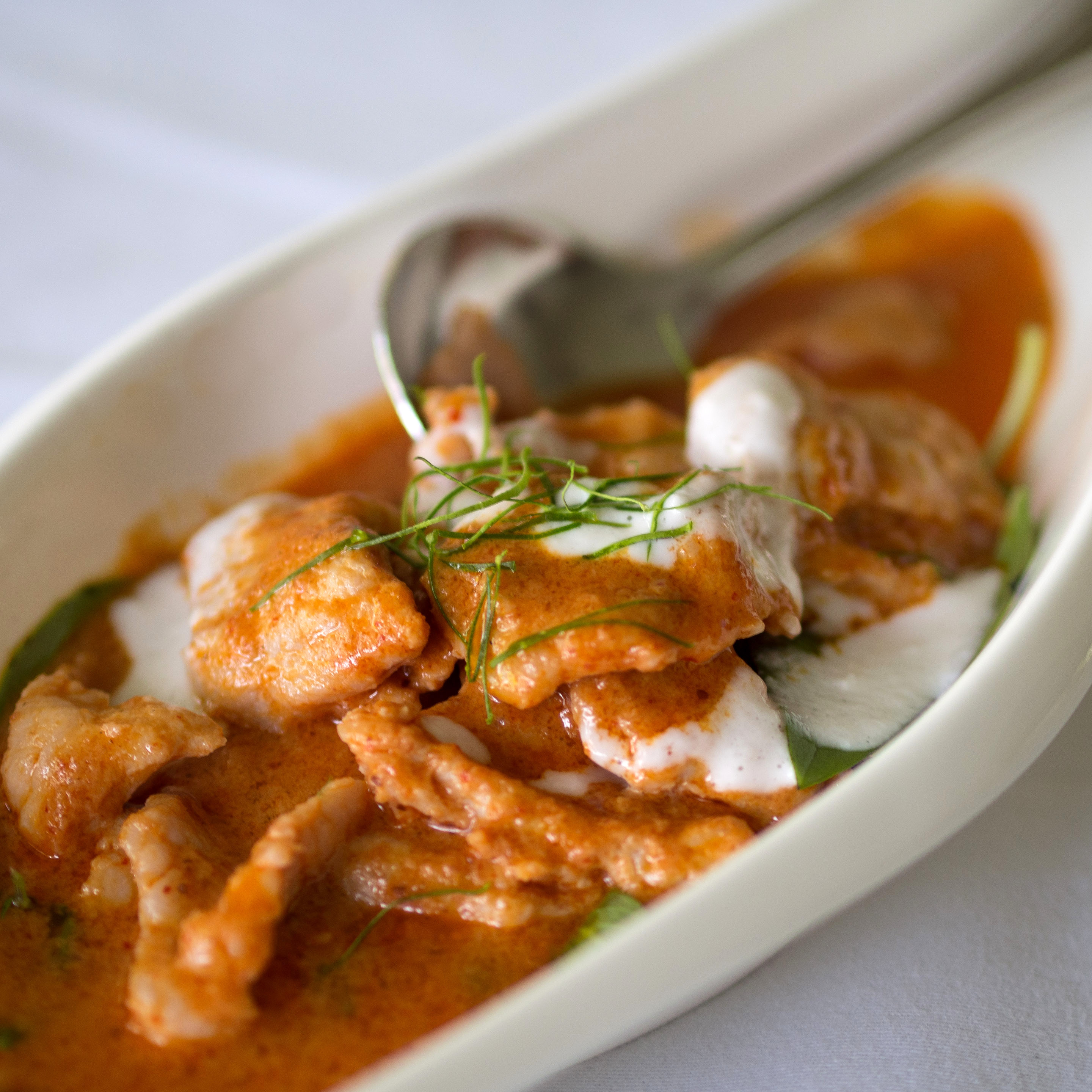
Phanaeng
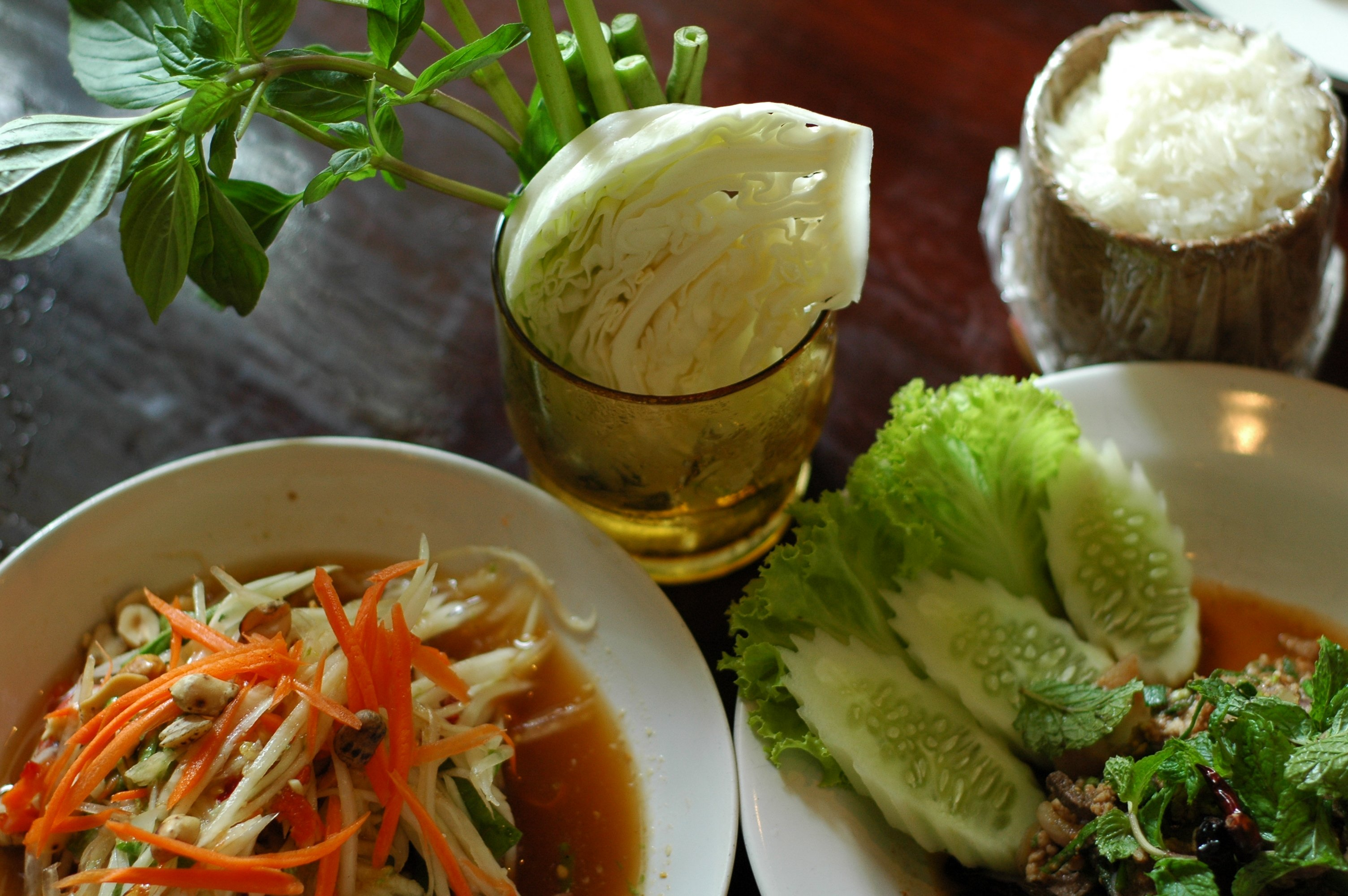
Som Tam
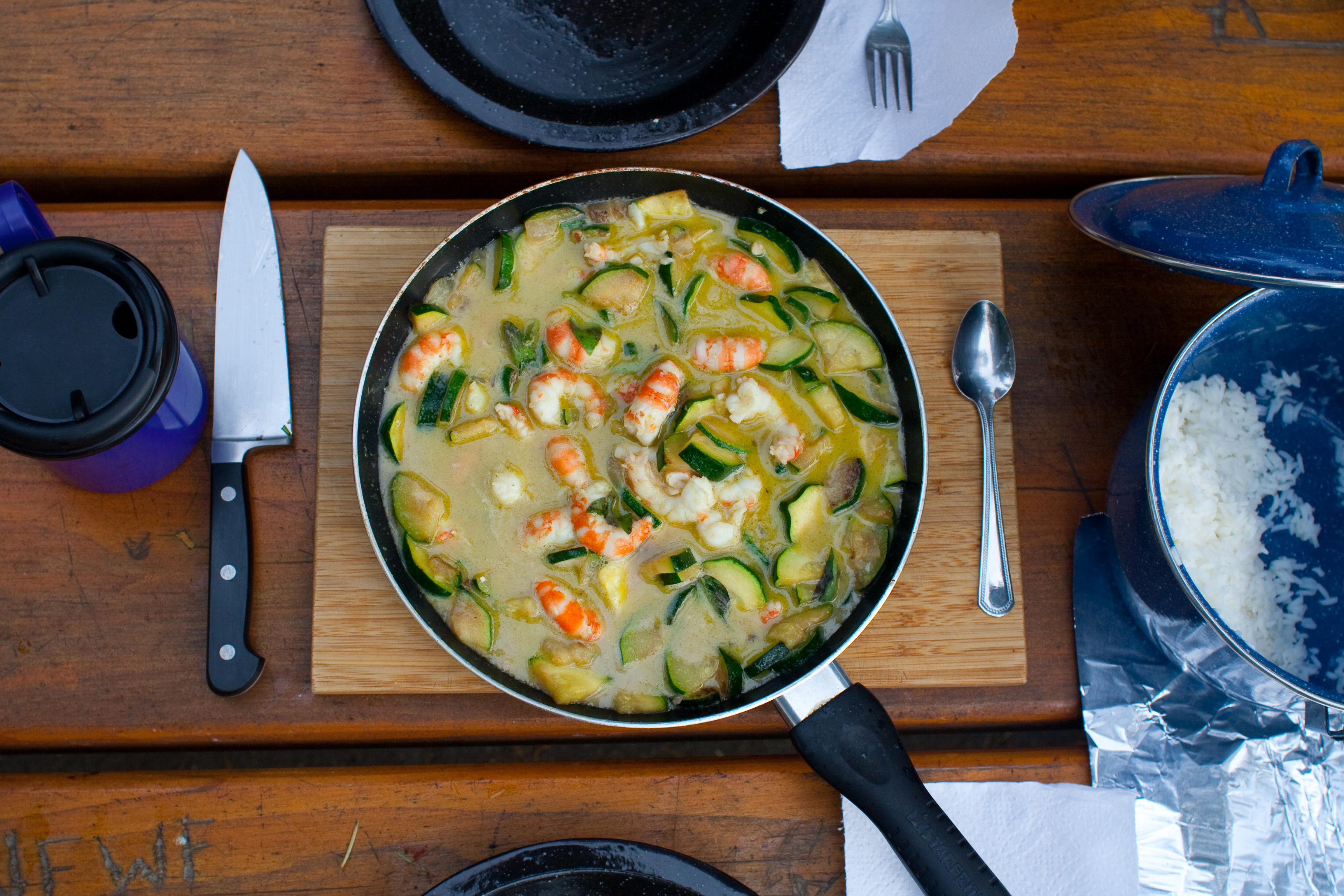
Cà ri xanh

### Biểu diễn nghệ thuật

#### Nhà hát và khiêu vũ

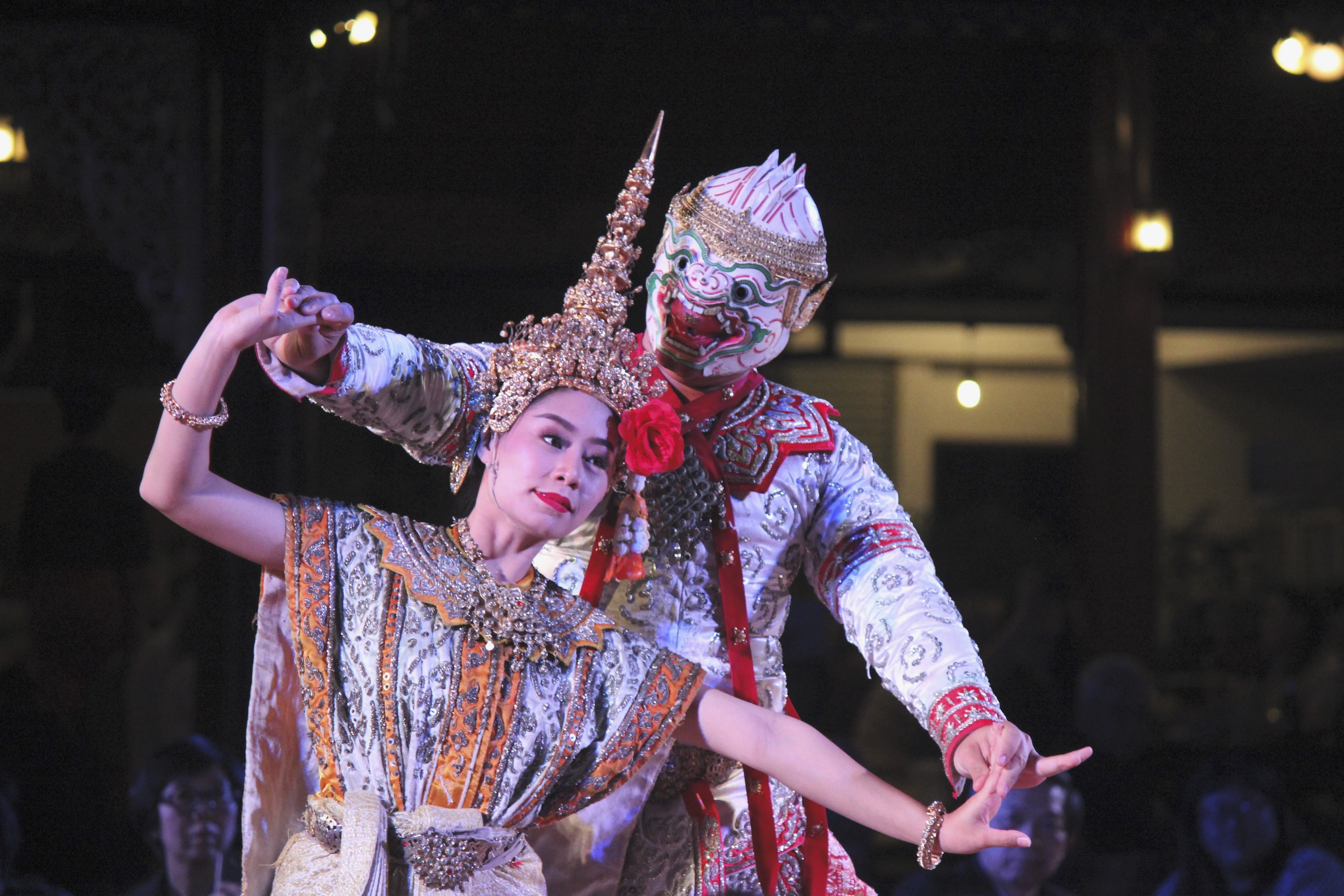
Khon nhảy

Không hề có truyền thống kịch nói ở Thái Lan, thay vào vị trí đó là nghệ thuật múa Thái Lan.
Nhiều điệu múa dân gian hay cung đình Thái đã được trình diễn trên sân khấu trong và ngoài nước, hấp dẫn đông đảo khán giả, trong đó có thể nói tới như   múa mặt nạ Khon, Lakhon và Likay- Khon đòi hỏi kỹ năng phức tạp nhất, nhưng Likay lại được yêu thích nhất; múa sạp Lao Kra Top Mai thịnh hành ở vùng nông thôn Thái Lan. Kịch Nang, một loại rối bóng Thái được trình diễn tại miền Nam. Ngoài ra còn có điệu múa Ramwong (Bản mẫu:Lang-th; RTGS: ram wong).

#### Giải trí
Phim Thái Lan vào khoảng thời gian trước năm 2000 mới chỉ phổ biến ở thị trường nội địa, chẳng hạn như Insee Daeng (1959), Insee Thong, Mon rak Luk thung, Banthuk Rak Pimchawee,... Khi đó, Mitr Chaibancha là diễn viên nổi tiếng nhất thập niên 1970.
Sau này, điện ảnh Thái Lan mới được biết đến và thu hút sự chú ý của công chúng quốc tế. Đặc biệt là những bộ phim võ thuật như Ong Bak (2003), Tom Yum Goong, Ong Bak 2, Ong Bak 3,... Trong đó, hai bộ phim Ong Bak và Tom Yum Goong đã mang về hơn 47 triệu đô la trên toàn thế giới. Phim kinh dị Thái Lan cũng rất phổ biến ở châu Á, có thể kể đến như Shutter (2004), tác phẩm sau này được 20th Century Fox mua bản quyền và làm lại, một số bộ phim kinh dị khác như loạt phim Chơi Ngải (2004-2008), The Unseeable (2006), Alone (2007), Body (2007), Coming Soon (2008), 4bia (2008), Phobia 2 (2009), Ladda Land (2011), The Swimmer (2013) cũng rất thành công. Tác phẩm kinh dị pha lẫn hài kịch Pee Mak (2013) có doanh thu hơn 33 triệu đô la trên toàn cầu. Bad Genius (2017) tiếp tục nâng tầm, đưa điện ảnh Thái Lan trở thành một hiện tượng khi gây sốt các phòng vé trên khắp thế giới, đoạt nhiều giải thưởng danh giá, đồng thời thu về hơn 42 triệu đô la, tác phẩm được coi là bộ phim Thái Lan thành công nhất mọi thời đại.
Phim truyền hình Thái Lan, còn được gọi là Lakorn, đã trở nên phổ biến, vượt ra khỏi biên giới quê nhà, chinh phục khán giả trên khắp châu Á. Nhiều bộ phim truyền hình Thái Lan nổi tiếng như Khluen Chiwit, U-Prince, Roy Leh Sanae Rai, The Crown Princess hay phim truyền hình tuổi teen, như 2gether: The Series, The Gifted, Girl From Nowhere, Hormones: The Series,... Được khán giả châu Á đón nhận tích cực.
Ngành công nghiệp giải trí ước tính đã đóng góp trực tiếp 2,1 tỷ đô la Mỹ vào tổng sản phẩm quốc nội của Thái Lan trong năm 2011, đồng thời hỗ trợ trực tiếp hơn 86.600 việc làm.

### Ngành kiến trúc

#### Nhà cửa

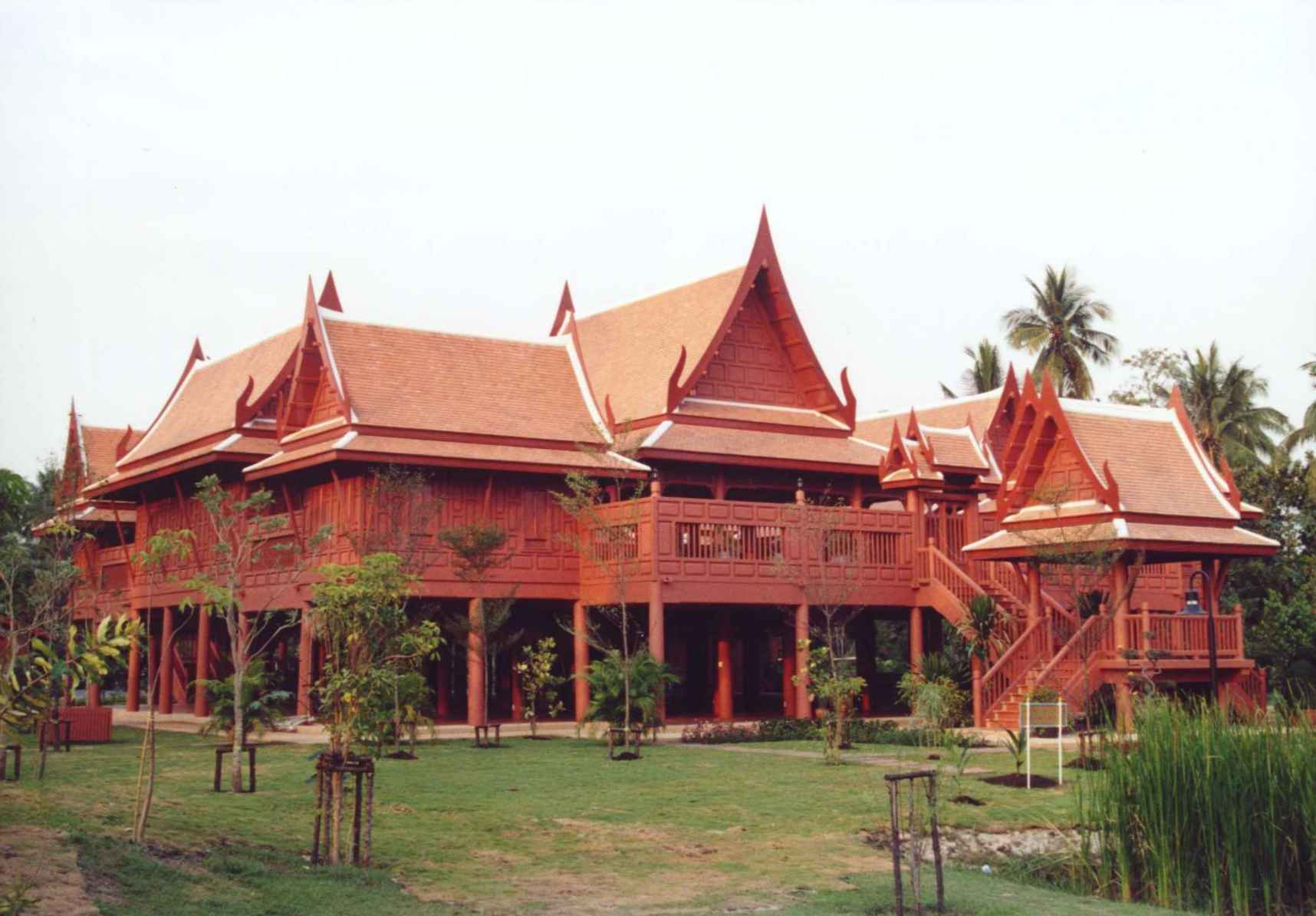
Nhà truyền thống kiểu Thái

Nhà của người Thái có những đặc trưng giống với kiểu nhà của người Môn và người Khmer như có nóc hình mai rùa, chỏm đầu đốc có khau cút với nhiều kiểu khác nhau. Hai gian hồi để trống và có lan can bao quanh. Khung cửa ra vào và cửa sổ có nhiều hình thức trang trí khác nhau. Cách bố trí trên mặt bằng sinh hoạt của nhà Thái khá độc đáo: các gian đều có tên riêng. Trên mặt sàn được chia thành hai phần: một phần dành làm nơi ngủ của các thành viên trong gia đình, một nửa dành cho bếp và còn là nơi để tiếp khách nam. Vật liệu xây dựng nhà sàn thường là tre, gỗ, mái lợp bằng tranh, lá cọ... Nhà có phần chính và có sàn hiên với cầu thang đi lên (số bậc thang là số lẻ vì người Thái Lan quan niệm bậc thang số chẵn có thể dẫn ma quỷ vào nhà, mang lại điều không may mắn). Nhà sàn ở những vùng ngập nước sẽ được dựng cột chống đỡ nhà cao hơn, những nơi không ngập nước cũng dựng cột để có chỗ làm chuồng gia súc.
Phần nhà ở sẽ có bàn thờ Phật để ở vị trí cao ngang trán, một tượng Phật nhỏ hướng ra phía cửa, hương hoa, trầu cau là hai món thường được để dâng cúng Phật, ngoài ra còn có những dụng cụ nghi lễ, đồ dùng đựng đồ lễ.Đây được coi là nơi linh thiêng nhất, tất cả các sinh hoạt trong gia đình đều phải thể hiện sự tôn trọng với nơi linh thiêng này, không cho trẻ con hay đàn bà đi lại phía dưới, cấm hướng chân vào dù là lúc ngủ hay chuyện trò. Nhiều gia đình còn có miếu thờ làm từ tranh hay tre đơn giản ở lối vào chính, với quan niệm đó là việc làm cần thiết để giúp tránh khỏi những hoạn nạn, ốm đau.
Nhà chính nằm trong khuôn viên cùng một cái sân và một ngôi nhà phụ, có hàng tường rào bao quanh. Nhà bếp và nơi chứa nước nằm liền sát với nhà chính. Nơi để thóc lúa thì ở nơi tách biệt riêng.
Nhà sàn truyền thống, tạo ra không gian sinh hoạt tách rời với mặt đất, đây cũng là một cách giữ gìn sức khỏe, tránh được bệnh tật do thời tiết ẩm thấp. Sàn nhà hình chữ nhật có mái hiên che. Khoảng không gian bên dưới để trống còn được sử dụng là nơi làm việc, nơi đặt khung cửi dệt vải.
Từ những nét sơ khai ban đầu, nhà ở của Thái Lan có những bước phát triển hơn. Cấu trúc có phần phức tạp hơn để đáp ứng những nhu cầu cao hơn trong đời sống ngày nay.

### Thể thao
Muay Thái (đánh bốc Thái) một nhánh của Bokator Khmer không chỉ là môn võ thuật mang tính biểu tượng quốc gia mà còn là môn thể thao được nhiều người xem nhất. Môn thể thao dân tộc chính là cầu mây, một môn tương tự như bóng chuyền nhưng được chơi bằng chân với một quả cầu mây nhẹ. Có rất nhiều biến thể của môn thể thao này với nhiều luật chơi khác nhau.
Ngoài ra, còn có cuộc thi đua thuyền thiên nga nơi mà các làng tranh tài với nhau theo đội. Cuộc đua có mời đội quốc tế tham dự thường được tổ chức vào tháng 11.
Trò chơi lăn trứng cũng được ưa thích trong thời gian nông nhàn, nhưng nạn đói và tình trạng thiếu hụt trứng và giữa thế kỷ trước đã khiến cho trò chơi này gần như biến mất tại các vùng nông thôn nơi mà các truyền thống vẫn còn rất sống động.
Đội tuyển bóng đá quốc gia Thái Lan là đội tuyển đại diện cho Thái Lan trong các trận đấu, giải thi đấu quốc tế, do Hiệp hội bóng đá Thái Lan (FAT) quản lý. Thái Lan là một trong những nền bóng đá mạnh; xếp hàng đầu về số lượng danh hiệu trong khu vực Đông Nam Á nói riêng và đang có mục tiêu tiến xa hơn trong tương lai. Trong 7 lần dự cúp bóng đá châu Á thì đội từng đạt thứ hạng ba vòng chung kết năm 1972, kỳ đầu tiên Thái Lan là chủ nhà đăng cai. Đội cũng đã 7 lần giành ngôi vương tại giải vô địch khu vực với lần gần nhất là vào năm 2022.